# Pál Prónay

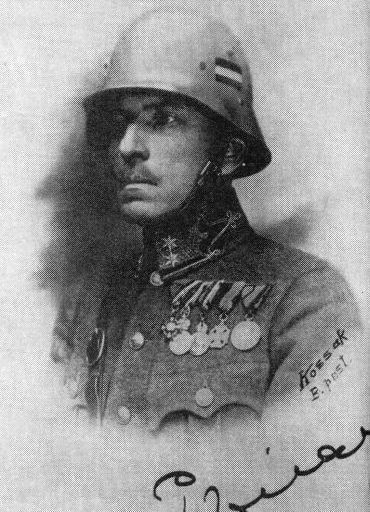
Porträt von Foto Kossak, Budapest

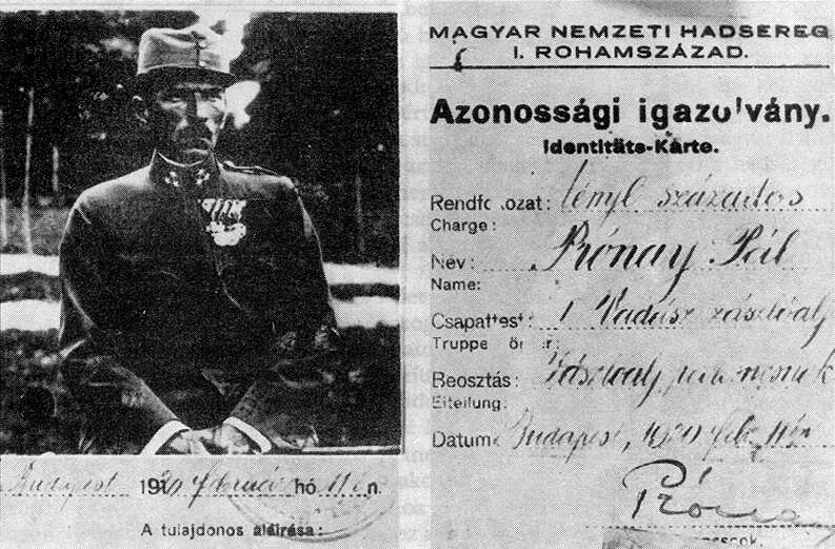
Dienstausweis als Hauptmann und Kommandant des 1. Jägerbataillons 1920

Pál Prónay von Tóth-Próna und Blatnicza (ungarisch: tótprónai és blatniczai Prónay Pál Sándor István Gábor, * 2. November 1874 in Romhány, Komitat Nógrád, Ungarn; † 1947 oder 1948 wahrscheinlich in einem sibirischen Gulag, nach früherer Annahme zwischen Dezember 1944 und Februar 1945) war ein ungarischer Offizier, Politiker und selbsternannter Banus des 1921 von ihm ausgerufenen Separatstaates Lajtabánság („Leitha-Banat“) auf dem Territorium des nach dem Ersten Weltkrieg errichteten österreichischen Bundeslandes Burgenland (s. a. Landnahme des Burgenlandes). Als Kommandant von Guerillatruppen und Todesschwadronen werden ihm zahlreiche Verbrechen zur Last gelegt. Prónay gilt als Inbegriff des Weißen Terrors in Ungarn.

## Leben

### Kindheit und Jugend

#### Herkunft
Baron Pál Prónay entstammte einer nordungarischen, liberalen und kulturinteressierten Familie, eine der ältesten Adelsfamilien Ungarns. Pál Prónays Familienzweig bestand aus reichen Grundbesitzern. Seine Eltern waren der ehemalige Offizier, Gutsbesitzer und Hobbykomponist István Prónay und Maria Almásy von Zsadány und Törökszentmiklós. Er hatte fünf oder sechs Brüder und zwei oder drei Schwestern und war das jüngste Kind, das ein höheres Alter erreichte.

#### Schulzeit
Seit seinem zwölften Lebensjahr besucht er das renommierte Lähne-Institut in Sopron. Die Schule verfügte über einen modernen Lehrplan, die Unterrichtssprache war überwiegend Deutsch. Die meisten Schüler gehörten der Mittelschicht an, wenige dem niedrigen Adel wie die Horthys, Aristokraten wie Prónay waren selten. Zwei Brüder Miklós Horthys waren seine Schulkameraden, was seine spätere Karriere beförderte.
Die Schule hatte den Ruf, Besserungsanstalt für schwierige Schüler der Oberschicht zu sein. Daher ist nicht auszuschließen, dass die Eltern die Schule nicht nur wegen des Profils, der im Vergleich etwa zum noblen Wiener Theresianum erschwinglichen Kosten und der Karrierechancen wählten, sondern dass bei ihm Verhaltensauffälligkeiten aufgetreten gewesen sein könnten.

### Militärkarriere bis zum Ende des Ersten Weltkrieges

#### Ausbildung und Wirken als Reserveoffizier
Prónay schlug 1892 die militärische Laufbahn ein. Entsprechend Herkunft und Familientradition diente er zunächst, wie seine beiden Brüder Gyula und Mihály zuvor, bis 1911 oder 1912 im 11. k. u. k. Husarenregiment in Szombathely. Ab 1912 diente P. mit Unterbrechungen im prestigeträchtigeren 13. k. u. k. Jaszkún-Husarenregiment in Kecskemét bis zu dessen Auflösung. Noch in der Bestätigung seiner ersten Entlassung 1921 wurde er als Husar bezeichnet. Er besuchte die Franz-Josef-Militäranstalt oder die Ludovika-Akademie in Budapest.
1898 oder 1899 – nach anderen Angaben schon 1896 – verließ er die Armee und versuchte ein bis zwei Jahre einem seiner Brüder auf dessen Gut in Kis Zellő nordöstlich von Balassagyarmat, später Alsózellő (heute Malé Zlievce in der Slowakei) zur Hand zu gehen. Möglicherweise wurde aber auch seine Arbeitskraft nach dem Tod seines Vaters am 29. Juli 1898 von seiner Familie benötigt.
1900 oder 1901 trat er wieder in die Armee ein. In den Ausgaben des Militärschematismus für 1900 und 1901 ist er als Leutnant der Reserve eingetragen. Laut Haberman trat er am 1. November 1902 in das 11. Husaren-Regiment als Leutnant ein. Im Jahr 1909 wurde er mit fast 35 Jahren zum Oberleutnant/föhadnagy der Kavallerie befördert, was andere mit 26 Jahren erreichten. In der Folgezeit unternahm er mehrere Reisen und wurde 1913 zu einer Weiterbildung nach Wien entsendet, im gleichen Jahr reiste er in offiziellem Auftrag nach England und Belgien.

#### Erster Weltkrieg
Den Ersten Weltkrieg begann er als Oberleutnant; im November 1914 wurde er zum Hauptmann der Kavallerie bzw. Rittmeister befördert (ungarisch százados). In seinem im August 1919 gestellten Ansuchen zur Beförderung zum Oberstleutnant (alezredes) gab er an, 36 Monate an der Front gewesen zu sein, was den Angaben in seinen Tagebüchern zumindest zum Teil widerspricht.
Am 1. August 1914 kam er mit seinem Regiment an die serbische Front und erlitt bei Šabac einen Lungenschuss. Er kämpfte ab 1915 in Russland und Bessarabien. Im März 1915 erhielt er vom Kaiser das Militärverdienstkreuz 3. Klasse mit der Kriegsdekoration für Tapferkeit vor dem Feind. Am 2. August 1916 erkrankte er und blieb bis 2. Jänner 1917 im Krankenhaus. Er ersuchte um Versetzung in das mehrheitlich rumänischsprachige 64. k. u. k. Infanterieregiment, wahrscheinlich wegen der sinkenden Bedeutung der Kavallerie. Mit diesem Regiment war er an der russischen und italienischen Front. Die letzten Kriegsmonate verbrachte er an der italienischen Front (laut Schlag am Piave), wo er einige der blutigsten Schlachten miterlebte, darunter die Zweite Schlacht am Piave. Nach seinem 40. Geburtstag wurde er nicht mehr befördert, er blieb Hauptmann/Rittmeister.

### Nach dem Ende des Ersten Weltkrieges
Als die österreichisch-ungarische Monarchie im Oktober/November 1918 zerfiel, hielt sich Prónay in Wien auf. Er konnte sich mit der Niederlage seines Landes nicht abfinden. Anfang November kehrte er nach Kecskemét zu seinem alten Husarenregiment zurück. Wie viele Offiziere hatte er eine ambivalente Haltung zu den Umwälzungen und wie die Mehrheit der Offiziere war er zunächst bereit, das neue, demokratische Regime zu tolerieren. Am 1. November 1918 wurde er zum Major/Örnagy nominiert, wegen der Umwälzungen in Wien wurde der Akt jedoch nicht unterzeichnet. Seine Beförderung zum Major und dann zum Oberstleutnant/alezredes erfolgte erst später als Konterrevolutionär gegen das Regime Béla Kuns.
Als die revolutionären Soldaten ihre neuen Kommandanten wählten, fiel er durch, als ihn ein persönlich bekannter Offizier ungewöhnlicher Grausamkeit bezichtigte (den er im Herbst 1919 als angeblichen Kommunisten hinrichten ließ). Prónay musste daraufhin den Stützpunkt verlassen und in eine Wohnung ziehen. Im Dezember verließ er nach der Auflösung seiner Einheit Kecskemét und wandte sich von der Demokratie zunehmend ab, während Schlag – dem die Tagebuchaufzeichnungen noch nicht zur Verfügung standen – ihn als entschiedenen Gegner revolutionärer Strömungen von Anfang an bezeichnete, insbesondere des „Roten Wien“. Prónay spielte mit dem Gedanken, als Rancher nach Mexiko oder Argentinien zu gehen oder Gutsverwalter eines Cousins in seinem Geburtsort werden, die Familie entschied sich aber für zwei andere arbeitslose Verwandte.
Dank seiner Verbindungen erhielt er bald einen Posten beim Bundesinspektorat für Pferde, das dem Militärkommando in Budapest unterstand, bei dem er Pferde aus der Landwirtschaft für die Armee requirierte, vorzugsweise von jüdischen Gutsherren. Obwohl er schon damals Verbindungen zu konterrevolutionären Kreisen hatte, setzte er in der Räterepublik seine Tätigkeit fort und war kein Feind des Kun-Regimes. Gut sichtbar trug er ein rotes Abzeichen, angeblich zur Täuschung der Linken. Die Stelle nutzte er auch zur persönlichen Bereicherung; seinem Bruder Mihály schickte er Anfang 1919 zwei Pferde als „Ersatz“ für zwei im Krieg verlorene Pferde. Seine Hauptsorge während der frühen Räterepublik war aufzufliegen, zumal er Glücksspieler war und sich trotz Prohibition Alkohol beschaffte.
Seine Spareinlagen in Höhe von über 60.000 Kronen bei einer jüdischen Bank, ein kleines Vermögen, wurden eingezogen. Die Angst vor einem weiteren Abstieg, die wahrscheinlich unbegründete Befürchtung, polizeilich überwacht zu werden und dass er als Baron in einem roten Ungarn keine Zukunft habe, veranlassten ihn, am 6. Mai 1919 Budapest zu verlassen. Er legte ein Attest des Arztes vor, eine Badekur absolvieren zu müssen, und reiste nach Wien aus. Statt den Machtbereich Kuns fluchtartig zu verlassen, besuchte er bei der Ausreise Bekannte. Er war damals nicht bestrebt, das Regime zu bekämpfen, und hatte sich schon früher durch ärztliches Attest Invalidität bescheinigen lassen.
In Wien war Prónay einer von vielen arbeitslosen Offizieren, die ihre Dienste dem Meistbietenden verkauften, und fand Anschluss an konterrevolutionäre ungarische Emigrantenkreise. Er dachte erneut daran, nach Lateinamerika zu gehen, als ihn ein antisemitischer ehemaliger Kamerad auf versammelte konterrevolutionäre Offiziere in Szeged aufmerksam machte (Weiße Nationalarmee unter Horthy und Gömbös, die unter dem Schutz der französischen Besatzungstruppen agierten) und reiste über Jugoslawien dorthin.

### Aufstieg zum Freischärlerkommandanten
In Ungarn bildeten sich zu dieser Zeit rechtsradikale Freischaren, deren Anhänger fanatisierte Hochschüler, abgerüstete Berufsoffiziere wie Prónay und Flüchtlinge aus den umliegenden Ländern waren.
Viele Offiziere waren bzw. wurden Mitglieder von Berufsorganisationen oder patriotischen Vereinigungen wie ÉME oder MOVE, diese hatten bewaffnete Banden, die für viele antisemitische Unruhen in Budapest verantwortlich waren oder paramilitärischen Einheiten verbunden waren.
Er wurde während des weißen Terrors als Kommandant der bedeutendsten Offiziersabteilung zum bedeutendsten Freischarführer.
Prónay war jedoch zunächst nur ein Unbekannter, der den Kontakt zu bekannten Politikern und Militärführern suchte.
Am 4. Juni 1919 vertrauten ihm Veteranen der nominell gegen die Räterepublik gerichteten Organisation Nationaler Verteidigungsverband (ungar.: Magyar Országos Véderő Egylet; MOVE) die Organisation der ersten Offiziersabteilung an mit der Begründung seines Talentes, seiner Entschlossenheit, seines kompromisslosen Heldentums und Mutes, den er in vielen blutigen Schlachten bewiesen hätte. Eher war die Wahl von Gömbös arrangiert worden, die wenigsten kannten ihn vor seiner Ankunft in Szeged oder seine Kriegsakte. Möglicherweise spielten auch seine Abstammung bzw. sein Familienname, sein maskulines Charisma, sein Antisemitismus und seine bekannte Unbarmherzigkeit eine Rolle. Es kann aber auch sein, dass die Wahl durch das Nichtvorhandensein eines anderen Kandidaten erfolgte.
Der Befehl für die Aufstellung einer derartigen Einheit durch das Verteidigungsministerium erfolgte am 14. Juni.
Der Aufbau war mühsam, da erst wenig Ressourcen zur Verfügung standen, trotz seines Engagements und seiner Tatkraft beim Aufbau und seines unbestreitbaren Charismas hätte er diese Aufgabe ohne die Unterstützung der Eliten und den MOVE-Chefs Gömbös nicht bewältigt. Der Aufbau erfolgte mit der Unterstützung oder zumindest Duldung durch die französische Besatzung in der Region von Szeged.
Er vergrößerte seine Einheit von 160 Mann im Juni 1919 auf 1500 Anfang 1920 (Höhepunkt seiner Polizeimacht), laut Schlag hat er damit schnell eine Einheit von beachtlicher Stärke (mit) aufgebaut. Sie blieb aber bis Jänner 1921 Teil der regulären Streitkräfte. Später wurde sie Weiße Garde genannt. Eine der offiziellen Bezeichnungen ist Gendarmerie-Reservebataillon.
Er zog junge Aristokraten und fanatische junge Männer an, die bereit waren, ihr Leben für das Überleben der ungarischen Nation und des historischen Ungarn zu opfern. Der Rekrutierungserfolg basierte in wichtigen Teilen auf Gemeinsamkeiten in der Persönlichkeitsstruktur, und dazu passender, geteilter Ideen und Ziele. Seine Abteilung und später sein Offizierskorps hatten entschieden elitären Charakter. Rund 30 % seiner Offiziere waren Adelige mit Verbindungen zur militärischen und politischen Elite, anteilig doppelt so viele wie in den übrigen Abteilungen. Die Mehrheit seiner Leute bestand aber aus Angehörigen der unteren und mittleren Mittelschicht. Angehörige elitärerer Husarenregimenter, die am Ersten Weltkrieg teilgenommen hatten, bildeten hingegen nur eine geringe Minderheit.
Allerdings hatten viele seiner Offiziere Eintragungen im Strafregister. Nach seinen eigenen Angaben waren Kriminelle in seiner Einheit willkommen, was ihm Vorwürfe seiner Vorgesetzten einbrachte. Er antwortete darauf, dass sich weder Priester noch Akademiker bei ihm beworben hätten. Durch seinen Ruf als Sadist und Fanatiker und die begangenen Gewalttaten zog er Gleichgesinnte an und durch die Attraktivität seiner Einheit für Sadisten, Kriminelle und Psychopathen schuf er einen Gegenpol zu den traditionellen Armeen, die durch ihre strengen Hierarchien und etablierte Ehrenkodizes dazu tendierten, derartige Männer auszusortieren oder wichtiger, gar nicht aufzunehmen, vor allem bei Einheiten, die die Bevölkerung befrieden sollten. Er und seine Leute wussten nicht, wie sie Anordnungen gehorchen sollten und weigerten sich, Teil irgendeiner Hierarchie zu sein. Wie andere Milizen zog er nicht nur die üblichen Kriminellen an, sondern wichtiger, er entfernte normale Soldaten aus der Einheit. Deren Weggang bedauerte er nicht. Deserteure waren für ihn unpatriotisch, feige, undiszipliniert und bewiesen durch ihr Handeln ihre Nutzlosigkeit. Nur einige wenige gingen, die Mehrheit blieb. Für die, die blieben und seiner Meinung nach Schwäche zeigten, fand er harte Worte (s. Wikiquote Pál Prónay). Er verlangte, dass seine Männer Mord und Folter als Teil ihrer Arbeit betrachteten. Die Mehrheit brauchte keinen oder wenig Antrieb durch Prónay selbst, die anderen passten sich erst durch die strikte Befolgung seiner Befehle an und kurze Zeit später ergriffen sie selbst die Initiative. Nicht nur für ihn, auch für seine Männer bedeutete Folter auch Spaß. Prónay appellierte damit und mit primitiven Späßen an Kadetten und junge Offiziere, die ihr Leben als ein Spiel sahen. Er und seine Männer stachelten sich gegenseitig zu immer größeren Grausamkeiten an, um einander zu imponieren. Auch physische Stärke und Drohgebärden waren zentrale Werte.
Er setzte sogar durch, dass sich Untergebene von ihm von ihren Partnerinnen trennten, wenn er dies wünschte.
Schon in Szeged weigerte sich Prónay, sein Kommando mit jemandem zu teilen, er akzeptierte nur diejenigen, die sich seinem Kommando unterwarfen und bis in den Tod seine Ideale teilten.
An sich war er weniger ein Leiter als eine Vaterfigur und Ideologe, er besaß die Fähigkeit, diffuse Gefühle in deutliche Worte zu fassen und Gruppengefühlen Form und Bedeutung zu geben. Wie andere damalige paramilitärische Führer war er genauso Produkt wie Gründer seiner Einheit. Sein Führungsstil war in erster Linie charismatisch im Gegenteil zu heute, wo Armeen bürokratische Führungskräfte bevorzugen. Was ihn von den anderen Freikorpsführern unterschied, war sein höheres Alter und seine Abstammung von einer alten hoch respektierten aristokratischen Familie und dass er Baron war. Es wurden in Szeged sechs Kompanien gegründet, alle hatten einen adeligen Kommandanten, aber nicht vom Rang Prónays. Zudem war er politisch ambitionierter.
Hohe professionelle Standards, Gütezeichen moderner Armeen, spielte im Bataillon eine untergeordnete Rolle bei der Rekrutierung von Offizieren. Kriterien für deren Auswahl nannte er keine. Er zog Soldaten auch durch seine Geringschätzung traditioneller Armeedisziplin an. Er und seine Männer hatten wenig Respekt vor traditionellen militärischer Disziplin. Gerade die jungen Rekruten waren ihm und Horthy als Führer der Nationalarmee fanatisch ergeben. Wegen dieses bedingungslosen Gehorsams und Idealismus war das Bataillon ideal für das Ausführen von „Spezialaufgaben“, daher wurden seine Kommandanten wie Ranzenberger befördert.
Er verstand sich als guter Vater, der seinen Männern oft Opfer als Geschenk mitbrachte. Seine Offiziere und Mannschaften hätten sich im Gegenzug über seine Besuche sehr gefreut und versammelten sich sogar nachts, um ihn zu begrüßen. Er veranstaltete für seine Leute auch Weihnachtsfeiern, bei denen er Geschenke verteilte und mit ihnen Weihnachtslieder sang. Er benutzte auch seine Verbindungen in Armee und Gesellschaft, um seinen Leuten Posten zu sichern.
Andererseits agierte er auch wie ein Topmanager in der Privatwirtschaft (er besaß eine insgesamt mehrjährige Berufspraxis als Gutsverwalter). Er machte seinen potenziellen Lesern klar, dass er für seine Männer Nahrung, Kleidung und Waffen zu beschaffen hatte. Daher verlangte er deren Zurverfügungstellung vor allem in Städten und größeren Gemeinden gleich nach seiner Ankunft dort. Da Ungarn zu dieser Zeit kriegsgeschüttelt war und seine Männer überleben mussten, vermietete er sie als Zeitkräfte oder sie mussten landwirtschaftliche und handwerkliche Tätigkeiten verrichten. Um sich und seinen Leuten gutes Essen zu beschaffen, missbrauchte er die ihm und seinen Leuten gewährten Polizeibefugnisse. Diebstähle und Erpressung erreichten eine derartige Bedeutung für die Einheit, dass Prónay einen professionellen Buchhalter einstellen musste, um die Übersicht zu behalten. Die geraubten Güter wurden meist Eigentum des Bataillons und nur selten den offiziellen Autoritäten übergeben, auch wenn sie offiziell eingezogen wurden.
Die Einheit war auch nicht spezialisiert weder nach Waffengattungen noch nach anderen Kriterien, er nutzte alle Arten von Ausrüstungen, anders als die Vorkriegseinheiten vergleichbarer Größe.
Zusammengehalten wurde das Bataillon durch die Erinnerung an begangene Grausamkeiten und die Hoffnung auf weitere. Als er 1921 einen Angriff auf die Tschechoslowakei absagen musste, hatte er Angst vor einer Rebellion seiner Untergebenen.
Die Abhängigkeit der Soldaten von Prónay ging so weit, dass diese nach der Auflösung der Einheit Schwierigkeiten hatten, sich nach der Auflösung in die Gesellschaft einzufügen, teilweise wurden sie wegen Raubes und Mordes verhaftet, was zeigte, wie gefährlich diese Männer für Zivilisten waren.
Die eigene Natur des Bataillons, charakterisiert durch den Narzissmus von Prónay und die hochgradig enge Beziehung zwischen ihm und seinen Leuten verhinderte eine aktive Kooperation mit anderen Milizen und der Militärelite.
Sein Freikorps, nominell gegen die Kommunisten gerichtet, wurde zum bedeutendsten Vertreter der Gewalt im Sommer und Herbst 1919. Schon seit Juni, noch vor dem Ende des kommunistischen Regimes wurden Juden, auch konterrevolutionäre, verfolgt. Prónay schrieb in seinem Tagebuch, dass Ministerpräsident Karoly und mehrere seiner aristokratischen Minister dies nicht nur toleriert, sondern auch aktiv gefördert hätten.
Iván Héjjas und andere Freikorpsführer erkennen ihn als ihren Führer an. Von seinen Anhängern kämpften 3000 aus der Ungarischen Tiefebene in Westungarn/Burgenland. Wie andere paramilitärische Gruppen stellt sein Bataillon keine ernsthafte Gefahr für die Nachbarstaaten dar. Wie Héjjas und Ostenburg wechselte Prónay ständig die Seiten. Nicht nur seine, auch die anderen Milizen unterschieden sich von der regulären Armee in der Art der Rekrutierung, sie waren hoch ideologisch, hatten andere Kommandostrukturen, die hohe persönliche Bindung zwischen dem Kommandanten und seinen Männern, die Gewalt gegen Zivilisten hatte andere Wurzeln und andere Funktionen, obwohl sie sich dabei nicht gewalttätiger verhielten als reguläre Truppen.
Prónays Abteilung sprach aber nicht für alle paramilitärischen Einheiten.
Ursprünglich waren auch ethnische Deutsche und Juden bei den paramilitärischen Gruppen überrepräsentiert.
Gömbös teilte den örtlichen politischen und militärischen Führern mit, dass er im Juni 1919 die Prónay-Kompanie als ein Modell für die angeblich unorganisierten und politisch unzuverlässigen lokalen Einheiten aufgestellt habe.
Er bemerkte, dass der Prónay-Stoßtrupp als Leibgarde für Admiral Horthy und Regierungsmitglieder gebildet wurde, was nicht unwidersprochen blieb. Die Bildung der Prónay-Kompanie und deren bevorzugte Behandlung verärgerten die anderen weniger begünstigten Offiziere. Diese beanstandeten, dass das Prónay-Bataillon Dinge tun durften, die ihnen selbst verboten waren.
Konservative Mitglieder sahen in der Kompanie ein machtvolles Instrument für ihren Kampf um die Macht (Besiegen ihrer heimischen Gegner, Terrorisieren potenzieller Gegner, Beeindrucken Neutraler). Wie die Lenin-fiúk/Lenin Boys während des Roten Terrors hatte die Prónay-Kompanie hauptsächlich Funktionen im Inland, Kämpfe mit ausländischen Streitkräften hatten nie Priorität, politisch war es sehr eng mit der Gömbös-Kozma-Toókos-Gruppe verbunden. Gömbös ähnelte in vielerlei Hinsicht Mussolini, der Prónay und seine Leute als Gesetzesvollstrecker wollte. Er war ein großes Organisationstalent, der Prónays radikalen Antisemitismus teilte. Aber er war ein sozialer Außenseiter. Der Baron Prónay sah ihn als Emporkömmling und verweigerte ihm oft den Gehorsam. Die Beziehung zwischen dem bedeutendsten paramilitärischen Führer und dem ungarischen Mussolini begann in Szeged.
Prónay galt als unzuverlässiger und rebellischer Verbündeter von Gömbös. Die Beziehung zwischen beiden war spannungsgeladen und es fehlte ihr an Struktur. In den Augen Prónays war Gömbös ein Karrierist, Parvenu, Wichtigtuer und ein Feigling, seine Ambitionen würden nicht zu seiner Herkunft passen, er hätte „seine Finger überall drin“ und sein Organisationstalent sei mangelhaft. Andererseits fehlten Prónay der Intellekt und das Fingerspitzengefühl von Gömbös. Die Rivalitäten waren persönlicher und beruflicher (Rivalität um die Gunst Horthys) Natur.
Prónay gehörte zu jenen, die Positionen ansammelten, die normalerweise professionelle Kräfte und öffentlich Bedienstete erledigten. Seine Kompanie fungierte als Leibwache von Horthy und Regierungsmitgliedern, Bewacher öffentlicher Gebäude und größerer Einrichtungen, in Szeged und später in Siófok und Budapest als eine Art politische Polizei. Prónays „Kriminalpolizisten“ waren junge Reserveoffiziere ohne Polizeiausbildung.
Diese Einheit
- organisierte Pogrome
- infiltrierte konkurrierende Truppen und soziale Organisationen
- arretierte, folterte politische Gegner und unschuldige Juden und sperrten sie ein in den Keller des Konvents in der Madách-Straße, der ihr als Hauptquartier zugewiesen wurde.
- spionierte in noch vom Räteregime kontrollierten Gebieten
- sandte reguläre Berichte an das Oberkommando der Armee und das Verteidigungsministerium.
Prónay-Soldaten durften weiter
- als Grenzwachen auftreten
- wirkliche oder angebliche Schmuggler oder Schwarzhändler verhaften und oft deren Gut einziehen
- überfiel Gefängnisse und ermordete Häftlinge
Die Terroraktionen dauerte Wochen und erzürnte die Arbeiter und die armen Bauern im Inland und erregten internationale Aufmerksamkeit.
Die beispiellose Macht, die vor allem das Prónay-Bataillon besaß, wurde Ende 1919/Anfang 1920 in Szeged begründet. Er verdankte seine Macht der militärischen Elite, die die Fanatiker benutzte, um den Einfluss der Konterrevolution zu stärken. Horthy und andere setzten die paramilitärischen Gruppen auf die ahnungslose Bevölkerung in der Provinzstadt an.
Mit steigender Macht begann vor allem das Prónay-Bataillon eine Bedrohung für Recht und Ordnung in der Stadt darzustellen. Konterrevolutionäre Offiziere, die eine Wut auf die Welt hatten, sahen überall Feinde. Besonders Prónay hatte paranoide Wesenszüge, die aus seinen Tagebuchaufzeichnungen hervorgehen. Prónay plante mehrere Morde, die durch Interventionen in letzter Minute verhindert werden konnten.
Niemand war vor Prónay und seinen Leuten sicher, abgesehen hatte er es jedoch vor allem auf die Juden der Mittel- und Oberschicht, von denen übrigens viele die Konterrevolution mit Waffen und Geldmitteln unterstützt haben. Regelmäßig attackierten seine Soldaten jüdische Gäste in Kaffeehäusern und Restaurants, ganze Familien mussten sich aus dem öffentlichen Leben zurückziehen. Laut Prónay billigten Horthy und seine Umgebung diese Aktionen, jedenfalls unternahmen sie nichts. Konservative schritten erst ein, als sich die Morde häuften und Leichen am Theißufer angeschwemmt wurden. Auch traditionalistische Offiziere waren besorgt. Sie respektierten die militärischen Verdienste vieler Angehöriger der Prónay-Einheit, bezweifelten aber deren militärischen Wert, ärgerten sich über deren bevorzugte Behandlung. Hochrangige Offiziere der alten Schule und Politiker fürchteten, dass ihr Ruf leiden könnte und distanzierten sich von Prónay.
Nur wenige Politiker waren bei der Fahnenweihe der Prónay-Abteilung am 17. Juli 1919 anwesend, in großer Anzahl kamen nur junge MOVE-Offiziere. Gömbös machte klar, dass er die Einheit als seine Privatarmee betrachtete. Die Abwesenheit hoher Politiker bei einer Veranstaltung dieser Art war sehr ungewöhnlich und ein Zeichen dafür, dass diese Kreise zu Prónay auf Distanz gingen, Prónay seinerseits wich ihnen ebenfalls aus.
Im gleichen Monat gründete er in Szeged mit dem Militärbischof, dem Franziskaner István Zadravecz OFM die Organisation KKVSZ. Mit diesem arbeitete Prónay, obwohl er aus einer evangelischen Familie stammte und selbst der Evangelischen Kirche A. B. angehörte, auch später etwa im Leithabanat zusammen. Der Geistliche war einer seiner engsten Verbündeten und Militärgeistlicher bei der Einheit.
Der konterrevolutionäre Offizier Kálmán Shvoy, ein Gegner derartiger Truppen und von Prónay selbst, schrieb, dass Prónay und Horthy sehr gut miteinander auskamen und kritisierte, dass dieser Umstand dem Ruf der Streitkräfte schade.
Prónay überschätzte auch seine Stellung innerhalb von MOVE. Er war politisch viel zu unbegabt, zu erkennen, dass reale Macht nicht nur auf Gewalt oder Drohung damit beruht. Dazu gehört auch, dass er Ende Juli vorschlug, ohne Genehmigung der Südungarn kontrollierenden französischen Armee, die Demarkationslinie zu überschreiten, die ungarische Räterepublik zu zerstören und in Budapest einen Pogrom zu organisieren. Dies wurde abgelehnt, da man einen Konflikt mit der Entente nicht riskieren wollte.
Prónay hat sicher erhebliche Macht als Geheimdienstchef und Leiter der Horthy-Leibwache in Szeged angehäuft, aber schon jetzt hatte er nur begrenzten Einfluss auf die ungarische Innen- und Außenpolitik.
Anfang August brach das kommunistische Regime in Budapest zusammen, die Franzosen erlaubten der Nationalarmee, Szeged zu verlassen. Die genauen Befehle, die Prónay erhielt, sind unklar. Horthy bestritt, Prónay einen allgemeinen Tötungsbefehl gegeben zu haben, andererseits zeigte er offen Sympathien für Offiziere, die sich für Folter und Demütigungen ihrer Angehörigen durch die Kommunisten rächen wollten und ihre Enttäuschung an Juden und Liberalen abreagierten, die sie für die „Verstümmelung“ Ungarns verantwortlich machten.
Auch innerhalb von MOVE bestritt ein Teil einen entsprechenden Befehl, Prónay behauptete auf seine Frage hin einen entsprechenden Befehl erhalten zu haben. Weiter behauptete er, dass er folgende Befehle erhalten habe:
- Überschreiten der Demarkationslinie
- Verlegung der Truppe in das Gebiet zwischen Donau und Theiß
- Widerstand niederschlagen
- Funktionäre des kommunistischen Regimes gefangen zu nehmen und zu bestrafen
- Die vorrevolutionären Verwaltungskräfte wieder einzusetzen oder eine Lokalregierung einzusetzen
- Rote-Armee-Einheiten, die zuverlässig waren, einzugliedern und andere zu entwaffnen
- Zu requirieren: Waffen, LKWs, Züge, Waggons, Pferde, Nahrungsmittel, Ausrüstung und Geld für die Nationalarmee
- Die Abteilung soll Budapest erreichen und nach ihrer Ankunft dem Verteidigungsministerium berichten.

### Führender Mann des konterrevolutionären Terrors und Höhepunkt von Prónays Macht in Ungarn
Spätestens jetzt wurde Pronays Einheit zur mörderischsten paramilitärischen Einheit Ungarns.
Schon im Herbst 1919 schadete er seinem Ruf durch seine Vorgangsweise (Raub auch auf großen Gütern, Ausrauben von Häusern, Kidnapping, Erpressung von Geld von Kaufleuten und jüdischen Gemeinden).
Bereits kurz nach dem Abmarsch ließ er zehn Menschen ermorden, auf dem Weg ließ er zahlreiche Menschen gefangen nehmen und hinrichten.
Auf dem Weg vermieden er und seine Truppen ängstlich jeden direkten Kontakt mit der einmarschierten rumänischen Armee.
In seinem Tagebuch behauptete er, der Feldzug sei sehr gefährlich gewesen. In Wirklichkeit stieß er nur auf wenig Widerstand seitens der Unterstützer der Räterepublik, Juden und armer Landbewohner, während sie von der lokalen Mittel- und Oberschicht sehr freundlich empfangen wurden.
Durch die Ausschreitungen gegen Kommunisten, Sozialdemokraten und Juden erwarben er und seine Einheit einen äußerst schlechten Ruf. Dabei hatte nicht nur Prónay selbst, sondern auch einer Reihe seiner Männer früher für die ungarische Rote Armee gearbeitet.
Die Einheit hatte auch ähnliche Foltermethoden und einen ähnlichen Jargon wie die Einheiten des Roten Terrors. Es gab allerdings auch Unterschiede wie bei der Gewalt gegen Frauen oder Tätowieren der Opfer wurden von den Kommunisten nicht oder nicht in diesem Ausmaß praktiziert.
Allerdings waren die Rumänen schneller in Budapest und Prónay konnte daher nicht einmarschieren. Er errichtete daher ein neues Hauptquartier in Siófok, ein von der jüdischen Mittelschicht bevorzugter Ort. Auf dem Weg dorthin beging unter anderem die Prónay-Einheit laufend Kriegsverbrechen, einige zählen zu den größten Grausamkeiten gegen Juden in der ungarischen Geschichte.
Während seines Aufenthaltes in Siófok behandelte er Dörfer, Kleinstädte und isolierte Gehöfte als ausländisches Territorium.
Die Milizen dehnten ihre Aktivitäten auf ganz Transdanubien bis zu den Gebieten unter serbischer Kontrolle aus, betroffen waren vor allem die Orte entlang der Donau und am Balaton. Zu ihren Opfern zählten Funktionäre der Räterepublik bzw. Kommunisten, und der Demokratie und Sozialdemokratie, Bauern, Landarbeiter, die Landreformen oder höhere Löhne forderten, apolitische und konservative Juden, in geringerem Umfang Legitimisten, die sie bedrohten, folterten und ermordeten. In vielen Orten stachelten sie auch die Bevölkerung an.
In Transdanubien wurde er von Aristokraten samt seiner Einheit oft auf ihre Güter eingeladen, um Diener und Landarbeiter zu bestrafen, die auf der Seite von Demokraten und linken Regimes standen, um diese auf ihre Plätze zu verweisen gegen Nahrung, Schutz und Unterhaltung. Neuere Studien ergeben aber ein differenzierteres Bild. Die Mehrheit hielt sich sogar von den Milizen von Anfang an fern, andere gingen nach Berichten über Gräueltaten auf Distanz.
Am meisten Unterstützung fanden sie bei der ländlichen Mittelschicht. In vielen Gemeinden vor allem der Ungarischen Tiefebene wurden sie sogar von den ländlichen Verwaltungskräften unterstützt. In Transdanubien war man gemäßigter, was Prónay als Schwäche auslegte. Im Süden der Ungarischen Tiefebene half er auch in vielen Dörfern und Kleinstädten, Milizen aufzubauen.
Allein Prónays Einheiten töteten zwischen 1500 und 2000 Menschen, vor allem während des Herbstes und des Winters 1919. Tausende brachten die Einheiten mit Hilfe der Polizei und Behörden in Militärgefängnisse und Anhaltelager. Hunderte wurden brutal gefoltert und getötet zwischen 1919 und Anfang 1920. Tausende starben an Fehlernährung, Überbelegung, schlechten Hygienebedingungen und Misshandlungen in Militärgefängnissen und Anhaltelagern in den folgenden beiden Jahren. Ihre Opfer wurden durch die Prónay- und Héjjas-Milizen nicht nur hingerichtet, sondern zumindest zum Teil auf seine Anordnung auch gehäutet, ertränkt, in zwei Teile geschnitten, der Magen aufgeschlitzt und die Bäuche mit Steinen gefüllt, Ohren (die als Trophäen oder Glücksbringer dienten) abgeschnitten und chemisch konserviert, unter anderem im Ofen ihres Panzerzuges, viele bei lebendigem Leib verbrannt, geprügelt und dann auf die geschwollenen und zerschlagenen Gesichter Staubzucker gestreut (um eine möglichst große Zahl Fliegen anzulocken), Genitalien mit Riemen zusammengebunden und dann die Betroffenen mit Prügeln gezwungen, wie Pferde im Kreis zu laufen und sie wurden dabei wie auf der Reitbahn geführt, andere in Ställe gesperrt und gezwungen, Heu zu essen sowie jüdischen Frauen und Bäuerinnen die Brüste abgehackt oder tätowiert. Gutsarbeiter wurden entweder am Genick oder an den Füßen aufgehängt, Körper von Männern verstümmelt. Zeitweise benahmen sie sich aber wie Schul-Bullies, z. B. Eintätowieren diskriminierender Wörter, s. u. Der Wortlaut mehrerer Quellen lässt darauf schließen, dass er teilweise an den Folterungen und Morden persönlich beteiligt war.
Daneben kam es zu Entführungen und Erpressungen.
An sich handelte es sich um Soldaten der Nationalarmee, aber er folgte nicht dem Standard-Dienstweg. Er verlangte und erhielt von seinen Leuten selbstmörderische Loyalität, sie sollten als Sadisten und kaltblütige Mörder eine genaue Kopie seiner selbst werden. Er erwartete, die brutalsten Anordnungen ohne Zögern zu befolgen, hatte man nicht die Brutalität dazu, so wurde man von der Einheit ausgeschlossen. Er war allerdings über den Fanatismus neuer Rekruten selbst überrascht, wenn auch positiv. Manche waren von Beginn an grausam, andere wurden es durch einfaches Ausführen, das Ergebnis war immer die Identifikation der Offiziere und Mannschaften mit Prónay. Die Grausamkeiten bewirkten eine ungewöhnlich starke und im Detail nicht immer zu klärende Bindung zwischen ihm und seinen Leuten. Sie erfolgten entweder aufgrund von Befehlen oder aus eigener Initiative. Die Gewalt, zu der er ermuntert hat, war eines der stärksten Bänder, die die Einheit zusammenhielt.
Auf der anderen Seite war die Einheit aber auch ein Teil von MOVE, der Machtbasis von Gömbös, wobei Prónay sich als Gömbös gleichwertig betrachtete. Er warf Gömbös später vor, gegen ihn zu intrigieren und ihn zerstören zu wollen und er lasse sich nicht von ihm herumkommandieren. Prónay wies Anordnungen nicht nur von Gömbös zurück, sondern auch Fragen unter anderem des Innenministers, einigen Legitimisten und „frechen Journalisten“.
Er war nicht der einzige grausame Führer des Weißen Terrors, aber wahrscheinlich der grausamste und fanatischste.
Die Prónay-Abteilung war bestrebt, während der Konterrevolution alte Rechnungen mit ihren Feinden zu begleichen. Sie hatte auch zahlreiche Möglichkeiten, sich zu bereichern.
Im November 1919 plante er einen Pogrom in ganz Budapest, der durch Horthy gestoppt wurde. Dass Horthy den Pogrom stoppte, verzieh im Prónay nie. Damals erreichte seine Einheit Bataillonsgröße und die Zeitung Népszava berichtete von Dutzenden Fällen von Raub und Erpressung unter anderem zur Beschaffung von Benzin, in die seine Offiziere verwickelt waren.
Im Herbst 1919 erteilte er den Befehl, das Hauptquartier der ungarischen Freimaurer wegen der wertvollen Einrichtung auszurauben.
Ab Ende 1919 wurde etwa 12 Monate lang der Terror intensiviert. Der Druck ausländischer Diplomaten, reicher ungarisch-jüdischer Geschäftsleute und Gewerkschafter auf die Regierung, besonders auf Horthy, brachte nur ungenügende Ergebnisse.
1919/20 war er auch Mitbegründer des rechtsradikalen Geheimbundes Etelközi Szövetség.
Prónay selbst lebte ab 1920 in Luxushotels, auch als er in der Nándor-Kaserne einen Raum zur Verfügung hatte. Nach seiner Hochzeit bezog er ein Haus (laut Zeitungsberichten nur eine Wohnung darin) in der Szentkirály-Straße 38. Im Sommer 1921 zog er mit seiner Frau nach Bicske, wo seine Kavallerieeinheit stationiert war, als seine Offiziere ab November 1919 die Residenz in Budapest und das Königliche Schloss in Gödöllő bewachten.
Sie waren Leibwächter von Horthy, Bethlen und anderen Mitgliedern der Elite sowie bei großen Empfängen auch ausländischer Würdenträger und anderen großen Ereignissen. Sie waren weiterhin Geheimdienstoffiziere und Grenzwachen bis 1921, weiter kontrollierten sie das militärische Hauptgefängnis.
Nach dem Abzug der Rumänen im November 1919 patrouillierten sie in Bezirken mit besonders hohem jüdischen Bevölkerungsanteil. Sie dehnten ihre Kompetenzen aus, um neutrale Personen unter Druck zu setzen, Geschäftsbesitzer zu erpressen, entführten reiche jüdische Geschäftsleute und Experten. Als Grenzwachen und Kriminalpolizisten durften sie ab September 1919 angebliche Spione, Schmuggler und Schwarzhändler festnehmen.
Am wichtigsten war ihnen jedoch das Stehlen von Autos, Motorrädern, Benzin, Juwelen, Nahrungsmitteln und anderen Wertsachen. Wichtiger war ihnen, Juden zu foltern als Korruption zu bekämpfen.
Am Ende hatte Prónay Zugang zu Horthy und anderen Mitgliedern der Elite, er spielte weiterhin die Rolle des politischen Beraters, allerdings mit immer geringerem Erfolg, um die Position konservativer Rivalen, etwa Bethlen, zu untergraben und die Außenpolitik in eine radikalere Richtung zu steuern.
Aufgrund seiner Funktionen und seines leichten Zugangs zu Horthy, blieb Prónay ein Machtfaktor bis 1921. Sein politischer Einfluss blieb aber marginal. Die Berichte seiner Offiziere (reichlich versehen mit Prónays Kommentaren, die für ihn typisch, üble Gerüchte und Klatschgeschichten über die betreffenden Personen und deren Umfeld enthielten) wurden immer weniger gelesen. Im Gegensatz zur Tscheka oder SS wurde aber das Prónay-Bataillon nie ein Staat im Staat, er kontrollierte nie den staatlichen Apparat, nicht einmal auf dem Höhepunkt seiner Polizeimacht Anfang 1920.
Sein Abstieg begann mit der politischen Konsolidierung 1920, seine Macht ging zu Ende mit seiner Marginalisierung im Sommer 1921.
In der Außenpolitik, besonders im Kampf gegen den internationalen Kommunismus und der Wiederherstellung der alten Grenzen, stand Prónay auf der Seite der radikalen Rechten. Mit Wissen und Billigung seiner Vorgesetzten inklusive Horthy versuchte er, Kun und dessen engste Berater, die von der sozialdemokratischen Regierung Österreichs Asyl erhalten hatten, zu entführen oder zu vergiften. Er scheiterte an der mangelhaften Organisation und österreichischen Zeitungen zugespielten Details, was Ungarn weiterhin in Verlegenheit und Isolation brachte. Seine Leute überschritten erfolgreich die ungarischen Grenzen und entführten Repräsentanten der Räterepublik.
Schlag schreibt jedoch, dass die neue Regierung nur mit äußerster Mühe seine Einheit hätte auflösen können, da Prónay damals noch sehr einflussreiche Freunde in den höchsten Kreisen hatte.
Rund zwei Wochen vor der Wahl Horthys zum Reichsverweser wurden zwei Redakteure der sozialdemokratischen Tageszeitung Népszava (Volksstimme) ermordet und verstümmelt in die Donau geworfen. Täter waren Offiziere der Einheiten Prónays und Ostenburgs.
Am 1. März 1920 kam er als Kavalleriehauptmann und Bataillonskommandant zum 1. Jägerbataillon.
Am selben Tag fand die Wahl Horthys zum Reichsverweser statt. An diesem Tag bildeten Prónay, Ostenburg mit ihren Offizieren ein Spalier und diese betraten weiter mit geöffneten Pistolentaschen und Handgranaten an den Gürteln den Sitzungssaal, worauf Horthy 131 von 141 abgegebenen Stimmen erhielt.
Im Frühjahr 1920 wurde er vor Gericht zitiert, da er während des Krieges eine jüdische Flagge geschändet haben soll.
Ebenfalls im Frühjahr 1920 unterstützten Prónay und Gömbös die Aufstellung einer Österreichischen Legion in Zalaegerszeg aus ehemaligen österreichischen Offizieren, die klein, aber nicht ungefährlich und am Angriff auf das Waffenlager in Fürstenfeld, s. u., beteiligt war.
Gleichzeitig führten Liberale, Christlichsoziale und die Kleinbauernpartei eine großangelegte Kampagne im Parlament gegen die paramilitärische Gewalt und forderten eine Auflösung dieser Einheiten und der patriotischen Vereinigung der Allianz der Erwachenden Ungarn (ÉME). Horthy und seine Berater zählten nach wie vor auf die Einheiten, besonders auf die professionelleren wie die Prónays gegen Sozialdemokraten und Arbeiterorganisationen, um Macht zu demonstrieren, als Grenzwachen, unter Ausnutzen internationaler Krisen verlorengegangene Gebiete wieder zurückzugewinnen. Auch die Legitimisten wollten ihre paramilitärischen Gruppen nicht auflösen.
Paramilitärische Gruppen und patriotische Verbände hatten viele Freunde und Unterstützer, während der Konterrevolution erwarben sie sich viele Feinde.
Seit Anfang 1920 wird vor einer negativen Auswirkung auf die Friedensverhandlungen gewarnt. Im August kündigt die Regierung an, die Gewalttäter zu bestrafen.
1920 war Prónay auch in Kontakte mit der deutschen radikalen Rechten verwickelt.
Am 12.–17. März fand in Deutschland der Putsch von Wolfgang Kapp statt, der von Ungarn unterstützt wurde, jedoch scheiterte.
Am 17. Mai 1920 empfing Horthy eine Delegation von Erich Ludendorff zur Planung einer Weißen Internationale in Budapest. Verantwortlich für deren Sicherheit war Prónay. Laut Schlag waren ungarische Regierungsstellen nur am Rande involviert wichtiger waren ÉME und Move und Prónay und Gömbös zählten zu denjenigen, die eine Schlüsselrolle spielten. Geplant war eine enge Allianz und Zusammenarbeit von ungarischen, österreichischen und bayrischen Freikorps zwecks Annullierung der Friedensverträge, Liquidierung der Linken in Österreich und Preußen. Österreich, Ungarn und Bayern sollten die Tschechoslowakei durch Militäroperationen zerschlagen. In Österreich sollte durch einen rechtsgerichteten Putsch die Regierung Renner gestürzt und ein konservatives Regime installiert werden. Ungarn gewährt finanzielle Unterstützung und stellt Ausbildungseinrichtungen zur Verfügung, für seine Schlüsselrolle soll es als Belohnung seine Vorkriegsgrenzen zurückerhalten. Danach soll ein massiver Kreuzzug gegen den Bolschewismus in Russland erfolgen, finanziert durch in Ungarn hergestellte gefälschte Rubel. Die Verhandlungen wurden durch Gömbös und Prónay fortgeführt, der am 1. Juni 1920, drei Tage vor der Unterzeichnung des Trianon-Vertrages seine Zustimmung erteilte. Prónay selbst war für Bündnisse mit der deutschen radikalen Rechten, Stärkung der Kontakte zu österreichischen Konservativen und polnischen Nationalisten. Er schloss sich der Meinung Horthys an, dass er Anschluss Österreichs an Deutschland nicht im Interesse Ungarns war.
War Prónays Karriere bis Kriegsende kaum vorangeschritten (Hauptmann (százados) erst nach Beginn des Ersten Weltkrieges, mit ca. 40 Jahren), verlief sie jetzt umso steiler. Im März 1920 war er bereits Major (örnagy). Oktober oder November 1920 wurde er von Horthy zum Oberstleutnant (alezredes) befördert. Laut OSZK wurde er dies erst 1921, die Ernennung kann aber erst dann wirksam geworden sein. Spätestens zu seiner Hochzeit durfte er aber den Titel führen.
Die Ernennung zum Oberstleutnant durch Horthy erfolgte, obwohl die internationale Presse, auch die bürgerliche anhand von Dokumenten die u. a. Erpressung und Ermordung eines Weinhändlers bekannt gab. Die Beförderung war eine Belohnung, die angekündigte gerichtliche Untersuchung dieses Falles war nur eine reine Ankündigung oder eine Alibiaktion der Regierung.
Am 8. Juni 1920 droht Iván Héjjas auf Betreiben Prónays in einem einer nationalistischen Zeitschrift gewährten Interview dem Parlament. Obwohl es keine Anhaltspunkte gibt, dass die beiden ihre Drohung wahr machen würden, befürchtete die Regierung Auswirkungen wie beim Kapp-Putsch und der Ministerrat löste alle Milizen auf mit Ausnahme der Bataillons von Prónay und Ostenburg. Einige Tage später begrenzte die Regierung deren Macht auf Arrest, Verhöre und verlängerten Arrest von Zivilisten. Der Verteidigungsminister versuchte auch, das Prónay-Bataillon durch das Entlassen der Reserveoffiziere zu verkleinern. Mit Hilfe Horthys konnte Prónay jedoch die Durchführung verzögern.
Ab Mitte 1920 begann sein Abstieg, als ein Polizist ermordet wurde und viele seiner Offiziere in den Fall verwickelt waren.
Im Juli 1920 kämpfte eine Einheit seines Bataillons, unter anderem waren Prónay selbst und Oberleutnant Iván Héjjas beteiligt, die gegen österreichische Gendarmen und Armeeeinheiten vorgingen und raubten am 30. Juli gemeinsam mit anderen ungarischen und österreichischen Freischärlern ein Waffendepot in Fürstenfeld aus. Schon damals baute Ungarn Organisationen auf, die man als Freischärler oder Aufständische gegen eine Landnahme der Österreicher im Burgenland einsetzen konnte. Die Waffen aus Fürstenfeld benutzten im Frühherbst 1921 Aufständische, um in Westungarn/Burgenland und wollten die Abtretung an Österreich rückgängig machen. Unüberlegte Bemerkungen von Héjjas wurden von der liberalen Presse aufgegriffen, er oder Prónay würden einen Staatsstreich planen, primär ging es um die Wiederherstellung der alten Grenzen, es wurde ein Anschlag in der Tschechoslowakei im Dezember geplant. Am Ende musste Prónay nach einem Gespräch mit Horthy das Vorhaben abbrechen.
In der Folgezeit kam es zu einem Anstieg der Gewalt in Budapest. Legitimisten fürchteten, das Prónay die Rückkehr von König Karl verhindern lassen würde und starteten im Sommer 1920 eine Kampagne gegen Héjjas.
Im gleichen Jahr unterstützte Prónay die Kandidatur Erzherzog Albrechts für den ungarischen Königsthron (s. unter Sonstiges).
Circa 1920 setzte das Interesse der internationalen Presse an seiner Person als einer der führenden Personen des Weißen Terrors ein. Zumindest bis zum Ende des Ersten Weltkrieges wurde er neutral (Beförderungen) oder positiv (Belobigungen bzw. Ordensverleihungen durch den Kaiser) geschildert, fiel er ungefähr ab diesem Zeitpunkt Presseleuten nur mehr negativ auf, zum Teil sogar in denselben Zeitungen.

### Erster Abstieg als Offizier
Gleichzeitig beschloss die Regierung, die Aktivitäten von ÉME, der gewalttätigsten patriotischen Vereinigung, zu untersuchen und fasste deren Auflösung ins Auge. Mitte Juni versprach sie, die Grausamkeiten gegen Juden in Kecskemét und Umgebung seit August 1919 zu untersuchen.
Um die Ankündigung zu entschärfen, machte Horthy Prónay zum Vorsitzenden der Untersuchungskommission. Lokale Amtspersonen, viele davon direkt in die Grausamkeiten involviert, empfingen ihn und seine Kommission mit offenen Armen, weil sie wussten, dass ihnen nichts geschehen würde. Entsprechend mager waren die Ergebnisse. Nur 54 Personen wurden von der regulären Armee und der Polizei für Morde, Entführungen und Raub verantwortlich gemacht. Leutnant Héjjas und viele seiner Untergebenen arbeiteten mit Prónay eng zusammen und wurden später Mitglied seines Bataillons. Shvoy kritisierte diese Farce.
Aber Prónay konnte die politische Entwicklung nicht umkehren. 1920 wurde Teleki Premierminister; er war zwar ein radikaler Antisemit, war aber ein Gegner von Pogromen und Gewalt.
Prónay und seine Leute sollten aus der Öffentlichkeit entfernt werden, da sie Chaos repräsentierten, dass zum etablierten Regime nicht (mehr) passte, dies führten Horthy und Bethlen aber nur halbherzig durch. Prónay schlug Horthy endlose Pogrome und Säuberungsaktionen vor, von den Juden angefangen bis zur Eliminierung anderer Gruppen. Nur ein dynamisches Regime, das versessen auf militärische Eroberungen und permanente Säuberungen war, konnte solche Individuen und militärische Einheiten gebrauchen. Prónays Entfernung beruhte nicht auf persönlichen Meinungsverschiedenheiten, in der zweiten Hälfte der 30er Jahre verfuhr Horthy mit Ferenc Szálasi und anderen Faschisten genauso. Die Diskreditierung der Milizen und Entfernung von Leuten wie Prónay setzte mit der Wiedereroberung von Budapest durch ungarische Truppen Mitte November 1919 ein und dauerte zwei Jahre.
Dadurch wurde Budapest attraktiv für eine große Anzahl von Ausländern.
Darüber hinaus entwickelte sich eine aktive, politikbewusste und gut organisierte Arbeiterklasse. Die jüdische Elite war wirtschaftlich und kulturell einflussreich. Beide übten starken Druck auf die politische Elite aus, die Milizen zu zügeln.
Im Dezember 1919 wurde ein Anschlag auf die sozialistische Népszava und die liberale Zeitschrift Az Est/Am Abend verübt.
Im Februar 1920 wurde der Herausgeber der Népszava Somogyi und einer seiner Kollegen ermordet. Dies stieß die Arbeiterklasse vor den Kopf und im Juni 1920 forderten internationale Gewerkschaften ein Handelsembargo gegen Ungarn. Im Frühling und im Sommer 1920 standen in der internationalen Presse ständig Berichte über Pogrome und Verfolgung von Sozialisten. Zur gleichen Zeit veröffentlichten auch Delegationen, die Ungarn besucht hatten, Berichte. Beides verringerte die Glaubwürdigkeit der ungarischen Elite in den heiklen Monaten vor der Schlussverhandlung für den Friedensvertrag von Trianon, der am 4. Juni 1920 unterzeichnet wurde.
Der Boykott zwang die ungarische Regierung zu strengeren Maßnahmen, bereits Mitte Juni wurde Regierungstruppen befohlen, die Große Ungarische Tiefebene von Personen zu säubern, die die Uniform der Nationalarmee missbräuchten. Zur gleichen Zeit erließ die Regierung ein neues Dekret, mit dem die Regierung Polizei- und Militäreinheiten strikt trennte und Soldaten verboten wurde, Zivilisten zu misshandeln und festzunehmen.
Mitte 1920 hatte Héjjas im heutigen Burgenland 1400 Mann im Norden stationiert, Prónay selbst 1200 im Süden.
Ab Juli 1920 kam es erneut zu Gewaltexzessen. Héjjas-Männer, Schläger in Militäruniformen ermordeten am 10. November einen Polizisten und verletzten einen zweiten, die politische und militärische Elite war empört. Diese Männer standen unter Prónays Schutz. Ende Juli kam es zu einem pogromähnlichen Ereignis, bei dem ein Bankmanager und ein Anwalt getötet und eine Reihe von Personen verletzt wurden. Der Vorsitzende des Banken- und Sparkassenverbandes forderte, dass die Justiz schnell arbeite, um das Vertrauen im Geschäftsleben wiederherzustellen.
Die Kriminalbeamten und Regierungstruppen, die in der Tiefebene und in der Region Kecskemét für Sicherheit sorgen und Unruhestifter entfernen sollten, waren verängstigt und hatten Angst um ihr Leben, da die Milizen besser ausgerüstet waren. Sie beendeten 1920 nach der Rückkehr nach Budapest ihre Tätigkeit ohne Ergebnis.
Vor der geplanten Razzia durch die Regierung ließ Horthy Prónay fragen, ob Widerstand geleistet werden würde. Prónay versprach, neutral zu bleiben, er war jedoch persönlich anwesend und er durfte für 12 Personen, darunter Héjjas, bürgen, der als freier Mann gehen durfte. Jedoch wurde die Razzia fortgesetzt, Hunderte wurden alleine in Budapest verhaftet. Die Offensive bedeutete einen schweren Schlag für Prónays Prestige, sie schwächte seine Machtbasis und es kamen Zweifel an seinen Fähigkeiten auf, die Freischar-Bewegung zusammenzuhalten.
Im November 1920 waren bei der Staatsanwaltschaft Budapest 500 widerrechtliche Hinrichtungen in Evidenz gehalten, für die zum größten Teil Prónay verantwortlich war.
Mitte November 1920 berichtet die Vorarlberger Wacht, dass sich sogar das Berliner Tagblatt, das noch dazu ein bürgerliches Blatt sei, für den Fehérterror, unter anderem für Prónay, interessiere. Dieser war kurz zuvor von Horthy zum Oberstleutnant befördert worden, obwohl Prónay von der Nationalversammlung bezichtigt wurde, von einem Weinhändler aus Kecskemét erst Millionen für sich privat erpresst und den Händler dann erhängt zu haben. Die Regierung versprach eine gerichtliche Untersuchung, aber durch die Beförderung war Prónay belohnt anstatt bestraft worden. Prónay galt auch als einer der größten Terroristen, wenn nicht als der größte Terrorist des Fehérterrors. Betreffs des Fehérterrors herrschte Pressezensur in Ungarn. Das ungarische Parlament führe nur Alibiaktionen gegen Prónay und andere Fehérterroristen durch. Die USA habe Hilferufe Betroffener bagatellisiert. Die britische Mission hat von den Hinterbliebenen des von Prónay erpressten und ermordeten Kecskeméter Weinhändlers ein Dokument erhalten, das sie weiterleiten werde und zeigte sich auch sonst vom Fehérterror Betroffenen gegenüber desinteressiert.
Im gleichen Monat wurden der Öffentlichkeit Informationen zugespielt, dass Prónay und seine Männer die restlichen Freikorps dafür benutzen wollten, am Weihnachtsabend in der Tschechoslowakei einzumarschieren. Prónay war an der Planung gemeinsam mit ungarischen und bayrischen Freikorps mit beteiligt. Geplant war eine Invasion in die Slowakei und das Sudetenland, um durch eine Rebellion den Zusammenbruch der Tschechoslowakei zu provozieren. Zunächst sagt Horthy seine Unterstützung für die Weiße Internationale zu. Horthy befahl jedoch später Prónay, die Vorbereitungen sofort abzubrechen. Letztendlich verschlechterte sich das Verhältnis zwischen Horthy und der politischen Elite auf der einen Seite und den Milizen und irredentistischen Organisationen auf der anderen.
Anfang 1921 waren auch die Zeiten der paramilitärischen Gruppen vorbei. Nach Februar 1921 stand unter anderem sein Bataillon nicht mehr unter militärischer Überwachung, aber es wurde als Gendarmerieeinheit neu gebildet aus außenpolitischen Gründen. Es kamen Gerüchte auf, dass das Regime es umgliedern oder auflösen würde. Die Milizen schlugen keine ausländischen Feinde. Das Kun-Regime scheiterte an seinen eigenen Fehlern und der militärischen Niederlage gegen Rumänien. Sie stellten die Ordnung nicht wieder her, sondern verlängerten die Wirren und schufen zusätzlichen Unmut.
Prónay, der sehr talentiert im Aufschnappen von Gerüchten war, machte sich keine Illusionen über die Absichten der Elite. Die Ernennung Bethlens zum Ministerpräsidenten machte ihn noch misstrauischer. Bethlen sprach oft wie ein Rechtsradikaler, war aber konservativ-liberal. Prónay erkannte, dass Bethlen ihn marginalisieren wollte. Ein Zeichen dafür war, dass bei Prónays Hochzeit kurz nach der Ernennung Bethlens weder Horthy noch die politische Elite anwesend waren.
Seine legitimistische Frau hatte sehr großen Einfluss auf den immer frustrierter werdenden Prónay, daher kamen Gerüchte auf, er habe Verbindungen zu den Legitimisten, die möglicherweise nicht stimmen, aber sie zeigen die Entfremdung des Freischarführers zur Elite.
Bethlen wollte ihn eindeutig loswerden, stand aber vor einem Dilemma: Er wollte Prónay entlassen, aber seine Truppen behalten und keinen Militäraufstand provozieren.
Am 24. März 1921 erfolgte der erste Restaurationsversuch von König Karl IV. (Kaiser Karl I) in Ungarn. Darauf reagierte unter anderem Prónay mit Truppenstationierungen in Westungarn. Er selbst gehörte an sich den antihabsburgischen Freien Königsmachern an. Bei diesen handelt es sich um eine militante Minderheit, die einen nationalen König als Zeichen der Eigenständigkeit gegenüber Österreich wollen.

### Erstes Ausscheiden aus der Armee
1921 war eine Forderung betr. einer Pacht für ein Kalkwerk in Alsópetény betreffend zwischen dem jüdischen Holzhändler Lajos Kornhauser und der Gemeinde bzw. dem größten Grundbesitzer im Ort, Prónays älterem Bruder Obergespan Mihály Prónay strittig. Es wird teilweise nicht ausgeschlossen, dass Kornhauser von aufgelaufenen Verbindlichkeiten nichts wusste. Es gibt aber zum Teil nicht unerhebliche Differenzen in der Schilderung der Angelegenheit, die auch im Ausland Aufmerksamkeit erregte:
Bodó auf Basis der Tagebücher von Pál Prónay: Der Bruder war kinderlos und krank und Prónay hoffte, dessen Grundbesitz und dessen Anteil am Kalkwerk zu erben und beschloss daher „etwas zu unternehmen“. Er ließ Kornhauser verhaften, verhören und durch Offiziere in der Nádor-Kaserne in Budapest im Juli 1921 physisch misshandeln. Kornhausers Frau suchte ihren Mann und wandte sich mit ihren Angehörigen an den Führer der Liberalen Vilmos Vázsonyi, der sofort Ministerpräsident Bethlen informierte. Am Ende musste Kornhauser umgehend freigelassen werden und Prónay wurde für einen Monat beurlaubt, das Kommando wurde seinem Stellvertreter Hauptmann Viktor Ranzenberger übertragen.
Pál Prónays eigene Version in der allgemein zugänglichen gekürzten Version seiner Tagebücher: Sein Bruder, zu dem er ein enges Verhältnis gehabt habe (was aufgrund des Textes unglaubwürdig wirkt, er benutzt allerdings die Kurzform des Vornamens anders als bei einem anderen Bruder, Gyula Prónay), habe ihn beauftragt, im öffentlichen Interesse und im Interesse der eigenen Familie den Betrag einzutreiben, er hätte ihm auch versprochen, die angeführten Immobilien ihm zu vererben (Laut Internet hat er das Schloss nach dem Tod seines Bruders 1925 nicht geerbt). Der Bruder sei anschließend auf einen Kuraufenthalt in der Steiermark gefahren. Er habe daraufhin mit Kornhauser Kontakt aufgenommen und ihm mitgeteilt, dass er im Auftrag seines Bruders handle. Kornhauser habe behauptet, er sei insolvent geworden und könne daher keine Zahlungen leisten. Das wirkt nicht glaubwürdig, da Kornhauser ein reicher Geschäftsmann war. Prónay wollte allem Anschein nach lediglich Geld erpressen. Zudem hat Prónay die Memoiren nie publiziert, Mihály ist bereits 1925 verstorben und konnte daher zu den Aussagen keine Stellung nehmen, er hätte sich, wenn er tatsächlich Pál als Inkassanten beauftragt hat anstatt Kornhauser zu klagen bzw. eine Forderung, die auch die Gemeinde betraf, an einen seiner Verwandten zu zedieren, selbst strafbar gemacht. Weiter behauptete Prónay, gleich anschließend verreist zu sein und die Angelegenheit vergessen zu haben und daher mit den Folterungen nichts zu tun zu haben.
Die Zeitung „Arbeiterwille“ berichtete folgendermaßen: Obergespan Prónay und Kornhauser stritten um die Höhe der Forderung, der Obergespan verlangte 70.000 Kronen, von denen Kornhauser aber nur 2.000 Kronen als berechtigt anerkannte. Diese Forderung hat der Obergespan an Oberstleutnant Pál Pronay zediert. Daraufhin habe Kornhauser laut eigenen Angaben am 28. August (diese Angabe der Zeitung ist falsch, das ist der Tag des Ausscheidens aus der Armee vor allem wegen der Kornhauser-Affäre, es wird eher der 28. Juli gewesen sein) eine Aufforderung erhalten, sich bei Pál Prónay in der Kaserne zu melden. Dort habe ihn ein Offizier empfangen und ihn gefragt, ob er das Geld mitgebracht habe. Als Kornhauser dies verneinte, drohte der Offizier, ihn nicht gehen zu lassen, so lange das Geld nicht bezahlt sei. Bald darauf erschien Oberstleutnant Prónay selbst und sagte: „Wo ist das Geld, Jude, Juden haben immer Geld. Schaffen Sie es her, sonst geht es Ihnen schlecht“. Kornhauser war drei Tage eingesperrt, gab jedoch vor Gericht an, nicht roh behandelt worden zu sein. Allerdings habe der Offizier gesagt, Oberstleutnant Prónay sei sehr wütend auf ihn und werde ihn erschießen und in die Donau werfen lassen. Im Verhör erklärte Prónay, er hätte nur gesagt, dass Kornhauser nicht gehen dürfe, weil er sehr verärgert war, dies aber als Befehl ausgelegt und Kornhauser nur deswegen festgehalten worden sei. Prónay nahm die gesamte Schuld auf sich und bat das Gericht, seinen Offizier nicht zu bestrafen.
Die Arbeiter Zeitung (Sozialdemokratische Partei Österreichs) weicht von der Darstellung des „Arbeiterwille“ns ab: Prónay hat Kornhauser in die Kaserne bringen lassen, wo Prónay Kornhauser zur Zahlung des geforderten Betrages aufforderte. Vilmos Vázsonyi stufte den Vorfall als typische Erpressung ein. Wenn die Richtigkeit der Vorwürfe bestätigt wird, dann müsse Prónay sofort aus der Armee entlassen werden. Bethlen sagte dies zu. Prónay hat nichts in Abrede gestellt. Daher ging die Opposition davon aus, dass Prónay aus der Armee entlassen wird.
Die AZ liefert auch noch eine weitere Version: Der Holzhändler Kornhauser stritt mit Prónays Bruder um 70.000 Kronen, die Kornhauser nicht zahlen wollte. Auf einmal erhielt Kornhauser eine Aufforderung von Pál, er solle die 70.000 Kronen zahlen. Kornhauser weigerte sich, worauf er in die Kaserne verschleppt wurde. Kornhauser wurde dort von Oberstleutnant Prónay selbst mit einer Peitsche schwer misshandelt. Zwischenzeitlich verständigte die Familie Kornhausers Oppositionspolitiker und erstattete Anzeige. In dieser Version soll Prónay gesagt haben: „Jude, wo ist das Geld? Die Juden haben Geld, klaubt es heraus, denn wenn du nicht zahlst, wirst du krepieren wie ein Hund.“ Ein Prónay unterstellter Offizier fragte ihn öfters, ob er in seiner Zelle alt werden wollte und dass Prónay sehr wütend sei, weil die Minister seine Enthaftung fordern. Kornhauser verlangte dann mehrfach, man solle ihn in die Stadt führen, er werde das Geld beschaffen. Am dritten Tag brachte man Kornhauser in seine Wohnung, wo aber bereits ein Kriminalbeamter war, der Kornhauser befreite. Betreffs der Verhandlung schrieb man, dass Prónays Verteidiger die Vereidigung Kornhausers verhindern wollte, da dieser kein Christ sei. Selbst der Ankläger war auf der Seite Prónays und nannte diesen einen Genius der Rache und einen selbstlosen hochherzigen Soldaten. Der Budapester Strafgerichtshof verurteilte Prónay zu 10 Tagen Profoßenhaft, während er einfache Arbeiter aus politischen Gründen zu langjährigen Haftstrafen verurteilte oder gar hinrichten ließ. Obergespan Prónay wird hier wenigstens indirekt, wenn auch nicht namentlich kritisiert. Man muss auch anfügen, dass die AZ an anderer Stelle im Zusammenhang mit Pál Prónay selbst eine judenfeindliche Diktion benutzte und ihn später deutlich wohlwollender beurteilte und vorwiegend das Horthy-Regime kritisierte, vor allem, als sich auch Prónay als Faschistenführer der Sozialdemokratie näherte.
Auffällig ist auch, dass der von ihm geforderte Betrag seinen verlorenen Ersparnissen zuzüglich Verzinsung in etwa entsprechen würde, er sich womöglich schadlos halten wollte. Möglicherweise hatte er durch seine Heirat im April und die beiden in den vorangegangenen Monaten bezogenen Wohnsitze damals erhöhten Bedarf an Geldmitteln. Anscheinend war nicht Kornhauser insolvent, wie Pál Prónay behauptete, sondern Prónay selbst muss hoch verschuldet oder gar insolvent gewesen sein, denn (fast) zur gleichen Zeit lief ein Verfahren wegen Erpressung und Folter eines Hauptgläubigers, damit dieser auf seine Forderung gegen Prónay verzichtet und eine Bestätigung ausstellt, Prónay habe seine Schuld beglichen.(s. u.). Er muss daher bei mindestens einer weiteren Person größere Schulden und bei anderen kleinere gehabt haben.
Prónay hatte mehrere schwere Verbrechen begangen, durch Horthy ist er aber immer wieder einer strafrechtlichen Verfolgung entgangen, aber mittlerweile hatte sich die Situation geändert.
Der Fall zog sich über zwei Monate hin, in dieser Zeit manövrierte sich Prónay in immer größere Schwierigkeiten. Während Treffen mit Bethlen und anderen Regierungsmitgliedern benahm er sich unmöglich, er bezichtigte die Regierungsmitglieder aller nur möglichen Delikte, wenn man ihm widersprach, stand er einfach auf und lief aus dem Raum und knallte die Türe hinter sich zu, ein Verhalten, das er bei ähnlichen Gelegenheiten, auch bei Gerichtsverhandlungen, immer wieder an den Tag legte.
Im Sommer 1921 verlor er sein Bataillonskommando, worüber Prónay zutiefst verärgert war. Aber anstatt zu versuchen, seine Unstimmigkeiten mit der politischen Elite auszuräumen, wies er ein sehr angemessenes und überlegenswertes Angebot, das Kommando über ein Husarenregiment in Westungarn zu erhalten, zurück. Er und seine Männer waren gezwungen, das Bataillon zusammenzuhalten. Er und seine Männer forderten daher eine Reihe von Audienzen bei Horthy und Bethlen, konnten die beiden aber nicht überzeugen, dass das Überleben der Einheit mit Prónay als kommandierendem Offizier in ihrem Interesse war. Das Bataillon nahm unter dem neuen Kommandanten, Hauptmann Viktor Ranzenberger, am Lajtabánság-Abenteuer teil. Auch nach Prónays Absetzung als Kommandanten waren die Männer ihm gegenüber loyaler als der ungarischen Regierung. Bethlen war darüber verärgert und hielt es nach dem Ende von Lajtabánság in einer administrativen Grauzone. Unter diesem Druck wechselten die Soldaten zu Bethlen und Horthy und es wurde im Jänner 1922 aufgelöst.
Während einer Audienz bei Horthy Anfang August konnte er diesen nicht überzeugen, dass das, was mit ihm geschehen sei, eine Verletzung eines gentlemen’s agreement sei. Er schrieb sofort nach seiner Rückkehr einen Drohbrief an den legitimistischen Sprecher des Parlaments (ein anderer war die Klage gegen ihn wegen der Erpressung Kornhausers und die Verärgerung über Zeitungsartikel, die die Kornhauser-Affäre beleuchteten sowie die darauffolgende Parlamentsdebatte), in den er diesen einen Verräter und tschechischen Spion schimpfte, gleichzeitig beschuldigte er den Verteidigungsminister. Spätestens seit diesem Vorfall wurde er sogar von konservativen Abgeordneten als gewöhnlicher Krimineller betrachtet. Die neuen Skandale benutzte Bethlen, der Prónay völlig loswerden wollte, aber seine Truppen benötigte. Am Ende wurde er von Horthy, der anscheinend als Vermittler auftrat, in Wirklichkeit aber auf Bitten von Bethlen, überzeugt, von seiner Position zurückzutreten und das Kommando seinem Stellvertreter zu übergeben, bis die Untersuchungen betreffs des Falles Kornhauser abgeschlossen seien. Am 28. August 1921 wurde er gezwungen aus der Nationalarmee auszuscheiden bzw. wurde er aufgrund seines Ansuchens von Horthy als königlichen Kämmerer und Husarenoberstleutnant aus der Nationalen Armee/seinem Jägerbataillon entlassen, angeblich um die öffentliche Meinung zu beruhigen. Im Gegenzug wurde ihm schriftlich versprochen, wieder eingesetzt zu werden, so bald sich die Lage beruhigt hat, was Bethlen sicher nicht vorhatte. De facto handelte es sich jedoch um eine unehrenhafte Entlassung, nachdem ihm bereits aufgrund seines Verhaltens das Bataillon entzogen worden war.
Aufgrund des Verhaltens der ungarischen Regierung in der Westungarn/Lajtabánság-Frage nimmt Borus allerdings an, dass dieser Schritt erfolgte, damit Prónay nicht als Mitglied der Armee in Westungarn agieren würde, sondern die dortigen Aktionen als Spontanaktionen deklariert werden konnten. Körner-Lakatos nennt die Übergriffe seiner Einheit sowie seine Terrorakte als Grund für den Ausschluss Prónays aus der Nationalarmee. Die Annahme von Borus kann zutreffen, da am Tag seiner Entlassung die Übergabe Westungarns durch Ungarn an Österreich erfolgen sollte. Die mit Prónay ausgehandelten und laut Opposition schriftlich vorliegenden Modalitäten betreffend sein Ausscheiden (s. u.) lassen dies als möglich erscheinen. Schon unmittelbar nach dem Bekanntwerden seines Ausscheidens in Österreich wurde vermutet, dass Prónay freie Hand bekam, sich den Freischärlern anzuschließen, und durch das Ausscheiden aus der ungarischen Armee das Horthy-Regime nicht kompromittiert werden sollte, man beobachte daher in Westeuropa diesen Vorgang mit Misstrauen, auch wenn man stellenweise auch auf Entspannung der Situation durch diese Maßnahme hoffte. In Österreich war dies zum Teil Eilmeldungen durch den Korrespondenten und Berichte auf den ersten beiden Seiten wert.
Prónay hoffte, dass die Regierung die Kampagne gegen ihn beenden würde, jedoch thematisierten legitimistische Politiker im Parlament die Gewalttätigkeiten auch anderer Freischarführer wie Iván Héjjas und forderten eine Untersuchung ihrer Verbrechen.
Die Hoffnung Prónays war aber laut von der Opposition vorgelegten Unterlagen mehr als berechtigt.
Die Opposition beanstandete noch Ende 1923 das unglaubwürdige Verhalten u. a. Bethlens im Rahmen der Kornhauser-Affäre und der (ersten) Entlassung Prónays aus der Armee. Vázsonyi forderte, so bald er von der Entführung Kornhausers Kenntnis erlangte, die Entlassung Prónays aus der Armee.
Es wurde aber bekannt, dass eine Konferenz stattfand, an der Bethlen, der Verteidigungsminister, ein Feldmarschall und Prónay teilnahmen. Prónay soll die Konferenz völlig entrüstet verlassen und erklärt haben, dass er aus der Armee ausscheide. Der Verteidigungsminister schickte ihm jedoch einen Boten nach mit der Bitte, Prónay solle den Dienst nicht quittieren, sondern nur um einen vierwöchigen Urlaub einreichen.
Im Parlament wurde eine Interpellation verlesen. Prónay beleidigte und bedrohte daraufhin den Parlamentspräsidenten, dem die Feinde Ungarns zu seiner Stelle verholfen hätten.
Nun wurde Prónay endgültig überredet, aus der Armee auszuscheiden, worüber man mit ihm einen Vertrag schloss. Dieser wurde der Opposition bekannt, die die Bedingungen ausgesprochen befremdend fand und daher den Wortlaut im Parlament verlesen ließ.
Der Vertrag hatte die Aktenzahl 26.820/1921 mit dem Datum 26. August 1921 und wurde von Horthy, Bethlen und dem Verteidigungsminister unterschrieben und beinhaltete folgende Punkte:
- Bestätigung von Prónays Austritt aus der Armee, der im Verordnungsblatt Nr. 42/1921 kundgemacht wurde.
- der Austritt sei freiwillig aus eigenem Willen erfolgt aufgrund der gegenwärtigen politischen Lage und höheren Interessen Ungarns
- sobald diese wegfallen, würde Prónay wieder in den alten Stand eingesetzt
- es wird behauptet, dass Prónay Ungarn in schweren krisenhaften Zeiten große Dienste geleistet hätte
- er müsse daher bei der Festlegung der Bezüge und Versorgungsgütern mindestens ebenso behandelt werden wie die übrigen Offiziere, wobei man sich auf die geltende Rechtslage berief
- ihm wurden daher zugestanden: ab 1. September 1921 ein halbes Jahr lang die vollen Bezüge, ab 1. März 1922 drei Jahre lang die Übergangsbezüge, danach das Ruhegehalt
- die Differenz zwischen den Übergangsbezügen und den Aktivbezügen wird ihm aus dem Nationalen Armeefonds des Reichsverweseramtes ausbezahlt werden
- Seine Truppe, offiziell 1. Gendarmerie-Reservebataillon genannt, erfährt weder Änderungen im Personalstand noch in der Organisation. Der Kommandantenposten bleibt für Prónay reserviert.
Ebenfalls mit 26. August 1921 war ein zweites Dokument datiert, das keine Ministerunterschrift trug, sondern nur den Vermerk „Gesehen, Horthy“.
An beiden Schriftstücken beanstandete die Opposition, dass die Regelung von Prónays Bezügen nicht der gesetzlichen Regelung entsprach, der genannte Fonds zumindest der Opposition nicht bekannt war, das Bataillon wie ein Privateigentum Prónays behandelt, ihm dessen Kommandostelle als Option zugesichert und die Rückversetzung in die Armee bzw. deren Aktivstand fix zugesagt wurde. Der Fonds entpuppte sich Ende 1923 oder Anfang 1924 in einer Debatte des Parlaments als Dispositionsfonds des Reichsverweseramtes, die Dispositionsgelder als rechtlich fragwürdig ansah. Laut Arbeiterzeitung vom 30. Jänner 1924 hat Prónay seine gesamten Bezüge aus diesem Fonds erhalten.
Daraufhin stellte Prónay am 31. August 1921 einen entsprechenden Rückversetzungsantrag. Im Antwortschreiben bezeichnete Bethlen Prónay als geehrten Freund, dessen Wiedereintritt in die Armee Bethlen bereitwilligst zustimmte. Bethlen habe auch an den Verteidigungsminister geschrieben, dringendst für Prónays Unterbringung zu sorgen (obwohl dieser das Haus oder zumindest eine Wohnung in der Szentkiralyi besaß und das Gut in Bicske gepachtet hatte). Sobald der Minister Bethlen über die getroffenen Maßnahmen informiert habe, für Bethlen sei es eine Ehre Prónay sofort zu informieren, damit dieser nicht länger als notwendig beunruhigt ist.
Mit dieser Vorgangsweise fühlte sich die Opposition durch Bethlen im Fall Prónay getäuscht. Und auch die Enttäuschung und die Forderungen Prónays sind nachvollziehbar, wenn die Vorwürfe der Opposition zutreffen.
Nach seinem Ausscheiden aus der Armee kehrte er auf das Gut seines Freundes Gyula Batthyány in Bicske zurück, dem Standort seiner ehemaligen Kavalleriekompanie seines Bataillons. Dort mietete er gemeinsam mit seiner Frau ein Bauernhaus und wartete die weitere Entwicklung ab. Dass er im OSZK als Großgrundbesitzer bezeichnet wird, muss sich auf dieses Gut beziehen.
Am 3. September wurde der Fall Kornhauser vor einem Militärgerichtshof in Budapest verhandelt. Angeklagt wurde er mit seinem Offizier wegen unbefugter Verhaftung und dem Versuch der Erpressung. Kläger war Kornhauser. Er erhielt genauso wie sein Offizier eine symbolische sogenannte Profoßen-Haftstrafe von zehn Tagen wegen Vergehens im öffentlichen Dienst. Von dem Vorwurf der öffentlichen Gewalttätigkeit und Erpressung wurden beide jedoch freigesprochen, da Prónay keine Bereicherungsabsicht gehabt habe, da er ja eine berechtigte Forderung gegen Kornhauser gehabt habe. Obwohl die Urteile ungerechtfertigt milde waren und gegen jedes geltende Recht waren, haben beide Angeklagte berufen.
Obergespan Prónay wurde anscheinend nicht einmal befragt, denn wenn die von Pál gemachten Aussagen stimmen, hätte sich auch Mihály selbst strafbar gemacht. Zudem war das grausame Verhalten seines jüngeren Bruders, insbesondere gegen Juden, bereits international bekannt und er hätte mit dem Verhalten, wie es Pál Prónay gegenüber Kornhauser an den Tag gelegt hat, rechnen müssen.
Aber auch Pál Prónay selbst macht sich unglaubwürdig, da er selbst verschiedene Versionen schilderte (ihm wurde die Forderung von Mihály zediert bzw. er war nur dessen Inkassant).
Pál Prónay war erleichtert, dass der Richter ihn wegen des weniger schwerwiegenden Machtmissbrauchs und nicht wegen Korruption angeklagt hatte.
Laut der englischen Wikipedia musste er allerdings vor seiner Abreise nach Westungarn mehrere kurze Haftstrafen absitzen. Eine zweite betraf die Beleidigung des Parlamentspräsidenten. In dieser wurde er wegen Verleumdung zu 30 Tagen Hausarrest unter Aufsicht verurteilt.
Der Fall Kornhauser wirkte sich sehr negativ auf seine Machtposition und sein Selbstwertgefühl aus. Wichtiger als die beiden Haftstrafen wegen des Drohbriefes an den Parlamentspräsidenten und der Erpressung Kornhausers war das Ende seiner Karriere als einer der Berater Horthys und wichtiger Militärführer aufgrund dieser beiden Vorfälle.
Während des Sommers erreichten seine Beziehungen zur Horthy-Elite ihren Tiefpunkt. Abermals plante er, nach Lateinamerika auszuwandern. Auch dachte er daran, nach Polen zu gehen und mit der polnischen Armee gegen die Invasion der Roten Armee zu kämpfen.
Er überwand seine Depressionen, als man ihn überredete, sich dem nationalistischen Aufstand im Burgenland anzuschließen.
1921 wurde er als Oberstleutnant pensioniert.
Laut Geza Muräny soll noch kurz vor Erscheinen seines West-Ungarn-Artikels in der Weltbühne am 22. September 1921 für Prónay folgendes möglich gewesen sein:
„Kürzlich“ beschimpfte er den Präsidenten der Nationalversammlung öffentlich und zwang ihn zur Abdankung, weil dieser eine Interpellation die Detachments betreffend zugelassen hatte.
„Dieser“ Tage kerkerte er einen seiner Hauptgläubiger ein und folterte ihn so lange, bis ihm dieser eine Quittung über den fälligen Betrag ausstellte. Dabei agierte er anscheinend ungeschickt, die Angelegenheit kam überraschenderweise vor Gericht, wo Prónay wie zu erwarten freigesprochen wurde.
Präzisere Daten und den Namen des Gläubigers nannte Muräny nicht. Kornhauser kann es nicht sein, dafür differieren die Angaben viel zu sehr.
An den Kämpfen zwischen dem 28. August und dem 8. September im Burgenland nahm er nicht teil, so auch nicht an den beiden Gefechten gegen Österreicher bei Agendorf/Ágfalva.

### Diktator des Leithabanats/Lajtabánság
In den Friedensverträgen von Saint-Germain mit Österreich im September 1919 und Trianon mit Ungarn im Juni 1920 wurde das ethnisch gemischte, mehrheitlich deutschsprachige Westungarn Österreich zugesprochen. Vorher war es 1000 Jahre ungarisch. Dagegen traten paramilitärische Verbände und nationalistische Gruppen wie die von MOVE gegründete Geheimgesellschaft Etelközi Szövetség (EKSz oder EX) oder der Ebredő Magyarok Egyesülete, deutsch (Bund der Erwachenden Ungarn, ÉME) und MOVE auf, die das Gebiet als integralen Bestandteil Ungarns betrachteten und die alten Grenzen Ungarns wiederherstellen wollten. Während des Sommers kamen viele Milizangehörige nach Westungarn, wobei es zu Plünderungen kam und die deutschsprachige und die kroatische Volksgruppe schikaniert wurden.
Auch den fanatischsten Ungarn wurde allerdings klar, dass der Großteil der westungarischen Bevölkerung gegen einen Guerillakrieg mit Österreich war. Die angeblich westungarischen Freischärler stammten häufig aus Innerungarn, viele waren arbeitslose Berufsoffiziere, nationale Studenten und Flüchtlinge aus der Slowakei, Siebenbürgen und Kroatien, die in Lagern lebten. Viele dienten unter Prónay und Héjjas, die schon damals einen schlechten Ruf hatten. Die Zusammensetzung der Freischärler und damit ihr militärischer und moralischer Wert waren sehr unterschiedlich. Eine der gefürchtetsten war die Rongyos Gárda (Lumpengarde nach ihrer desolaten Ausrüstung). Auf dem Gebiet des späteren Burgenlandes kam es zu Folter und vereinzelt zu Morden, bei schlimmen Plünderungen und Vergewaltigungen ahndeten die Führer diese rigoros bis zur Hinrichtung daran beteiligter Freischärler.
Im Sommer 1921 trat der Prozess der Übergabe Westungarns bzw. der Anschluss des Burgenlandes an Österreich in seine letzte entscheidende Phase.
Ebenfalls im Sommer 1921 wurde überraschend ein zweiter legitimistischer Putsch durch Exkönig/Exkaiser Karl vorbereitet. Die Karlisten hatten aus dem gescheiterten Putsch im März gelernt, dass ein entsprechender militärischer Rückhalt erforderlich war. Der laufende Aufbau von Freischaren in Westungarn ermöglichte den Karlisten den Aufbau königstreuer Truppen, eine Schlüsselfigur dabei war der Major (später Oberst) Gyula Ostenburg-Morawek, seine Einheit wurde von legitimistischen Politikern als 2. Gendarmerie-Reservebataillon im Raum Sopron-Eisenstadt stationiert. Diese Einheiten begannen für das sich gerade etablierende Horthy-Regime zur potenziellen Bedrohung zu werden. Dagegen gingen die antihabsburgischen Freien Königsmacher vor. Prónay und Héjjas sollten nicht nur gegen Österreich agieren, sondern auch legitimistische Einheiten, etwa die Ostenburgs, beobachten. Diese innerungarischen Rivalitäten sollten noch entscheidend für die österreichische Landnahme des Burgenlandes sein.
Laut Schlag belegen neuere Forschungen, dass es sich bei den Freischärlern nicht um getarnte ungarische Regierungstruppen handelte, obwohl die ungarische Regierung zu Beginn der Kämpfe voll hinter den Freischärlern stand und diese bestens ausrüstete und versorgte.
Seit August verhindern Freischärler die Inbesitznahme Westungarns durch die österreichische Gendarmerie, die gut ausgerüstet waren und den Anschluss des Gebiets an Österreich mit Gewalt verhindern wollten. Jedoch wurde im Laufe der Zeit die Anschlussbewegung für Österreich immer stärker, es wurde für die Freischärler immer schwieriger, nicht zuletzt durch die totalitäre Amtsführung Prónays als Diktator.
Nachdem Prónay mit seinen Freischärlern ins Komitat Vas eingerückt ist, wurden am 28. August 1921 die einmarschierenden Österreicher über die Staatsgrenze zurückgeworfen, eine Woche später erhielt er angeblich von Gömbös den Oberbefehl über alle Freischärler im südlichen Burgenland/Westungarn.
An sich waren die magyarischen Orte im Gegensatz zur Mehrheitsbevölkerung Westungarns enttäuscht über die Bestimmung des Anschlusses des Gebiets an Österreich aus verletztem Nationalstolz und Angst vor dem Status als Minderheit, besonders stark war dies in Oberwart, wo man durchsetzen wollte, dass die Region um Oberwart und Bad Tatzmannsdorf bei Ungarn bleiben sollte.
Ein Teil der Aufständischen war früher Mitglied der Prónay-Kompanie.
Wer Prónay letztendlich beauftragt hat, ist in der Forschung umstritten (Horthy, Bethlen, Gömbös…). Sicher ist, dass er mit der Rückendeckung offizieller Stellen gehandelt hat, die erst auf internationalen Druck eingestellt wurde. Offiziell wurde behauptet, dass Prónay ohne Auftrag oder Befehl offizieller Stellen gehandelt, sondern sein Oberkommando auf Bitten der Aufständischen übernommen habe. Da die ungarischen Stellen nicht offiziell versuchen konnten, Westungarn zu halten oder zurückzuerobern, konnten sie nur versteckt agieren und Kämpfe als Spontanaktion der Bevölkerung aussehen lassen. Jedenfalls war er während der Kämpfe in Westungarn königlicher Kämmerer. Weiter wurde sein Erscheinen in Westungarn als vorteilhaft gesehen und er habe sich dort sehr große Verdienste erworben (angebliches Beenden von Übergriffen und Misshandlungen der Bevölkerung sowie Aufbau einer einheitlichen Führung). Horthy sah noch im Nachhinein die Tätigkeit der Freischärler positiv.
Gemeinsam mit seiner Frau traf er am 6. September in Sopron ein; am folgenden Tag reiste er über Szombathely nach Großpetersdorf.
Die Freischärler nannten sich Königlich ungarische westungarische Aufständische. Nominell unterstanden sie Gyula Gömbös. Die Stärke wird mit 2700 – 30000 Mann angegeben, es werden maximal 10000 Mann gewesen sein. Ihre Stärke waren die ständige und schnelle Beweglichkeit und geballtes Auftreten, durch die sie eine höhere Mannschaftsstärke vortäuschen konnte, zudem waren sie kämpferischer und erfahrener als die österreichischen Truppen und damit militärisch überlegen. Dazu erhielten sie Waffen, Munition und teilweise Lebensmittel von Ungarn.

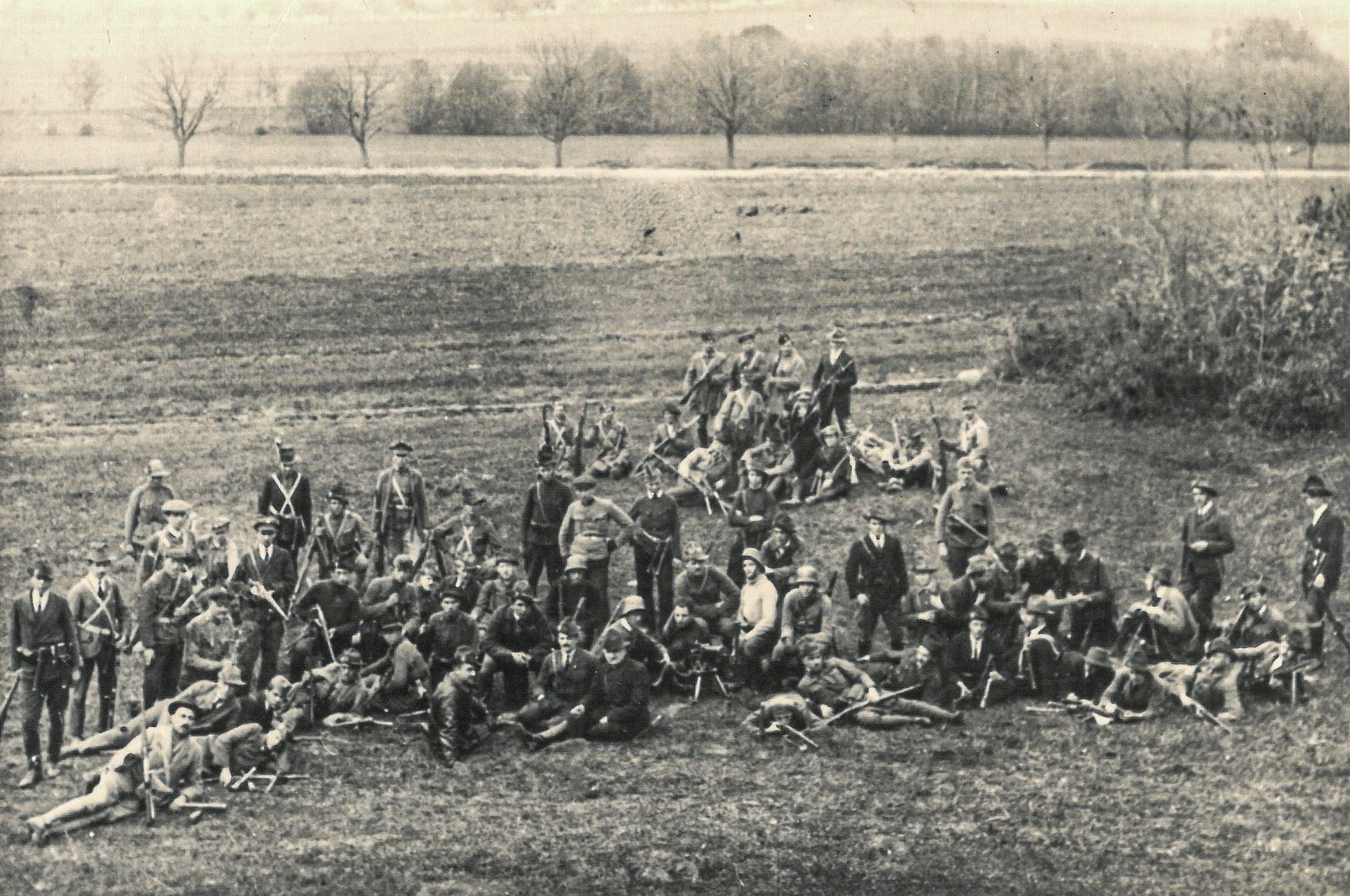
Freischärler im Raum Oberwart (1921)

Im September bildeten sich folgende Einheiten heraus, die Prónay unterstanden:
- I. Freischärlerkorps in Oberwart unter Árpád Taby. Er war der ungarische Kommandant des Gefechtes bei Kirchschlag in der Buckligen Welt kurz vor Ankunft Prónays in der Region.
- II. Freischärlerkorps zunächst in Oberpullendorf, dann in Lackenbach unter Miklós Budaházy
- III. Freischärlerkorps zunächst in Eltendorf, dann in Güssing unter Endre Molnár (Offizier)
- IV. Freischärlerkorps zunächst in Parndorf, dann in Neusiedl am See unter Iván Héjjas ab der zweiten Septemberhälfte

Er behauptete, im September einen Tagesbefehl erlassen zu haben, den Oberbefehl über die Aufständischen übernehmen zu wollen. Jedenfalls riss er die Führung der Freischärler im Süden immer mehr an sich.
Im Laufe des September wollte die Entente das Westungarn-Problem endgültig lösen und richtete ein Ultimatum an Ungarn mit der Aufforderung, das Gebiet zu räumen. Als am 23. September das Ultimatum der Siegermächte in Budapest einlangte, wurde klar, dass die Abtretung Deutsch-Westungarns unvermeidlich war. Nur mehr eine gewaltsame Lösung schien aussichtsreich. Schon damals dachten bestimmte Kreise, auch Abgeordnete aus den umstrittenen Gebieten an eine Unabhängigkeitserklärung Deutschwestungarns und den Wiederanschluss an Ungarn nach einer großen Volksabstimmung. Dies wurde von Gömbös und Prónay aufgegriffen. Das offizielle Ungarn stimmte stillschweigend zu, obwohl die geringen Erfolgsaussichten erkannt wurden. Hier stand die Überlegung im Vordergrund, durch Zeitgewinn und Ausnützen der Notlage Österreichs, Kompromisse zugunsten Ungarns durchzusetzen, diese Vorgangsweise Ungarns war letztendlich erfolgreich.
Mit seiner Frau wohnte Prónay beim Eigentümer und Herausgeber der Oberwarther Sonntagszeitung, Friedrich Reiß (Politiker, 1864).
Zunächst war er mit organisatorischen und Verwaltungsaufgaben beschäftigt.
Gömbös erschien in Oberwart und teilte ihm mit, für den Nachschub zuständig zu sein. Die von Prónay erbetenen Ausrüstungsgegenstände und Geldmittel trafen bald darauf ein. Eine Einmischung von Gömbös verbat sich Prónay jedoch.
Zu Kampfhandlungen kam es erst, als Prónay den Oberbefehl übernommen hatte und sich Iván Héjjas bei ihm meldete und von Prónay mit der Bildung des IV. Freischärlerkorps beauftragt wurde.
Auch seine Einheiten betrieben eine massive Einschüchterungspolitik.
Am 3. Oktober übergab die ungarische Regierung Westungarn den Ententegenerälen in Sopron, am 4. Oktober zogen alle regulären Truppen mit Ausnahme der Ostenburg-Einheiten (unterstanden der Interalliierten Kommission in Sopron) ab.
Österreich wollte jedoch das ihm zugesagte Gebiet erst nach Abzug der Freischärler übernehmen. Mit Ausnahme von Sopron zogen die ungarischen Streitkräfte aus dem Gebiet ab, worauf ein Machtvakuum entstand.
Prónay fand, dass man jetzt nicht zögern durfte, das Gebiet für Ungarn zu retten, erkannte jedoch das geringe Interesse der Bevölkerung, sogar der Burgenlandungarn, für seine Sache und bildete daher eine Regierung aus Personen, die ihm gehorchten.
Diese bildeten auf seine Einberufung hin am 4. Oktober morgens eine Versammlung und erließen eine Proklamation, in denen die Verletzung des Selbstbestimmungsrechtes und einer 1000-jährigen Tradition durch die Friedensverträge mit sehr heftigen Worten kritisiert wurde. Österreich wurde als kommunistisch und Ungarn hassend hingestellt und dass die drei großen Volksgruppen gegen Österreich zusammenstehen würden. Lajtabánság werde ausgerufen, um das Recht auf Selbstbestimmung zu gewährleisten. Gleichzeitig wählte eine provisorische gesetzgebende Versammlung u. a. Prónay zum Staatsoberhaupt und zum Heeresminister. Der Posten des Bán blieb vorläufig unbesetzt, ein kurz ins Auge gefasster Freischarführer, der als einziger Freischärler aus der Region hatte, stimmte ideologisch nur wenig mit Prónay überein. Daher ist die Bezeichnung Lajtai Bán für Prónay, die regelmäßig im Internet vorkommt, streng genommen falsch, er war dies offiziell nur interimistisch. Der Staat wird allgemein als Republik eingestuft.
Die konstituierende Volksversammlung erklärte das Gebiet als von Österreich und Ungarn unabhängig und rief am 4. Oktober mittags den neuen Staat Lajtabánság, der als eines der kuriosesten politischen Experimente nach dem Ersten Weltkrieg gilt. Offiziell war sein Ziel der Wiederanschluss des Gebietes an Westungarn nach Durchführung einer Volksabstimmung.
Danach wurde Prónay als Oberkommandant der Freischaren mit der Konstituierung der Regierung und der Ausarbeitung des Verfassungsentwurfes betraut.
Die Initiative zur Staatsgründung ging laut Zeitgenossen eindeutig von ihm selbst aus, auch hat er sich praktisch selbst zum Staatsoberhaupt ernannt.
Sein Vermieter nannte in der Ausgabe vom 9. Oktober (Titelblatt), die Ausrufung ein Ereignis von welthistorischer Bedeutung, obwohl es sich lediglich um einen Operettenstaat (Moritsch) bzw. eine Totgeburt (Bodó) handelte. Miklós Bánffy nannte das Unternehmen in seinen Memoiren sogar kindisch und unsinnig. Die Autorität des Staats beruhte auf der Waffengewalt der Freischärler, wobei nur die im Süden Prónay direkt unterstanden, Héjjas (Grenzgebiet zu Bratislava bis zum Neusiedlersee) unterstellte sich nur bedingt, die Einheiten um Eisenstadt verhielten sich aus Rivalitätsgründen fast feindselig und die aus Mattersburg lehnten sich nur locker an ihn an. Die Freischärlerkorps in den beiden Städten waren legitimistisch.
Die Allianz der legitimistischen Aristokraten einerseits und den pro-Prónay- und pro-Horthy-Freischaren auf der anderen Seite währte nur kurz. Die legitimistischen Aristokraten unterstützten Lajtabánság auch wegen der emotionalen und psychischen Labilität des Diktators nicht.
Da sein Vermieter konvertierter Jude war, waren die Juden in Westungarn laut Fogarassy trotz des erst kurz zurückliegenden Kornhauser-Skandals nicht beunruhigt.
Dass der neue Staat bei den Einheimischen nur sehr wenig Rückhalt fand, dessen war sich Prónay auch bewusst, da er deren Teilnahmslosigkeit beklagte trotz wahrscheinlich erpresster Loyalitätserklärungen Dutzender Gemeinden. Getragen wurde der Staat von ungarischen Offizieren und wenigen Honoratioren und ca. 3000 sehr aggressiven Freischärlern. Die Unabhängigkeitserklärung erfolgte auch in den anderen Hauptquartieren der Aufständischen (Güssing, Oberpullendorf und Neusiedl am See). Jede Gemeinde übergab ihrer Kommandostelle eine Anerkennung des Leithabanats, unterschrieben von den Bürgermeistern und den Geschworenen der jeweiligen Orte, dies erfolgte unter mehr oder großem Zwang. Angeblich wurde er von allen Aufständischen sehr geschätzt und verehrt.
Dennoch mussten sich die Freischärler teilweise auch selbst erhalten. Dies geschah durch reguläre Bezahlung, Requirierung, Erpressung, es wurden teilweise wertlose Empfangsbestätigungen über die erbrachten Leistungen durch die Kommandanten ausgestellt. Dies spielte in den zahllosen Rechtsstreitigkeiten gegen Prónay nach Scheitern des Leithabanats immer wieder eine Rolle.
Eine internationale Anerkennung des Staates erfolgte nicht. Eine nationalistische Homepage behauptet, das Banat sei durch die USA anerkannt worden.
Die Nationalversammlung wählte ihn zum Heeresminister, seine Position als oberster Freikorpsführer behielt er bei. Die Funktion eines Banus, die einem Burgenländer vorbehalten war, blieb unbesetzt, jedoch behielt er sich vor, die Agenden des Staatsoberhaupts bis zur „endgültigen Klärung dieser Frage“ auszuüben. Weiter war er Vorsitzender des sechsköpfigen Staatsrats (Präsident, Verteidigungsminister, Innenminister, Außenminister, Wirtschaftsminister, Unterrichtsminister, Justizminister).
Von Anfang an gebärdete er sich wie ein legitimer Regent.
Gemeinsam mit der Unabhängigkeitserklärung ließ er die Neutralität des Staates proklamieren.
Er ordnete an, österreichisches Gebiet nicht anzugreifen, sich jedoch bei einem österreichischen Angriff zur Wehr zu setzen, was an verschiedenen Orten unterschiedlich umgesetzt wurde.
Damit kam er bereits angekündigten Unabhängigkeitserklärungen in Eisenstadt und Sopron zuvor.
Zunächst brach er alle Verbindungen zu Ungarn ab, dabei dienten ihm auch Linksextremisten als Vorbilder. Der Diktator zeichnete seine Anordnungen im Amtsblatt und die Genehmigung der Lajtabánság-Briefmarkenserie mit „fővezer“/oberster Führer, er betrachtete sich also als gleichrangig mit Horthy. Er berief sich auf das von Thomas Woodrow Wilson proklamierte Selbstbestimmungsrecht der Völker und behauptete, dass in Österreich das bolschewistische Chaos herrsche (gemeint war die Regierung von Karl Renner) und Recht und Ordnung wiederhergestellt werden müssten.
In den folgenden Tagen ließ er Ausweise und Passierscheine herausgeben, die Briefmarken einziehen und mit dem Aufdruck „Lajtabánság-posta“ versehen.
Weiter widmete er sich dem Aufbau der Verwaltung. Seine Regierung gab ihre Befehle dreisprachig (ungarisch, deutsch, kroatisch) heraus und proklamierte die Gleichheit der Bürger unabhängig von der ethnischen Zugehörigkeit. De facto dominierte das Ungarische. Es ist allerdings nur ein einziges Amtsblatt am 30. Oktober erschienen, das zudem nur in ungarischer Sprache abgefasst war. Er selbst machte sich (interimistisch) zum bán und drohte in seinen Edikten jedem, der Widerstand leistete, mit der Hinrichtung.
Er stellte Polizeikräfte auf, ließ Brief- und Stempelmarken in einer Wiener Druckerei drucken (die meisten waren jedoch überstempelte ungarische Marken, die 79 in Wien gedruckten kamen kaum zur Anwendung), Staatswappen und Uniformen für seine Truppen entwerfen und erhob Zölle, um die Eigenständigkeit seines Staates zu demonstrieren. Von den Zügen auf der Strecke von Österreich nach Ungarn hob er einen gewissen Prozentsatz der transportierten Waren ein, die in den Grenzbahnhöfen versteigert wurden. Vor der Errichtung des Leithabanats hatte er ein Feldtelefonnetz aufgebaut.
Er entwickelte um sich selbst einen Personenkult (Bilder von ihm auf seinen Briefmarken, Plakaten und offiziellen Porträts), er ließ sich mit Fövezer/Oberster Führer ansprechen und unterzeichnete auch seine Anordnungen im Amtsblatt so, obwohl er nur das Oberhaupt eines völlig unbedeutenden Kleinstaats war, der höchstens von Ungarn anerkannt war. Damit beeindruckte er jedoch niemanden. Der Personenkult (neben den Kampfhandlungen und Morden) diente jedoch der Herstellung des Zusammenhalts der ideologisch und der Zielsetzung nach heterogenen Freischaren. Hier erreichte er besondere Ausmaße, etwa das Küssen von Kleidung und Händen, vielleicht auch anderer Kommandanten, nach militärischen Erfolgen.
Auf Empfehlung von Gömbös verlegte er sein Hauptquartier aus Sicherheitsgründen nach Großpetersdorf, das von der österreichischen Grenze weiter entfernt war als Oberwart. Im Gegensatz zu den österreichischen Einheiten an der steirischen Grenze verfügte er praktisch über keine Artillerie und maximal 3000 kampferprobte Soldaten. Nach anderen Angaben verfügte er über 5000 schlecht ausgerüstete Aufständische hauptsächlich aus der südungarischen Tiefebene. Zumeist hielt er sich in diesen beiden Orten, seltener in Sopron auf.
Anzuzweifeln ist seine Aussage, er hätte keinen Burgenländer für den Regierungsrat gefunden aus Angst vor den Konsequenzen im Falle einer Inbesitznahme des Gebiets durch Österreich. Der wahrscheinliche Grund ist, für ihn typisch, dass er nur Personen akzeptierte, die widerspruchslos seine Anordnungen umsetzten.
Er nahm mit keinem anderen Staat reguläre diplomatische Beziehungen auf, der Staat wurde auch nicht anerkannt, nur beim Weltpostverein erfolgte die ordnungsgemäße Anmeldung für die Herausgabe eigener Briefmarken.
Der Staat wurde bald zur Fiktion, es kam zu Gefechten unter den Freischärlern zwischen Karlisten und Freien Königsmachern.
Auch die Neutralitätszusage war wertlos, denn die Freischärler griffen nach wie vor den österreichischen Grenzschutz an.
Seinen Freischärlergruppen wurden schwere Verbrechen an der nicht kooperationswilligen Zivilbevölkerung in Deutsch-Westungarn und an Juden angekreidet. Unter anderem verhängten er und Héjjas Todesurteile ohne vorangegangenes Verhör.
Die Freischärler brachten die gesamte lokale Getreideernte und große Mengen Vieh an sich und leisteten nur Versprechungen. Diese Vorgänge spielten in den Prozessen, die er in 20er und 30er Jahren führte, eine große Rolle.
Auch gegen Freischärler verhängten er und seine Unterführer sehr strenge Strafen, wie hundert Stockhiebe oder Hinrichtungen selbst bei Widerspruch gegen Vorgesetzte, Diebstahl geringwertiger Waren, sogar schon bei bloßem Verdacht. Zum Teil erfolgten die Hinrichtungen standrechtlich nach geheimer Abstimmung durch ein Offizierskorps.
Die Ausrufung des Staates hatte aber außenpolitische Komplikationen für Ungarn. Ungarn erkannte auch, dass Prónay durch seine Unabhängigkeitserklärung sogar ursprünglich pro-ungarische Einwohner gegen Ungarn aufbrachte.
Schon während der Verhandlungen in Venedig distanzierte sich Ungarn von ihm.
Für ihn wurde daher in Lajtabánság die Zeit knapp.
Die ungarische Regierung des Ministerpräsidenten Graf István Bethlen sah sich unter Druck der Siegermächte schließlich gezwungen, Lajtabánság nach wenigen Wochen fallen zu lassen. Vor allem Frankreich und Italien wollten die Wirren in diesem Gebiet beenden.
Am 12. Oktober schrieb ihm Horthy persönlich, er sollte ganz Westungarn räumen, da eine Einigung in Venedig sehr wahrscheinlich sei und eine bewaffnete Intervention durch das Ausland drohe. Dass Horthy Prónay persönlich anschrieb, zeigt, dass Prónay noch immer eine Schlüsselposition innehatte.
Am 13. Oktober wurde unter der Vermittlung Italiens zwischen Österreich und Ungarn in Venedig ein Kompromiss ausgehandelt. Österreich sollte zwei Drittel des Gebiets erhalten, im Gegenzug zieht Ungarn seine Truppen und Freischärler bis Anfang November ab, betreffs Sopron soll es eine Abstimmung geben.
Danach stellte die ungarische Regierung Soldzahlungen und Nachschub für Lajtabánság ein.
Während die ungarische Regierung dies als Erfolg betrachtete, waren die Aufständischen, besonders Prónay, enttäuscht, sie haben Gebietsgewinne erwartet, für ihn stand die Existenz des Leithabanats auf dem Spiel und seine eigene Stellung als Regent (er sah sich als gleichrangig mit Reichsverweser Horthy an). Aus diesem Grund gab er in den nächsten Wochen in keiner Weise nach. Die ungarische Regierung ordnete eine verschärfte Blockade gegen das Leithabanat an. Auch Etelközi Szövetség (EKSz) stellte seine Unterstützung ein, worauf er austrat und die Offiziere des Leithabanats ermunterte, ihm zu folgen. Bethlen sandte daraufhin eine EKSz-Abordnung, um ihn zur Aufgabe zu bewegen, Prónay weigerte sich.
Seine und Ostenburgs Weigerung gefährdeten die Einigung bei den Verhandlungen von Venedig und steigerten die Gefahr einer ausländischen Intervention.
Die Regierung stellte ihre Unterstützung ein, seinen Untergebenen wurde mit negativen Konsequenzen gedroht, falls sie nicht sofort das Gebiet verließen, Bethlen drohte sogar mit dem Einmarsch regierungstreuer Truppen. Dennoch schrieb Prónay am 19. Oktober an Bethlen, dass er den Widerstand fortsetzen werde.
Prónay empfand dies als Verrat an der nationalen Sache. Da er auch die Erniedrigung durch seine Niederlage in der Kornhauser-Affäre nicht verkraftet hat, betrieb er beim Zweiten Legitimistischen Aufstand in der folgenden Zeit eine Schaukelpolitik, die mindestens zehn Jahre lang für ihn sehr negative Folgen hatte.
Wegen seiner wiederholten Nichtbeachtung von Regierungsanweisungen und die durch seine Truppen begangenen Grausamkeiten überzeugten Bethlen, dass Prónay gehen musste, wobei Prónay sich in eine immer prekärere Lage manövrierte. Bethlen war auch darauf vorbereitet, Regierungstruppen einzusetzen, um den Diktator aus der strittigen Region zu vertreiben. Aus Verärgerung über diese Erniedrigung suchte Prónay die Annäherung an die Legitimisten und schickte sogar seine legitimistisch eingestellte Frau als Botin. Während des ersten legitimistischen Umsturzversuches galt er als einer der fanatischsten Unterstützer Horthys, angeblich plante er sogar, König Karl (Exkaiser Karl I von Österreich) gefangen zu nehmen. Auch sonst hat er sich Legitimisten ausgesprochen feindselig verhalten. Den wichtigsten legitimistischen Offizier Oberst Lehár hätte er eine Woche zuvor fast ermorden lassen, wäre der Vorfall nicht öffentlich geworden und er damit die Elite gegen sich aufgebracht hätte. Lehár reiste in offiziellem Auftrag im Regierungsauto und führte ein Schreiben Bethlens mit sich. Er sollte das Land inspizieren und die Vorwürfe immer schlimmerer Terrorakte durch Formationen von Prónay, Héjjas und anderen untersuchen. Dabei wurde er von Prónay-Milizen gefangen genommen und verhört. Die Milizen erklärten, nur Horthy gegenüber verantwortlich zu sein, Lehár hatte jedoch die Möglichkeit, um Hilfe zu rufen. Außerdem haben sein Freund und Bundesgenosse Gyula Ostenburg-Morawek und der ebenfalls legitimistische Kommissar für Westungarn interveniert. Zuletzt erzwang die Ententekommission Oberst Lehars Freilassung. Daher misstrauten ihm die Legitimisten. Mit Ostenburg und dem Kommissar vereinbarte Prónay Mitte Oktober, während des zweiten legitimistischen Umsturzversuchs am 19. Oktober 1921 neutral zu bleiben, obwohl er als Freier Königsmacher und Anhänger von Gömbös galt. Laut Bánffy war er aber kein Legitimist und selbst seine Frau hätte nur erreichen können, dass er sich neutral verhielt. Karl wurde am 23. und 24. Oktober von Truppen geschlagen, die unter anderem von MOVE und ÉME gestellt wurden. Erst nach dem Scheitern des Putsches sandte er eine schwache Truppe Richtung Sopron. Prónay verlor durch seine Schaukelpolitik bzw. sehr zweideutige Haltung an Ansehen, die Mitglieder seines ehemaligen Bataillons und die Freischarführer, die ihm seine Karriere verdankten, verfolgten die Angelegenheit aufmerksam. Ende Oktober verlor er seine zuverlässigsten und am besten ausgebildeten Truppen. Vor allem verspielte er damit das Vertrauen seiner bisherigen Protektoren und Freunde Horthy und Gömbös, denen er außerdem bereits unbequem geworden war.
Seiner Frau gegenüber soll er angedeutet haben, dass er keine reale Chance für die Rückkehr des Königs an die Macht sehe. Dem Wortlaut des Interviews nach kann es aber durchaus sein, dass sie ihn entlasten wollte.
Der zweite legitimistische Aufstand beschleunigte das Ende des Leithabanats, da ein Teil der Freischärler Karl IV unterstützten, ihn andere aber bekämpften.
Die Verhaftung von Oberst Lehár hatte für Pronay keine Konsequenzen.
Horthy verärgerte er durch seinen Größenwahn, seinen blinden Hass auf Ministerpräsident Bethlen, seine Ignoranz politischer Realitäten und sein mehrdeutiges Verhalten während des zweiten legitimistischen Umsturzversuches. Seine totale Verkennung der politischen und militärischen Situation zeigt sein Plan, mit Ostenburg gegen Wien zu marschieren und einer ihm genehmen rechtsgerichteten Regierung durch eine Besetzung Wiens zur Macht zu verhelfen, wenn diese auf das Burgenland/Westungarn verzichte, der Plan zerschlug sich bald. Das österreichische Bundesheer schätzte er nicht sehr hoch ein, da es politisch gespalten war. Erst am 14. Oktober schickte er einen Unterhändler, nach dem Ende der Verhandlungen in Venedig und der Fixierung der Volksabstimmung in Sopron. Er hatte um diese Zeit herum erkannt, dass er maximal 3000 zuverlässige Leute zur Verfügung hatte.
Da seine Macht sehr brüchig war, legten die Aufständischen ein sehr martialisches und patriotisches Verhalten gegen die Bevölkerung an den Tag.
Am 22. Oktober erließ Prónay ein Rundschreiben an seine Truppen, dass er die Rückkehr von König Karl, aus dem hervorgeht, dass er sich als Diktator eines souveränen Staats betrachtete, der diesen Themenkomplex als Angelegenheit eines anderen souveränen Staats betrachtete.
Am 26. Oktober verlegte er sein Hauptquartier nach Sopron, das sich auf die Volksabstimmung vorbereitete und wo er sich mit Gömbös traf, der von Horthy beauftragt wurde, Prónay über den Verlauf des legitimistischen Umsturzes zu informieren.
Horthy befürchtete zu Recht eine außenpolitische Intervention, wenn Prónay nicht Westungarn/das Burgenland räumte. Er drohte, die Truppen Prónays durch reguläre Truppen entwaffnen zu lassen.
Noch am 30. Oktober brachte er das einzige Amtsblatt heraus, in dem er unter anderem die Staatssymbole festlegte.
Am 31. Oktober verpflichtete sich Prónay, der nach Budapest zitiert worden war, sich mit seinen Truppen bis 6. November zurückzuziehen und das Gebiet zu räumen, sonst würde Ungarn reguläre Truppen gegen ihn einsetzen. Am Morgen des 4. November, nachdem er alle vom Eid entbunden hatte, verließ er mit seinen Gefolgsleuten die Region gegen volle Amnestie seiner seit August 1919 begangenen Verbrechen, da seine Truppen nicht stark genug waren, um sich gegen die regulären ungarischen Truppen zu behaupten und er nur sehr wenig Rückhalt in der Bevölkerung hatte. Durch seine Amtsführung als totalitärer Diktator versäumte er es nicht nur, zumindest die Mehrheit der Bevölkerung zu gewinnen, sondern hat es sich sogar mit jenen Kreisen verdorben, die an sich für den Verbleib bei Ungarn waren und einem ungarischen Separatstaat sicher eher positiv gegenüberstanden.
Der Abtransport der Truppen erfolgte per Bahn, eine Entwaffnung verweigerte er.
Er vermutete, dass die Ödenburger Abstimmung am 10. November stattfinden würde und er plante, bei einem Ausgang zugunsten Österreichs erneut im Burgenland einzumarschieren.
Am 6. November fuhr er von Szombathely über Ungarisch Altenburg/Mosonmagyaróvár nach Budapest, wo er am 8. November eintraf. Bei seiner Rückkehr wurden er und seine Leute von der politischen und militärischen Elite wie Helden empfangen. Die Aufständischen marschierten in die Franz-Josefs-Kavalleriekaserne, wo er eine Ansprache hielt.
Der Abzug Prónays und damit das Ende Lajtabánságs gilt als Ende des Fehérterrors.
Aber durch den Versuch, ein unabhängiges Leithabanat zu verwirklichen und seine Weigerung, Horthy während des zweiten legitimistischen Umsturzversuches zu Hilfe zu kommen, da er sich nicht zwischen diesen und den Legitimisten entscheiden konnte und damit Horthys Gunst verlor, zerstörte er seine letzte Chance, das Kommando über sein Bataillon in absehbarer Zeit zurückzubekommen. Damit verlor er seine Machtbasis und schied als wichtiger politischer Faktor im Ungarn der Zwischenkriegszeit aus.
Prónay stiftete eine Medaille zum Gedenken an die Kämpfe 1921.

### Prónay als Politiker
Das Plebiszit in Sopron (Artikel Volksabstimmung in Ödenburg) fand am 14. Dezember, in acht umliegenden Dörfern am 16. statt. Vom Büro des Ministerpräsidenten war er beauftragt worden, sich an deren Vorbereitungen gemeinsam unter anderem mit Ranzenberger, Oberst Lehár und Ostenburg zu beteiligen, bei den ersten Verhandlungen verhielt er sich jedoch völlig passiv. Am bewaffneten Widerstand zur Beeinflussung des Referendums bzw. Einschüchterung der Bevölkerung wird ihm jedoch eine wichtige Rolle zugeschrieben.
Horthy erließ im November eine Amnestie betreffs aller Verbrechen der Freischärler mit Ausnahme von Raub und erlaubte keine neuen Verfahren und beendete alle einschlägigen Untersuchungen.
Nach dem Ende von Lajtabánság verlor er allerdings zunehmend an Bedeutung, seine politische Karriere endete spätestens 1923. Anders als Benito Mussolini, Francisco Franco oder Hermann Göring erhielt er nie Macht oder eine wichtige Position innerhalb der staatlichen Hierarchie. Anders als die russischen Generäle Alexander Wassiljewitsch Koltschak und Anton Iwanowitsch Denikin gewann er den Bürgerkrieg bzw. war er auf der Gewinnerseite, verlor jedoch seine Macht bald an seine konservativen Rivalen. Er ist bereits mehrfach mit Roman von Ungern-Sternberg verglichen worden. Er war nie eine bedeutende Person der europäischen Geschichte, auf der anderen Seite ist er zu bedeutsam, um ihn zu ignorieren. In seinen Tagebüchern behauptete er, der erste europäische Nationalsozialist gewesen zu sein, eine für ihn typische jeder Grundlage entbehrende Behauptung. Weiter präsentierte er sich als einer der Begründer des ungarischen Faschismus. Er war viel zu reaktionär und zu sehr an der Welt, die vor 1918 existiert hat, orientiert, um ein Faschist zu sein.
Allerdings spielten auch andere Milizführer wie Ostenburg oder Héjjas keine größere Rolle in der Nationalarmee, deren Gründung und Konsolidierung nur sehr wenig mit den Milizen zu tun hatte.
Prónay war aber weiterhin auch in der internationalen Presse, vor allem wegen Rechtsstreitigkeiten und Ehrenaffären, die ihre Wurzeln in Vorkommnissen während des Kampfes der Freischärler gegen die Österreicher und in Lajtabánság haben, sehr präsent. Entsprechend häufig wurde auch in österreichischen Printmedien über ihn berichtet.
Prónay war fähig, eine bedeutende Rolle in der ungarischen Politik zwischen 1919 und 1921 zu spielen, weil große Teile der politischen Elite inkl. Horthy sowie der Mittelklasse seine Wahnvorstellungen teilten. Während die Wahnvorstellungen Prónays auf einer schweren psychischen Erkrankung mit tieferen strukturellen Ursachen beruhten, schwanden sie bei der Elite, wenn auch nie komplett, relativ rasch.
Er war ursprünglich einer der wichtigsten Verbündeten Horthys, im Herbst 1921 verlor er jedoch endgültig Maß und Ziel. Trotz seines Verhaltens wurde er von der Elite weiterhin sehr milde behandelt. Dennoch verschwand er im Laufe dieses Monats aus der Politik bzw. wurde beiseite geschoben.
Horthy und Bethlen wollten ihn in ihr politisches System einbinden und seine Loyalität erkaufen und machten ihm daher großzügige Stellenangebote (nur die Rückgabe seines alten Kommandos wurde ihm verweigert), die Prónay alle ablehnte, da er sich nicht einengen lassen und sein Kommando zurück haben wollte. Das wurde ihm aber verweigert aus Angst vor einem rechtsextremistischen Staatsstreich.
Er weigerte, sich begnadigen zu lassen, da er keine Verbrechen begangen habe und forderte eine Untersuchung durch die Armee seine Amtsführung im Leithabanat betreffend, um sein Ansehen wiederherzustellen und die Offiziere, die ihm während des zweiten legitimistischen Umsturzversuches nicht gehorcht hätten, bestrafen zu lassen. Horthy und seine Elite sorgten dafür, dass ein Komitee ihm bescheinigte, dass er sich während des zweiten legitimistischen Umsturzversuches nichts hätte zuschulden kommen lassen. Er erhielt allerdings sein Kommando nicht zurück, daraufhin machte er Horthy monatelang Vorwürfe. Dabei hat Horthy ihn aus sentimentalen Gründen etwa ein Jahr länger gehalten, als die politischen Interessen dies erlaubten.
Wie die Beziehung zu Gömbös war die zu Horthy nicht ohne Widerspruch. In seinen Tagebüchern verbarg der starrsinnige Prónay jedoch seine Geringschätzung für Horthy nicht. Er beschrieb ihn als intellektuelles Leichtgewicht und Führer ohne Rückgrat, Schwätzer, Snob, als einen Mann, dessen Auftreten nur großspurig war, bei dem auf große Worte nur kleine Taten folgten, einen schwachen, entscheidungsschwachen Führer unter dem Einfluss von Freimaurern und Philosemiten, etwa Bethlen.
Horthy hat zahlreiche Fehler gehabt, aber er besaß wenigstens politisches Talent, hatte eine nuanciertere Sichtweise betreffs Politik und kannte seine Grenzen. Auf der einen Seite freute er sich über den Empfang durch Prónay und seine Leute und er teilten mit ihnen den Schock über die Niederlage Ungarns und die Ereignisse in der darauffolgenden Zeit. Mit der Zeit wurde ihm aber Prónay zu radikal, genauso wie Horthy Prónay nicht radikal genug war, vor allem in der Judenfrage.
Prónay hatte sich für Horthy entschieden wegen des ähnlichen beruflichen und sozialen Backgrounds und weil beide gegen Liberale und Linke sowie gegen Juden waren. Auf Dauer waren jedoch Spannungen zwischen Horthy und Prónay vorprogrammiert. Dass er sich Horthy anschloss, wurde aus den genannten Gründen zunehmend ein Nachteil für Prónay.
Prónay begriff aber nicht, dass Horthy ihn genauso benutzte wie er Horthy.
Er warf auch der mächtigsten patriotischen Vereinigung, der EKSz vor, hinter der Rebellion seiner Offiziere während des zweiten legitimistischen Umsturzversuches zu stehen. Prónay trat von sich aus am 1. März 1922 aus, der Geheimbund seinerseits stieß ihn am 9. März aus. Das Ausscheiden aus der EKSz war ein neuer Tiefpunkt seiner politischen Karriere, von dem er sich nie wieder erholte.
Da er sich gegenüber jedem Entgegenkommen von Horthy und Bethlen unkooperativ verhielt, trieb Bethlen einen Keil zwischen ihn und seine Offiziere, um alle diese Männer als politische Gefahr auszuschalten. 1921 erreichte Bethlen, dass sich zumindest der größte Teil von ihm trennte. Damit verlor er seine Machtbasis, was zu seinem Verlust seiner Position als wichtiger politischer Faktor entscheidend im Laufe dieses Jahres beitrug.
Seit September 1921 oder 1922 war er bei der ÉME, ein Sammelpunkt für Freikorpsangehörige und Kriegsveteranen. aktiv und am 1. Februar 1922 wurde er zum stellvertretenden Vorsitzenden der ÉME gewählt. Typisch war für ihn seine Antrittsrede gegen Regierung, Parlament und Juden, die von antisemitische hetzerische Sprechchören begleitet wurden, etwa die Forderung, Gegner innerhalb von 24 Stunden zu töten oder Parolen wie „Lang lebe der Pogrom“. Die Idee des Beitritts Prónays stammt von seinem früheren Leutnant und ÉME-Anhänger Héjjas. Prónay selbst wollte auf diese Weise seine Macht wieder aufbauen und den Verlust seines Bataillons kompensieren. Seine Berufung in die ÉME-Führungsmannschaft war aber ein Fehler. Der Offizier und Aristokrat Prónay passte nicht zu Journalisten, Anwälten und Ingenieuren, die er für von niederer Geburt und fragwürdiger Gesinnung hielt, auch wenn die ÉME als Offiziersgesellschaft betrachtet wird. Ihre Ausrichtung war unter anderem antilegitimistisch. Sofort übernahm er die Verantwortung für den Wiederaufbau des Geheimdienst- und Militärflügels der ÉME nemzetvédelmi osztály, gemeinsam mit Héjjas war er der Anführer des militärischen Flügels. Er war aber trotz seiner hohen Position innerhalb der ÉME nicht in der Lage, aus ihr eine lebensfähige bzw. brauchbare politische Partei zu machen. Allerdings erreichte er die Errichtung bzw. den Weiterbestand von ÉME-Zellen.
Sein Eintritt in die ÉME-Führungsmannschaft blieb nicht unbemerkt. 1922 und 1923 nahmen die Terrorakte er ÉME auf jüdische Einrichtungen, Botschaften u. a. zu. Nur wenige innerhalb von drei Jahren (1921–1924) waren spektakulär und seit Anfang 1922 stellten sie keine Gefahr mehr für das Regime dar. In der Öffentlichkeit bestritt Prónay, etwas damit zu tun zu haben. Da die ÉME aus verschiedenen zum Teil unabhängigen Terrorzellen bestand, konnte er nicht jeden einzelnen Anschlag planen. Er war aber sicher Initiator, Mitwisser und Helfer bei Terroranschlägen auf jüdische Veranstaltungen und ausländische Botschaften in den folgenden drei Jahren, weiter hat er die Anschläge auf die Juden gebilligt.
Im Frühjahr und im Sommer 1922 verschlechterten sich sein Verhältnis zu Horthy, der Regierung Bethlen und zur militärischen Elite. Im Juni besuchte er Horthy zum letzten Mal, dieser wies Prónays Anschuldigungen zurück und beendete die Audienz nach kurzer Zeit. Die Entfernung Prónays und seiner Leute aus der Öffentlichkeit wird aber auch durchaus zutreffend als Zugeständnis Horthys und Bethlens an die ungarische und internationale Öffentlichkeit gesehen.
Im gleichen Jahr wollten ihn Offiziere und Milizen, die ihm früher unterstellt waren und noch immer zu ihm hielten, in den zweiten westungarischen Aufstandsversuch einbinden. Diese waren mit dem Venediger Vertrag unzufrieden. Sie bereiteten einen Großangriff aus das Burgenland und die Wiedererrichtung des Leithabanats im Sommer vor. Der Plan wurde durch gezielte Indiskretion der Regierung bekannt, die alle Aufständischen in der Nähe der österreichischen Grenze durch reguläre ungarische Truppen entwaffnen ließ. Einige überschritten die österreichische Grenze. Ihr Angriff auf Hagensdorf misslang. Diejenigen Aufständischen, die die österreichische Grenze überschritten hatten, wurden von der österreichischen Gendarmerie gefangen genommen. Da Prónay behauptete, dass dieser Angriff ohne sein Wissen stattfand, wurde das Verfahren gegen ihn eingestellt. Schlag ist sich aber sicher, dass er im Rahmen der Festlegung der österreichisch-ungarischen Grenze erneut einen Versuch unternahm, Freischärler anzuwerben und versuchte, in die hohe Politik einzugreifen, was eine unbedeutende Episode blieb. Umgekehrt beschuldigte Prónay, für ihn typisch, Gömbös, den Plan an die Regierung verraten zu haben, er versuchte, diesen, zum Duell zu fordern, was abgelehnt wurde.
Ende 1922 traf er sich mit General Wrangel, dem Führer der russischen Weißen Armee in Belgrad und bot ihm seine Dienste an, Motiv war seine Frustration, was dieser nicht annahm. Auch später wollte er gegen die Rote Armee kämpfen, erst in seinen letzten Monaten in Freiheit kam es dazu.

### Politischer und sozialer Abstieg

#### Verlust seiner Stellung als Respektsperson und Terroristenführer bei den Erwachenden Ungarn
Am 28. Februar 1923 wurde Prónay in Rumänien in Abwesenheit zu 10 Jahren Haft verurteilt, da er als einer der ÉME-Führer einen Anschlag auf das rumänische Königspaar mit geplant hat, um durch die Ermordung von König Ferdinand für Ungarn eine bessere internationale Situation zu schaffen. Der Anschlag wurde von der ÉME auf einer Geheimsitzung beschlossen, geplant und organisiert.
Am 17. Juni 1923 kam es zu einer Spaltung der ÉME, da sich ein Teil von Prónay, Gömbös und Héjjas lossagte, da diese einem Teil zu extremistisch waren und diese Gruppe für ruhigere Verhältnisse eintrat. Am 18. oder 19. trat daraufhin in einer außerordentlichen Generalversammlung die gesamte Leitung zurück, die durch ein Exekutivkomitee ersetzt wurde, dem unter anderem Prónay und Héjjas angehörten.
Im Juli 1923 sah sich Ministerpräsident Bethlen gezwungen, auf die (nach den o. a. Zeitungsberichten berechtigten) Anschuldigungen Prónays zu reagieren, er sei ein Lügner, weil er das Versprechen nicht eingelöst bzw. gebrochen habe, ihn wieder als Kommandant seiner Truppen einzusetzen, die Angelegenheit wurde öffentlich. Bethlen musste seine Ehre schützen, vor allem vor jungen Offizieren. Ein reguläres Duell lehnte Bethlen ab, da er wegen eines Menschen mit einem so schlechten Charakter und einem so schlechten Ruf wie Prónay nicht sein Leben riskieren wollte. Er zitierte Prónay daher vor ein Ehrengericht, vor dem zwischen ihnen ein Disput stattfinden sollte. Das Ehrengericht bestand aus berühmten und angesehenen Männern. Prónay rechnete fest mit seinem Sieg und war nicht darauf vorbereitet, sich bei Bethlen entschuldigen zu müssen. Denn entgegen seinen Erwartungen entschieden alle Jurymitglieder, darunter Prónays entfernter Cousin György Prónay: Bethlen war nicht befugt, ihn wieder einzusetzen, Prónays Anschuldigungen sind haltlos und sein Benehmen unmöglich und er wurde gezwungen, sich zu entschuldigen. Dies geschah durch zwei Bevollmächtigte mit der Begründung, Prónay seien durch die Verhandlungen bisher unbekannte Fakten bekannt geworden und widerrufe daher seine Beleidigungen. Damit glaubte man, der Konflikt sei einvernehmlich gelöst worden. Prónay meldete sich jedoch, er sei mit der durch seine Bevollmächtigten abgegebenen Erklärung nicht einverstanden und er hätte diese deswegen bereits zum Duell gefordert. Laut internationalen Zeitungsberichten erreichte die „ritterliche Affäre“ zwischen 23. und 25. ihren Höhepunkt und war den Reportern teilweise eine Eilmeldung an ihre Redaktionen wert. Die Zeitschriften berichteten jedoch, Bethlen hat Prónay unter anderem über den Verteidigungsminister zur Rede stellen lassen und dies nicht persönlich getan. Das Prager Tagblatt schilderte den Anlass so: Prónay habe auf einer Wählerversammlung der ÉME in Szeged am 21. Juli erklärt, Bethlen habe sein Versprechen gebrochen, auf das er sein Ehrenwort gegeben habe, worauf Bethlen Prónay zum Duell forderte. Nach Abschluss der Affäre war die Elite auch nicht mehr verpflichtet, auf Prónays Provokationen einzugehen, er wurde endgültig nicht mehr als Respektsperson betrachtet.
Im gleichen Jahr gründete Gömbös eine neue Partei: Die Ungarische Nationale Unabhängigkeitspartei, bekannter als Partei der Rassenschützer, Prónay soll sogar eines deren Gründungsmitglieder gewesen sein. (Magyar Nemzeti Függetlenségi Párt – Fajvédõ Párt).
Ab Ende 1923 führte Prónay zahlreiche Ehrenprozesse, die oft in Zusammenhang mit den Vorfällen in Westungarn/Lajtabánság/Burgenland stehen. Zum Teil führten er und seine Prozessgegner mehrere Prozesse gleichzeitig nebeneinander, was die Aufarbeitung schwierig macht. Teilweise war der Exdiktator Kläger, teils der Angeklagte.
Laut Huszadik Század wurde er in den 20er Jahren als Gefahr betrachtet, danach nicht mehr.
Mitte Juni 1924 verurteilte ihn die Stadthauptmannschaft für den 8. Bezirk Budapests (sein Wohnbezirk) bzw. ein Polizeistrafsenat zu einer Geldstrafe von 50.000 Kronen, im Nichteinbringungsfall zu fünf Tagen Arrest, da er wegen des Ausscheidens aus der ungarischen Armee außerhalb dieser den Titel Oberstleutnant unberechtigt führe. Prónay wartete die Urteilsverkündung nicht ab, sondern drohte dem Polizeirichter und verließ den Verhandlungssaal. Am 20. Juni wurde ihm das schriftliche Urteil zugestellt. Bereits am 21. Juni berief der Verteidiger und forderte die Nichtigkeitserklärung des gesamten Verfahrens wegen des rechtswidrigen Ausschlusses der Öffentlichkeit sowie einer offenen Verletzung des Ernennungsdekrets, das von Horthy selbst ausgefertigt wurde. Daher sei es ein Verfassungsbruch, Prónay die Charge eines Oberstleutnants sowie die damit verbundenen Rechte abzusprechen. In Zeitungsberichten und Akten wird er stellenweise als gewesener Oberstleutnant oder Oberstleutnant a. D. bzw. dienstfrei gestellt, aber auch als Privatmann, bezeichnet.
In den letzten Monaten des Jahres 1924 war Prónay in zahlreiche Ehrenaffären verwickelt, die zumindest teilweise mit Duellforderungen verbunden waren. Wegen des Reservatbefehls von General Nagy (s. u.) versuchte man bei einem Teil eine einvernehmliche Lösung herbeizuführen, alle Versuche bis Mitte September scheiterten, anscheinend an der Weigerung Prónays.
Am 18. September 1924 wurde er bei einem dieser Duelle, einem Säbelduell, schwer verletzt. Ein Abgeordneter hatte Obergespan Mihály Prónay wegen falscher Zeugenaussage angezeigt. Worauf ihm Pál in einem offenen Schreiben einen notorischen pathologischen Lügner, Verleumder und Feigling nannte und behauptete, sein Bruder habe den sportlich aktiven jungen Mann zwingen wollen, seine Pflicht an der Front zu erfüllen. Worauf der Abgeordnete Prónay zum Duell forderte. Der Abgeordnete war Linkshänder und genoss als solcher einen entscheidenden Vorteil gegenüber einem Rechtshänder wie Prónay. Aus diesem Grund wurde Prónay eine Verschiebung des Duells angeboten, was Prónay ausschlug. Zudem hat Prónay sich gleich zu Beginn des ersten Ganges verausgabt, weil er sich seine Kräfte schlecht eingeteilt hat, er erlitt am rechten Daumen eine Verletzung, bei der eine Sehne durchtrennt wurde oder eine starke Schnittwunde am rechten Arm erlitt (betr. der Verletzungen differieren die Berichte). Trotz der Bedenken der anwesenden Ärzte, die die Wunde(n) versorgten, setzte Prónay den Kampf fort. Gegen Ende des zweiten Ganges hatte er weitere erhebliche Verletzungen: eine zehn Zentimeter lange Wunde an der Schläfe, die nicht nur bis auf den Knochen reichte, sondern auch die Pulsader verletzte. Andere Berichte sprechen von zwei bis an den Knochen reichende Schnittwunden auf der Stirn. Jedenfalls wurde Prónay von den Ärzten aufgrund der schweren Verletzungen für kampfunfähig erklärt und damit das Duell abgebrochen. Der Konflikt war damit für beide Seiten aber nicht bereinigt.
Nicht berichtet wurde, ob Obergespan Prónay, dessen Amtsführung ansonsten positiv beurteilt wird, mit dem Vorgehen seines jüngsten (überlebenden) Bruders einverstanden oder zumindest informiert war und ob die Anzeige gegen ihn berechtigt war. Immerhin hat er 1919 zwei von Pál gestohlene Pferde angenommen und vor allem im Fall Kornhauser muss er sich sehr fragwürdig verhalten haben und wenn Páls Aussagen und Zeitungsberichte stimmen, hätte er selbst vor Gericht gehört.
Laut Arbeiterzeitung vom 25. September 1924 ließ Prónay in der unmittelbar vorangegangenen Zeit in der ungarischen Provinzpresse eine Erklärung veröffentlichen, dass er für eine Zeitlang nach Österreich reisen wolle. Als Begründung gab er an, dass Anlass sei das Verbot des Oberkommandanten Nagy, sich zu duellieren oder einen Wahrheitsbeweis anzutreten. Die Aussicht, dass das Zivilgericht seine Angelegenheit erledige sei äußerst gering, schließlich weigere man sich bei allen Prozessen, diese zu erledigen. Nagy hätte auch das Militärtribunal gegen ihn geschaffen und verhindert, dass er sein Bataillon zurück bekomme. Thema des Prozesses seien Vorgänge in Westungarn, die man nicht objektiv betrachten wolle. Laut AZ dürfe er jedoch weiterhin Arbeiter, Demokraten, Juden und Österreicher prügeln lassen, wovon er reichlich Gebrauch mache. Grund sei auch, dass er zu den Legitimisten übergelaufen sei. Die AZ kritisierte auch, dass er als vielfach überführter Mörder ungehindert ausreisen dürfe. Aufgrund seines Verhaltens in Westungarn insbesondere als Oberhaupt des Leithabanats und im Zusammenhang mit der Volksabstimmung in Ödenburg (seine Truppen hatten die mehrheitlich proösterreichische Bevölkerung so eingeschüchtert, dass sie mehrheitlich für Ungarn stimmte) sei er in Österreich unerwünscht, soll kein Asyl erhalten bzw. zu einer Haftstrafe verurteilt werden. Anscheinend plante er aber nicht, in Österreich um Asyl anzusuchen und ob er tatsächlich in Österreich einreiste, wurde nicht berichtet.
Anfang Jänner 1925 entstand zwischen Prónay und Ranzenberger eine erneute ritterliche Affäre im Zusammenhang mit einem Mordprozess und Vorfällen in Lajtabánság. Prónay begegnete Ranzenberger in einer Sportstätte und warf ihm vor, Ranzenberger hätte den Mörder in Schutz genommen, als Prónay bereits eine Untersuchung gegen diesen forderte. Dieser Vorwurf hat Ranzenberger sehr erstaunt, worauf sich Prónay von ihm angestarrt fühlte und Prónay Ranzenberger mit einer Ohrfeige drohte. Wahrscheinlich aufgrund dieses Vorfalls wurde Prónay später in der Presse auch „Ohrfeigen-Prónay“ genannt.
Am 24. März 1925 wird er wegen Verleumdung (Schreiben von Prónay im Zuge einer Ehrenaffäre) zu einer Geldstrafe von eineinhalb Millionen Kronen verurteilt:
Im April 1925 wurde Prónay gleich zweimal wegen Verleumdung zu hohen Geldstrafen zu je 3 Millionen Kronen verurteilt.
Am 7. April (Kläger Ranzenberger) wegen Verleumdung in der Presse gegen ehemalige Offiziere seiner Einheit. Das Urteil enthielt eine 3-jährige Bewährungsfrist.
Am 16. April (Kläger Oberkommandierender General Nagy) wegen Verleumdung des Oberkommandierenden und des Offizierskorps betr. eines Reservatbefehls von Nagy an die Offiziere, sich nicht an Ehrenaffären zu beteiligen, an denen auch Prónay beteiligt war. Prónay warf Nagy vor, einen seiner Befehle als Vorwand zu benutzen, da dieser für die ritterliche Genugtuung zu feige sei. Erschwerend fand das Gericht, dass Prónay ehemaliger Offizier gewesen sei, als mildernd seine angeblichen patriotischen Verdienste. Auffällig ist, dass der Prozess vor dem Budapester Strafgericht, einem zivilen Gericht ausgetragen wurde. Beide Seiten beriefen. Hier wurde das Urteil anscheinend ohne Bewährung ausgesprochen.
Im Zusammenhang mit seinem Prozess gegen Prónay im April 1925 sprach General Nagy in einem Befehl an seine Offiziere gegen Oberstleutnant Prónay den schärfsten persönlichen und gesellschaftlichen Boykott aus. Dieses Verbot galt auch gegenüber Prónays Sekundanten und hatte zahlreiche Duellforderungen eines seiner Sekundanten gegen verschiedene Rassenschützer, etwa Gyula Gömbös nach sich gezogen. Es war eine so hohe Anzahl von Personen involviert, dass sich deswegen und wegen der Verletzungsgefahr sogar die Nationalversammlung damit beschäftigte.
Am 9. Juni 1925 reagierte Prónay als Vizepräsident der ÉME ähnlich wie Jahre zuvor bei der EKSz. Horthy hatte eine Kundgebung für sich bestellt. Die national(istisch) en Verbände, Gesellschaften und Vereinigungen haben daher eine Kundgebung für den Fronleichnamstag für ihn geplant. Prónay sprach sich jedoch auf einer Ausschusssitzung zu dieser Frage gegen eine Teilnahme aus, da sich ÉME jeder Politik enthalten müsse. Würde sich der Verein sich anders entscheiden, würde er als stellvertretender Obmann zurücktreten und aus dem Verein austreten. Er verblieb jedoch bei der ÉME.
In Hatvan war 1925 durch den Tod eines Abgeordneten eine Nachwahl erforderlich. Die Partei der Rassenschützer stellte Prónay auf. Der Gegenkandidat der Regierungspartei hielt am 27. Juli eine Programmrede gegen die Rechtsbolschewiki. Auf der Autofahrt zurück nach Budapest entging der Gegenkandidat nur durch Zufall einem Attentat. Es kam sehr schnell der Verdacht auf, dass die ÉME von Hatvan hinter dem Attentat steckte.
Im Laufe des Jahres 1925 war er wegen Unterschlagung und Hehlerei mit drei weiteren Personen angeklagt. Zwei davon waren jüdischen Glaubens.
Im März 1927 wurde der Exdiktator zweimal in Presseprozessen wegen Verleumdung im Wege der Presse verurteilt. Anlass waren seine Vorwürfe gegen den am 10. Februar verstorbenen Oberkommandierenden Pál Nágy, die er mehrfach in Offenen Briefen und Zeitungen erhoben hat. Prónay hat behauptet, Plünderungen in Westungarn hätten keine Konsequenzen für die Verantwortlichen gehabt und in einer Untersuchung durch das Militärgericht sei alles vertuscht worden. Worauf Nagy den Offizieren verbot, sich mit Prónay zu duellieren und Umgang mit ihm zu pflegen, dies aufgrund zahlreicher umwahrer und verleumderischen Behauptungen gegen ihn, für eine faire Auseinandersetzung mit ihm sei Nagy zu feige gewesen. Am 4. wurde er zu zwei Monaten Haft und 480 Pengö Geldstrafe verurteilt (der Wahrheitsbeweis wurde abgelehnt, außerdem wurde angeführt, dass Prónay als Oberkommandierender und oberster Militärrichter Herr über Leben und Tod war und die Missstände selbst hätte abstellen müssen), am 24., offenbar in der von Prónay selbst und dem Staatsanwalt angestrengten Berufungsverhandlung, zu 2500 Pengö Geldstrafe.
Zusätzlich zur Urteilsbegründung muss man anfügen, dass Prónay die von ihm kritisierten Offiziere höchstwahrscheinlich bei der Einstellung (mit) ausgesucht und sich zumindest von den meisten nicht von ihnen getrennt hat und er daher für Fehlbesetzungen zumindest der Hauptverantwortliche war. Erschwerend kommt hinzu, dass er totalitärer Diktator war und totalitäre Diktatoren möglichst alle Kompetenzen an sich ziehen.
Am 31. März 1927 fand erneut ein Presseprozess gegen Prónay statt, in dessen Verlauf er einen ungewöhnlich schweren Tobsuchtsanfall erlitt. Er hatte in einer Zeitung einem Militärauditor vorgeworfen, in einer Verhandlung, in die er involviert war, Unregelmäßigkeiten begangen zu haben. Als der Auditor Prónays Vorwürfe widerlegt (er gehöre nicht wie von Prónay behauptet, einer Geheimgesellschaft an und das Urteil habe ein unabhängiges fünfköpfiges Gericht gefällt, er könne sich auch nicht mehr an alle Details erinnern), widerspricht Prónay, er habe aber mit dem Gericht paktiert. Für seine Äußerungen erhielt Prónay zwei Geldstrafen zu je 80 Pengő. Nach Verhängung der zweiten Strafe eskalierte die Situation zunehmend. Prónay wurde immer lauter und aggressiver. Er kritisierte wiederholt die Seriosität der Prozessführung und warf dem Richter vor, was er ihm damit antue. Die Geldstrafen erkenne er nicht an und sie würden ihm nichts ausmachen, es sei ihm auch egal, wenn er den Rest seines Lebens in diesem Gericht verbringen müsse. Mit der Aufforderung, sich zu setzen und dem Hinweis, dass Prónay die Geldstrafen sehr wohl zu bezahlen habe und er solle nicht mehr derartige Artikel schreiben, dann käme er auch nicht mehr vor Gericht und er Prónay ehrenhaftes Verhalten beibringen würde sowie zwei weitere Geldstrafen in gleicher Höhe verhängte, erreichte der vorsitzende Richter nur, dass Prónay drohte, dass die Zeit komme, wo er sein Recht bekommen werde. Zum Schluss stand Prónay bebend vor dem Podium des Vorsitzenden, stampfte mit dem Fuß auf, hatte blutrote Augen und brüllte den Richter dermaßen an, dass es auch in angrenzenden Räumen zu hören war. Ihm brauche niemand ehrenhaftes Verhalten beizubringen, auch nicht gegenüber Gerichten, aber er akzeptiere nur objektive Gerichte. Als der Vorsitzende erkannte, dass Prónay völlig die Kontrolle über sich verloren hatte, er selbst schon sehr erregt war und die Situation ganz zu eskalieren drohte, unterbrach er die Sitzung, um strengere Konsequenzen für Prónay zu beraten. Weiters ließ er den Saal räumen und nur die Staatsanwaltschaft, Prónay und sein Verteidiger durften im Raum bleiben. Nach Ablauf der Beratung und zu Beginn der Weiterführung der Behandlung bat Prónay das Gericht um Entschuldigung, er hätte sich wegen des Militärauditors nicht mehr beherrschen können. Nach der Wiederaufnahme der Verhandlung werden zahlreiche Zeugen vernommen, die bestätigten, dass es in Westungarn Plünderungen bei Personen gegeben hat, die keine Feinde waren. Die Verhandlung wurde an einem anderen Tag fortgesetzt. Ein Zusammenhang mit den im gleichen Monat stattfindenden Verfahren bestand anscheinend nicht.

#### Auseinandersetzung mit Viktor Ranzenberger im Jänner 1928 und anschließender Rechtsstreit
Am 15. Jänner 1928 ereignete sich ein Vorfall, der nicht nur in Budapest, vor allem in den höheren Gesellschaftsschichten und den Anhängern Prónays, Aufsehen erregte, sondern auch ein internationales Medienecho auslöste, einem Teil der Zeitungen war dies sogar eine Eilmeldung per Telegramm an ihre Redaktion wert, die Zeitung „A Reggel“ berichtete davon an erster Stelle. Allerdings differieren die Berichte betr. Auseinandersetzung und darauffolgende Amtshandlung erheblich. Er wollte mit seiner Frau das Abendessen in einem Restaurant einnehmen, bereits auf dem Hinweg begegnete das Ehepaar Gardemajor Ranzenberger, der in Uniform unterwegs war, anscheinend Prónay und dessen Frau provokant von oben bis unten ansah. Zunächst ignorierte Prónay jedoch seinen Gegner und setzte seinen Weg fort. Nach dem Restaurantbesuch trafen beide Eheleute im Bereich Kossuth-Straße/Franziskanerplatz erneut auf Ranzenberger. Dieses Mal ließ Prónay jedoch den Arm seiner Frau los und ging auf Ranzenberger zu und fragte, was er mit ihm zu tun hätte. Ranzenberger antwortete, dass er sich mit einem Menschen wie Prónay nicht abgebe. Im Verlauf der Auseinandersetzung, während derer beide mitten auf die Fahrbahn gerieten, schlug Prónay mit seinem kurzen lederbeschichteten Stock immer wieder auf Ranzenberger ein, Ranzenberger wiederum fügte mit seinem scharfen Schwert Prónay mehrere Wunden zu, vor allem einen ca. sechs Zentimeter breiten scharfen Schnitt am linken Arm, der den Armmuskel durchtrennte und bis auf den Knochen reichte. Prónay zog einen Revolver, worauf Ranzenberger zurückwich. Es bildete sich eine große Menschenmenge, darunter nicht wenige Sympathisanten. Beendet wurde die Auseinandersetzung durch die Polizei, beide mussten auf das Postenkommando, mussten sich ausweisen und wurden nach der Einvernahme entlassen.
Der Polizei gegenüber gab Prónay an, dass er Ranzenberger am liebsten erschossen hätte, aber er müsse die Interessen der Menschen als wichtiger berücksichtigen. Er bräuchte Ranzenberger auch noch, um ans Licht zu bringen, was mit dem Geld des Bataillons geschah. Laut Medien gab Prónay auch einen weiteren Grund an: Ranzenberger habe Prónays Frau kurz nach der Hochzeit beleidigt, worauf Prónay ein Ehrengericht eingeschaltet habe, das die Angelegenheit noch nicht erledigt habe. Wegen seiner Heirat mit einer ehemaligen Hofdame von Exkönigin (in Österreich Exkaiserin) Zita wurde ihm von mehreren Seiten vorgeworfen, Legitimist geworden zu sein. Zum Schluss wurden beide entlassen.
Prónay musste sich die stark blutende Wunde in einer chirurgischen Klinik versorgen lassen, er konnte jedoch nur wenige Stunden nach dem Vorfall nach Hause zurückkehren. Von vielen seiner Anhängern wurde er besucht bzw. sie erkundigten sich nach seinem Befinden.
Beide Kontrahenten gewährten der Zeitung Az Est ein Interview, in denen sie ihre Sicht schilderten.
Prónay wurde am 17. Jänner von einem Reporter der Zeitung in der Früh in seiner Wohnung besucht und interviewt. Dabei gab sich der Exdiktator sehr sachlich und kooperativ. Ähnlich Ranzenberger bei seinem Interview, er schildert die Situation naturgemäß anders und kurz und präzise und nicht ausufernd wie Prónay.
Kritisiert wurde, dass zwei amtsbekannte Kriegsverbrecher sich dermaßen bewaffnet in Budapest frei bewegen durften. Prónay war zu diesem Zeitpunkt kein Armeeangehöriger, während Ranzenberger Gardemajor war. Mehrere Medien verwiesen auf den Umstand, dass der 15. Jänner ein Sonntag war. Ein weiterer Kritikpunkt war, dass unter den Besuchern ein Mann war, der offiziell eine Haftstrafe verbüßte. Damals rechnete man nur mit einem Duell o. ä.
Trotz der teilweise erheblichen Unterschiede in der Berichterstattung geht eindeutig hervor, dass Prónay die Auseinandersetzung wenn nicht begonnen, so doch unnötig geschürt hat. Ähnlich formuliert Ungvári, dass er sich auf die Prügelei eingelassen hat. Seine Verurteilung war daher berechtigt. Andererseits war das cholerische und unbeherrschte Temperament Prónays längst allgemein bekannt und Ranzenberger hätte mit einem derartigen Verhalten seines ehemaligen Vorgesetzten rechnen müssen. Zu hinterfragen ist auch, welche Rolle Frau Prónay spielte und ihren Mann vielleicht zur Tat angestachelt hat, denn auf dem Hinweg hat der Exdiktator Ranzenberger noch ignoriert, außerdem gab sie an, dass Ranzenberger sie in provokanter Weise angestarrt und auch sie sich provoziert gefühlt habe.
Rund zehn Tage später meldeten Zeitungen, dass Ranzenberger wegen seines Rekontres mit Prónay (entweder wegen des Vorfalls am Franziskanerplatzes oder eines damals laufenden Prozesses) die ritterliche Genugtuung forderte, Prónay aber an dessen Sekundanten geschrieben hätte, er gewähre lediglich die Genugtuung mit der Waffe, aber keine ritterliche Satisfaktion.
Die Gerichtsverhandlung wegen des Vorfalls am 15. Jänner 1928 auf dem Franziskanerplatz fand im folgenden November statt, Prónay war der Angeklagte. Der erste Verhandlungstag muss kurz vor dem 20. November gewesen sein. Laut Klageschrift hat Prónay Ranzenberger auf der Straße beschimpft und mit einem Bleistock tätlich angegriffen. Prónay war mit einer großen Zahl Unterlagen erschienen. Im Gegensatz zu seinen anderen Prozessen wirkte er verwirrt und depressiv und wirkte äußerlich ruhig, man merkte ihm jedoch an, dass er sich gerade noch beherrschen konnte. Er war sogar so nervös, dass er sich so fest an einem Tisch anklammerte, dass beinahe ein Stück davon abgebrochen wäre. Prónay gab zu, Ranzenberger mit dem Stock geschlagen zu haben, weil Ranzenberger ihn bei einer Begegnung auf der Straße fixiert und als er Ranzenberger zur Rede stellte, habe ihn dieser beleidigt und den Säbel gezogen, worauf er Ranzenberger einen Stockhieb versetzt habe. Ranzenberger habe daraufhin mit dem Säbel nach ihm geschlagen. Er sagte unter anderem aus, dass er den Revolver weggelegt hätte, als die Polizei kam und nicht geschossen hätte aus Angst vor rechtlichen Konsequenzen. Ranzenberger wiederum bestritt, dass er Prónay fixiert habe und erklärte, dieser habe völlig grundlos mit dem Stock zugeschlagen, worauf er den Säbel gezogen habe. Es wurde abermals der Verdacht, Prónay sei Legitimist gewesen, vorgebracht, obwohl dies mit der Causa selbst nichts zu tun hatte. Es kam während der Befragung zu einem Streit zwischen ihm und Ranzenberger, worauf der Richter beide verwarnte mit der Begründung, dass die Prozessführung seine Angelegenheit sei und nicht die der Streitparteien. Nach Vernehmung vieler Zeugen, neben Frau Prónay meist Passanten der Oberschicht bzw. Prominenz, die aussagten, eine Rauferei gesehen zu haben, wurde die Verhandlung zur Anhörung weiterer Zeugen vertagt.
Im März 1929 war der letzte Verhandlungstag. Prónay war wegen leichter Körperverletzung und der Verleumdung angeklagt. Ranzenberger behauptete, von Prónay mit einem Bleistock angegriffen und Bolschewik genannt worden zu sein (letzteres taucht hier in der Berichterstattung zum ersten Mal auf). Prónay bestand darauf, dass er sich keiner Schuld bewusst sei. Er gab zu, Ranzenberger mit einem Stock geschlagen zu haben, stritt aber ab, Ranzenberger einen Kommunisten genannt zu haben. Er verteidigte sich damit, er habe im Affekt gehandelt, weil er in Wut geraten sei, weil Ranzenberger ihn und seine Frau fixiert und sich respektlos benommen habe. Ranzenberger wiederum rechtfertigte sich, wenn Prónay ihn mit einem Bleirohr attackiere, sei er zur eigenen Sicherheit gezwungen gewesen, sein Schwert zu ziehen.
Prónay wurde wegen Körperverletzung zu 80 Pengõ Geldstrafe verurteilt.

#### Weitere Versuche einer Politikerkarriere und Annäherung an die Sozialdemokratie
1929 wurde bekannt, dass er illegale Münzen zum Gedenken des Aufruhrs in Westungarn prägen ließ. Da dies für ihn keine Konsequenzen hatte, verteilte er sie in den nächsten beiden Jahren unter Veteranen und Freunden.
Anfang 1929 ließ er über die Zeitung „Magyarság“ verbreiten, er besitze noch immer den kurzen eisenbeschlagenen Stock, den er in Westungarn getragen habe. Er sei viel in Gerichtssälen als Kläger oder Angeklagter. Er müsse in seiner Wohnung wie ein Internierter leben. Er kümmere sich seit Jahren nicht mehr um Politik. Und obwohl er das anspruchsloseste Leben lebe, müsse er zunehmend mit Sorgen kämpfen. Diese Aussagen stimmen höchstens teilweise. Auch bei schweren Verstößen gegen das Gesetz konnte er sich so gut wie immer frei bewegen. Laut Bodó lebte er sehr aufwändig, obwohl sein ehrlich erworbenes Einkommen tatsächlich gering war, finanzielle Sorgen kann er gar nicht gehabt haben. In der Politik war er zumindest bis in die 30er Jahre vertreten, wenn auch ohne Erfolg. Er war stets nur in Prozessen wegen Ehrenbeleidigungen und Eigentumsdelikten und nie in Mordprozessen Angeklagter.
Im Dezember 1929 gewährte er gemeinsam mit seiner Frau der Zeitschrift Huszadik Század ein Interview, in dem er sich ungewöhnlich gemäßigt gab und in dem er der Überzeugung Ausdruck verlieh, eine nationale Bewegung zustande zu bringen. Er organisiere den Frontkämpferverband Frontharcosok Országos Szövetsége, seine Frau einen Wohlfahrtsverband für Arme. Er wollte die unpolitischen Frontkämpfer anführen, die er für wert und fähig halte, das Land kompetent zu repräsentieren und sie sollten nicht Politikern vertrauen. Sie hätten ihre Fähigkeiten im Ersten Weltkrieg bewiesen, als sie ihr Leben riskiert haben. Es sei daher für diese nicht akzeptabel, eine Untergruppe von MOVE zu sein und politisch instrumentalisiert zu werden für eine privilegierte Clique. Das Land solle an erster Stelle stehen. Regierung bzw. MOVE mit stillschweigender Zustimmung der Massen haben viel Geld abverlangt, behindern aber diese. Arme sind durch die Kosten ausgeschlossen. Er werde aussenden, dass bei ihm niemand durch parteipolitische oder Konfessionsfragen ausgeschlossen sei, unter anderem seien auch Juden und Sozialdemokraten willkommen, sie hätten die gleichen Rechte wie die anderen Mitglieder. Er würde sich ein Armutszeugnis ausstellen, wenn er im Kampf nach der Religionszugehörigkeit unterschieden hätte. Es hätte „Alle für einen und einer für alle“ gegolten. Er habe für die Gründung seit Jahren betrieben und es existierten Niederlassungen in mehreren Städten (mit den genannten Städten und Regionen war er besonders eng verbunden). Er glaubte, dass es innerhalb der Provinzregionen bald Gruppen gäbe nach dem Vorbild des nationalen Verbandes und Anzeichen, dass die überwiegende Mehrheit der Frontsoldaten beitreten werde. Sein unmittelbares Ziel sei nach der Erarbeitung eines 20-Punkte-Programms, um das Auskommen der Frontsoldaten zu gewährleisten und die Regierung unter Zugzwang gesetzt werden. Im Verband soll gegenseitige Unterstützung herrschen, damit kein Frontsoldat arbeitslos sei. Auch für die Absicherung der Witwen und Waisen solle gesorgt werden (anscheinend übernahm diesen Bereich seine Frau). Er forderte die Abschaffung des Pluralismus und für die Frontkämpferorganisationen kommunale Vertretungskörperschaften und Gremien sowie eine angemessene Vertretung im Oberhaus. Er war sich sicher, dass die ehemaligen Offiziere aufgrund ihrer Entbehrungen und Erfahrungen im Krieg den Verband unterstützen und kollektiv eintreten würden. Ebenso sicher war er sich, dass der Verteidigungsminister diese Maßnahmen unterstützen würde, wenn ihm an der Zukunft der Frontsoldaten wirklich etwas läge. Trotz seiner Vorbehalte gegen MOVE lege er Wert auf eine gemeinsame Front. Weiter behauptete Prónay, nicht nur nach Mitgliedsbeiträgen zu fragen, sondern auch Geldzuwendungen an Mitglieder leisten zu wollen. Der Mitgliedsbeitrag soll gering sein und nur von denen zu leisten sein, die ihn aufbringen können. Ein Verband mit entsprechenden Zielsetzungen kam in diesem Jahr tatsächlich zustande und änderte 1939 seinen Namen. Jedoch wurde die unter anderem von Prónay angemeldete konstituierende Versammlung Mitte März 1930 vom Chef der Staatspolizei nicht genehmigt aus Gründen der Sicherheit. Möglicherweise ist er mit dem u. a. erwähnten faschistischen Verband ident.
In den 1930er Jahren vegetierte er gewöhnlich weiterhin am Rand der ungarischen Politik dahin als Mitglied der rechtsextremen Opposition gegen die Regierung. Auch Bodó kann keine politische Bedeutung Prónays in einer der faschistischen Parteien und Bewegungen ausmachen, die nach der Großen Depression aufkamen.
1930 wurde er aufgrund der Fürsprache von Gyula Gömbös wieder in die Armee aufgenommen.
Am 14. Mai 1930 während eines der Verfahren wegen Diebstählen in Westungarn ersuchte er über Zeitungen ehemalige Kameraden, die zu seinen Gunsten aussagen würden. Er habe damals als Oberkommandierender die Haftung übernommen, aber zu diesem Zeitpunkt angeblich finanziell nicht in der Lage, für andere zu zahlen, obwohl er noch wenige Monate zuvor Geldzuwendungen an Frontkämpfer zugesagt hatte.
Ende September 1930 fand vor dem Budapester Strafgerichtshof ein Presseprozess statt, weil Ranzenberger Prónay verklagt hat. Anscheinend besteht ein Zusammenhang mit dem Vorfall am Franziskanerplatz, obwohl es primär um Prónays Haltung zum Legitimismus ging und um (aufgrund des großen Einflusses auf ihren Mann zumindest teilweise zutreffende) Vorwürfe gegen Frau Prónay, sie sei eine politische Giftmischerin. In diesem erklärt Prónay, die gegen ihn und seine Frau erhobenen Vorwürfe entkräften. Zwei Zeugen entlasteten ihn, insgesamt wurden 140 Zeugen zum Prozess geladen.

#### Niederlage gegen Viktor Ranzenberger, zweiter Ausschluss aus der Armee und Höhepunkt seiner Annäherung an die Sozialdemokratie
Kurz vor dem Ende des großen Prozesses gegen Ranzenberger 1931 gewährte seine Frau Huszadik Század ein Interview, in dem diese behauptet, dass er sich in einem Büro engagiere, das sich für Invalide einsetze. Da er sich bemühte, die Soldaten seiner Einheit zu unterstützen, kann es durchaus sein, dass er häufig Ministerien für ehemalige Soldaten seiner Einheit aufsuchte. Da er damals Vorsitzender der Ungarischen Faschistischen Partei war, kann es auch sein, dass er sein dortiges Büro für solche Zwecke nutzte. Er lebe auch nur von einer Rente und nur sehr spartanisch. Aus dem Interview geht aber klar hervor, dass er für das noch laufende Gerichtsverfahren sehr viel Geld aufbringen konnte, allerdings vorfinanziert durch ein Darlehen von 800.000 Goldkronen vom Militär, und nach wie vor in dem Haus wohnte, dass er nach seiner Heirat bezog (allerdings ist aufgrund der Quellen- bzw. Aktenlage unklar, ob er das gesamte Haus oder nur eine Wohnung im Parterre mit seiner Frau selbst nutzte. Letzteres ist wahrscheinlicher, denn gibt man auf hungaricana die Adresse ein, scheinen im fraglichen Zeitraum 1921–1945 auch noch andere Bewohner auf.). Man wolle ihn falsch beschuldigen, weil er Missstände aufzeige. Sie stellt ihn auch als vor allem an klassischer Musik, weniger am Theater interessierten Menschen dar. Fast alle diese Angaben widersprechen denen in der Literatur, teilweise sogar seinen eigenen.
Am 28. April 1931 fand eine Gerichtsverhandlung vor dem Budapester Strafgerichtshof unter Ausschluss der Öffentlichkeit statt (die Arbeiter Zeitung vermutete, damit keine das Horthy-Regime belastenden Dinge bekannt wurden. Aber es wurden auf diese Weise auch die zum Teil aggressiven Anhänger beider Prozessparteien ausgesperrt und man wollte anscheinend Prónay möglichst wenig Gelegenheit für skandalöse Auftritte wie etwa am 31. März 1927 bieten, da er für Skandale eine möglichst breite Öffentlichkeit bevorzugte. Durch Indiskretion wurden den Sozialdemokraten Verhandlungsdetails zugespielt), die Schilderung der Vorfälle in dieser Causa bis Anfang Mai differieren zum Teil erheblich. Wegen der unkorrekten Vorgangsweise, besonders der Sonderbehandlung Prónays, war das internationale Medieninteresse bis Mitte Mai enorm. Man vermutete, dass er wegen seiner Mitwisserschaft betreffs Verbrechen des Horthy-Regimes von den Behörden so milde behandelt wurde. Zum Teil war dies den Zeitungen Telegramme an ihre Redaktionen wert. Prónay war damals Präsident der Ungarischen Faschistischen Partei. Der Prozess selbst dauerte bereits Monate. Prónay war von Ranzenberger wegen Verleumdung geklagt worden betreffs Prónays Vorwürfen: Bereicherung in Westungarn und der Vorwürfe der Hinterhältigkeit, falscher Zeugenaussagen und Teilnahme an kriminellen Manipulationen (dieselben Vorwürfe erhob Ranzenberger gegen Prónay). Thema war auch die Volksabstimmung in Ödenburg. Prónay hat seine üblichen Anschuldigungen in mehreren Zeitungen veröffentlichen lassen. Prónay hat Ranzenberger außerdem die ritterliche Genugtuung verweigert, was in diesen Kreisen als die gröbste Beleidigung galt. Seine Vorwürfe hat Prónay in fünf Punkten begründet. Richter waren die führenden Richter Horthys, der Vorsitzende galt als Paraderichter Horthys. Laut Arbeiter Zeitung hätte Prónay seine Anschuldigungen mit 150 Zeugen und vielen Belegen untermauern können. Für die Richter sei es schwierig gewesen, Prónays Anschuldigungen zu entkräften. Sie hätte es nur können, in dem sie die Aussagen von Ranzenberger und den Offizieren auf dessen Seite für über jeden Verdacht erhaben erklärte. Ebenso wurde eine Äußerung vom damaligen Kriegsminister Gömbös zitiert. Für seinen (angeblichen) Gesinnungswandel wurde von den Offizieren seine Frau verantwortlich gemacht. Während der Verhandlung verließ Prónay plötzlich, eigenmächtig oder nach Rücksprache mit seinem Verteidiger, den Gerichtssaal nach folgender Erklärung: „Von Ihnen erwarte ich kein unparteiisches Urteil. Machen Sie, was Sie wollen, ich stehe Ihnen nicht zur Verfügung“. Angeblich hatte er bereits einmal, bevor sein Verteidiger sein Plädoyer halten konnte, den Saal plötzlich verlassen, sei jedoch für ein paar Minuten zurückgekehrt. Darauf unterbrach der Gerichtspräsident die Verhandlung. Nach der Wiederaufnahme erklärte der Präsident, dass er (oder der gesamte Gerichtshof) die Verhaftung Prónays angeordnet habe, da dieser erklärt hat, nicht mehr zurückzukommen und vertagte die Verhandlung. Eine Urteilsverkündung war nicht möglich, da Prónay bereits vorher den Gerichtssaal verlassen hat, diese wurde daraufhin für den 5. Mai festgesetzt. Zunächst besprach sich Prónay im Parlament mit einigen rechtsradikalen Abgeordneten, fuhr dann zur Zentrale der faschistischen Partei und kehrte dann in seine Wohnung zurück, wo er von von der Polizeidirektion dorthin gesandten Kriminalbeamten erwartet wurde, um ihn zu verhaften. Zunächst erklärte er diesen, sich freiwillig stellen zu wollen, aber nicht mitzugehen, da er sich nicht wie ein Verbrecher durch die Straßen führen lasse. Er erklärte den Kriminalbeamten, nur der Gewalt zu weichen und außerdem soll er gesagt haben: „Gehen Sie nach Hause, liebe Leute, ich will ruhig schlafen“. Vor seinem Haus standen mehrere Polizisten und Kriminalbeamte, der Straßenabschnitt vor dem Haus wurde von Polizisten abgefahren, auch Presseleute waren anwesend. Dass das Haus von einem Polizeikordon umzingelt wurde, ist aufgrund der örtlichen Gegebenheiten unwahrscheinlich. Die Beamten forderten ihn mehrfach auf, die Gesetze einzuhalten und sich zu ergeben. Er antwortete immer, dass er sich am folgenden Tag am späten Vormittag stellen werde. Prónay selbst blieb in seiner Wohnung und empfing in der Nacht Journalisten, denen er erklärte, er sei kein Theoretiker der Rechtsprechung, ihm sei aber „das Blut in den Kopf gestiegen“, als der Gerichtspräsident ergänzende Beweise abgelehnt habe. Er habe Beweise, dass sich zahlreiche Personen in Westungarn bereichert hätten. Seit Jahren hindere man ihn diese öffentlich vorzutragen, man habe ihn sogar aus dem öffentlichen Leben verdrängt. Gleichzeitig besprachen sich in der Polizeidirektion Polizei, Staatssekretär des Inneren, der sonst hart durchgriff und Prónays Verteidiger, der betonte, Prónay habe aufgrund seines geraden militärischen Sinnes so reagiert und er werde sich freiwillig stellen. Dies wurde jedoch abgelehnt, der Haftbefehl müsse ausgeführt werden, sich freiwillig zu stellen, sei nicht ausreichend. Es wurden sogar Abgesandte zu Prónay gesendet, der jedoch stur blieb. Trotz der langen Verhandlungen der Polizei mit Prónay wurde nur erreicht, dass er sich freiwillig stellte. Teilweise heißt es, er habe sich in seiner Wohnung verbarrikadiert. Das ist aber eher unwahrscheinlich, da entweder er oder seine Frau immer wieder Besucher empfingen. Er dürfte sich nur in seine Wohnung zurückgezogen und die Wohnungstüre abgeschlossen und die weitere Entwicklung abgewartet haben. Durch seine Vorgangsweise konnte ihm jedoch der Haftbefehl nicht zugestellt werden.
Am 29. April verließ Prónay seine Wohnung in der Früh über einen Seiteneingang. Vor seiner Wohnung wurde er von zahlreichen Anhängern begrüßt, vor dem Haustor bezogen rund hundert Angehörige der von ihm gegründeten faschistischen oppositionellen Frontkämpfervereinigung Posten. Die Situation drohte zu eskalieren, die Zahl der Polizisten und Kriminalbeamten wurde verdoppelt. Prónay fuhr mit einem Auto (Privatauto oder Taxi) zur Staatsanwaltschaft, wo er mit seinem Verteidiger (angeblich auch mit zwei Journalisten und dem Kriminalbeamten) beim Oberstaatsanwalt meldete. Aufgrund des Gedränges vor seinem Haus wurde die Abfahrt erst im letzten Moment bemerkt, einer konnte sich am Wagen festhalten, die anderen mussten ein Taxi bestellen, um die Verfolgung aufzunehmen. Auf der Staatsanwaltschaft wurde ihm erklärt, dass er bis zur nächsten Verhandlung und der Urteilsverkündung am Ende der Woche oder in der folgenden Woche in Haft bleiben müsse. Prónay ließ sogar vom Staatsanwalt ein Protokoll aufnehmen, dass er nur freiwillig und ohne jeden behördlichen Zwang sich gestellt habe. Es drohte ihm eine mehrmonatige Haft. Er wurde tatsächlich bis zur nächsten Verhandlung in das Untersuchungsgefängnis eingeliefert, wo er bis zur nächsten Verhandlung blieb. Die verbliebenen Polizisten wurden von seiner Wohnung abgezogen. Die Schilderung der Linzer Tages-Post weicht jedoch stark von den übrigen Berichten ab: Seit Mitternacht wurde seine Wohnung bewacht. In den frühen Morgenstunden trafen die leitenden Polizeifunktionäre Verfügungen betreffend seine Verhaftung. In der Früh erschien eine große Anzahl von uniformierten und Geheim-Polizisten vor seiner Wohnung. Mehrere Mitglieder der Faschistischen Partei (ehemalige Teilnehmer am Westungarischen Aufstand) betraten seine Wohnung. Davor standen andere Parteimitglieder und verwehrten den Zugang zur Wohnung. Als die Polizei an seine Wohnungstür klopfte, erklärte er, er werde eineinhalb Stunden später zur Staatsanwaltschaft gehen, bis dahin dürfe niemand seine Wohnung betreten. Zwei Stunden später sei er verhaftet worden. Laut Arbeiter Zeitung vom 30. April habe er sich erst abends nach langen Verhandlungen im Gerichtsgebäude gestellt.
30. April 1931: Es kamen Gerüchte auf, Prónays Anhänger würden sich zusammenrotten, um ihrem Führer zu helfen, was sich aber als übertrieben herausstellte. Es kamen nur zehn Personen zum Justizminister, die aber nicht empfangen wurden. Es gäbe keine Organisation von Ex-Freischärlern, entsprechende Gerüchte bezeichnete der Staatssekretär für Inneres als unsinnig. Jedes revolutionäre Experiment würde mit Brachialgewalt im Keim erstickt. An diesem Tag meldete Prónay Rekurs an. Am gleichen Tag wurde sein Verteidiger wegen Äußerungen, die für die Advokatenkammer beleidigend waren, vom Gericht zur Verantwortung gezogen und zu drei Monaten Gefängnis verurteilt. Am gleichen Tag protestierten die Sozialdemokraten im Parlament gegen die Sonderbehandlung Prónays, da die gesamte staatliche Macht einem Gerichtsbeschluss keine Geltung verschafft hat und sogar die Oberstadthauptmannschaft und das Innenministerium sich über die Lage beraten mussten. Kritisiert wurde, dass Prónay sich so viel herausnehmen dürfe, zumal Prónay anscheinend die Absicht hatte, sich als Kandidat für die Nationalversammlung aufstellen zu lassen und im Fall seiner Wahl ein breites Forum zur Verbreitung seiner Ansichten hätte. Ein liberaler Abgeordneter hingegen meinte in einer Parlamentssitzung, Prónay hätte sich nicht verteidigen und nur während des Plädoyers im Gerichtssaal anwesend sein müssen, das Vorgehen gegen Prónay sei daher illegal. Jemand der den Gerichtssaal verlasse und in seine Wohnung zurückkehre, begehe keinen Fluchtversuch. Ein sozialistischer erklärte, ihm sei die Rechtslage egal, trotz eines riesigen Polizeiaufgebots konnte Prónay nicht verhaftet werden und man müsse sich ernsthaft fragen, ob man bei einem einfachen Bürger auch so verfahren würde. Der Justizminister erklärte, während seiner Amtszeit werden Gesetze kompromisslos eingehalten.
Am 2. Mai 1931 lehnte die Königliche Tafel als Appellationsinstanz das Enthaftungsgesuch seines Verteidigers ab, Prónay habe daher bis zur Urteilsverkündung am 5. Mai weiter in Haft zu bleiben. Dem Korrespondenten des Neuen Wiener Tagblattes war dies sogar eine Eilmeldung per Telegramm an die Redaktion wert.
Am 5. Mai 1931 erfolgte die Urteilsverkündung. Prónay wurde aus dem Untersuchungsgefängnis vorgeführt. Er wurde wegen Verleumdung zu sechs Monaten Gefängnis, einer zusätzlichen Geldstrafe von 6.000 Pengő und zur Rückerstattung der Prozesskosten in der Höhe von 2838,70 Pengö an den ungarischen Fiskus sowie von 8000 Pengö Anwaltskosten an Ranzenberger verurteilt. Wie hoch die von Prónay zu leistenden Zahlungen waren, sieht man an der Umrechnung bei Fogarassy: Der Gegenwart von 100 Pengõ betrug 1978 500 – 600 Forint.
Das Urteil wurde sehr ausführlich begründet. Er habe die öffentlich erhobenen Vorwürfe nicht beweisen können und diese würden jeder Grundlage entbehren (seine politische Karriere sei durch das Vorgehen gegen ihn zerstört worden, Ranzenberger und andere Offiziere hätten strafbare Handlungen begangen), Ranzenberger die seinen aber sehr wohl (Wechsel Prónays von den Freien Königsmachern zu den Legitimisten nach seiner Eheschließung mit einer ehemaligen Hofdame von Exkaiserin Zita, Judenfeindlichkeit). Auch die Meinung von Gyula Gömbös gegenüber Prónay, Karlist geworden zu sein, wurde als Begründung für Prónays Verurteilung angeführt. Weiter seine Weigerung der Räumung Westungarns und seine Mannschaften auf Befehl von Ministerpräsident Bethlen aus Budapest abzuziehen. Diebstähle und Fälschung von Kassabüchern seien Ranzenberger nicht bekannt gewesen. Prónays Entfernung aus der Armee sei wegen seines in der Urteilsbegründung genannten ungebührlichen Haltung erfolgt. Seine Anschuldigungen gegen die Offiziere seien unbegründet. Bei dieser Gelegenheit setzte man sich erstmals auch mit der Persönlichkeit Prónays und seinen Motiven für seine jahrelangen Auseinandersetzungen mit Ranzenberger psychologisch auseinander. Der Grund war einerseits Verzweiflung, da seine Militärkarriere ins Stocken geraten ist. Andere genannte Motive waren reine Geltungssucht (Errichtung von Lajtabánság) und pure Eitelkeit (Ausgabe von Gedenkmünzen und Briefmarken mit seinem Bild). Dem Angeklagten fehlte die Selbstbeherrschung, weiter die erforderliche Einsicht und Nüchternheit, die in schwierigen und kritischen Situationen erforderlich ist. Er war unfähig, rechtsstaatliche Verhältnisse und Harmonie zu schaffen, als Befehlshaber fehlte ihm die Selbstdisziplin. Der Text deutet darauf hin, dass keine Fachärzte oder Psychologen hinzugezogen wurden, ein ärztliches Gutachten hätte anders ausgesehen, vor allem fehlen Diagnosen.
Das Urteil musste in den Tageszeitungen „A Reggel“ und „Magyarság“ veröffentlicht werden.
Prónay wurde jedoch auf freien Fuß gesetzt, da der Staatsanwalt nicht auf einer weiteren Haft bestand, angeblich nur vorläufig. Er und sein Verteidiger sowie Ranzenberger legten Berufung ein. Vor dem Gerichtsgebäude wurde Prónay von zahlreichen Anhängern bejubelt, als er mit seiner Frau auf der Straße erschien.
Am 6. Mai 1931 reichte im Zusammenhang mit dieser Affäre der Staatssekretär für Inneres, dem auch das Staatspolizeiwesen unterstand, bei Ministerpräsident Bethlen seine Demission ein.
Am 7. Mai 1931 fand ein Strafprozess gegen Prónays Verteidiger statt. Im Rahmen des Prozesses ersuchte das Gericht die Militärbehörde um bestimmte Akten betreffs Veruntreuungen oder andere Missstände beim Jägerbataillon von Szeged. Die Militärbehörde verweigerte dies, da sie Rücksicht auf die sensible und besondere Natur der Angelegenheit nehmen müsse. Die Sozialdemokraten verlangte daraufhin in einer parlamentarischen Interpellation die Vorlage der fraglichen Dokumente im Parlament, was der Justizminister ablehnte.
Auffallend ist der Kommentar in der Arbeiter Zeitung vom 8. Mai 1931, in der sie bei aller Kritik am ehemaligen Terroristen und Bán von Lajtabánság der Meinung war, dass die Vorwürfe Prónays berechtigt waren. Gardemajor Ranzenberger war einer der besten Offiziere des Horthy-Regimes, der beste war früher Prónay, der als Befreier von Sopron galt und als Bán vom Regime ein der ersten Zeit tatkräftig unterstützt wurde. Als solcher wusste er viele Details, die bei Bekanntwerden für das Horthy-Regime sehr unangenehm werden konnten. Das sei der eigentliche Grund für den Ausschluss aus der Armee gewesen. Prónay selbst habe Horthy nicht direkt angreifen können und griff daher Ranzenberger an. In einem als judenfeindlich einzustufenden Text schilderte die Zeitung, dass führende Juden ihr durch den Fehérterror verlorenes Geld zurückgefordert und auch zurückbekommen hätten. Dies hat der Oberste Staatsgerichtshof kritisiert. Worauf Prónay in einem Zivilprozess verklagt wurde betreffs Regress dieser Kosten. Das Verteidigungsministerium hat diesen Prozess wegen höherer Staatsinteressen niedergeschlagen. Dies wurde im Parlament verschwiegen zum Vorteil von Prónay. Darüber hinaus wusste Prónay viel über Missstände betreffs Verantwortliche und Finanzen. Das erkläre auch seinen forschen Ton und sein Selbstbewusstsein sogar vor dem Horthy-Gericht. Die Äußerung vor dem Verlassen des Gerichtssaales hätte er gemacht, weil er die parteiische Haltung des Gerichts bemerkt habe. Noch habe sich das Horthy-Regime durchgesetzt, allerdings nicht ganz, da er zu viel über die Schuld des Horthy-Regimes am Fehérterror als führend an diesem Beteiligter wusste. Daher konnte er noch als gestürzter Terrorist noch immer mehr durchsetzen als das gewählte Parlament. Möglicherweise besteht ein Zusammenhang der Annäherung Prónays und den Sozialdemokraten, die im Dezember 1929 begann und wenige Wochen später ihren Höhepunkt erreichte.
In der Zeitung Budapesti Hirlap gab es zwischen dem 17. Mai und dem 3. Juni 1931 Meldungen betreffend der Berechtigung der Führung der Amtsbezeichnung Oberstleutnant durch Prónay. Die Zeitung meldete in einer Kurznachricht, er sei nicht dazu berechtigt. Prónay hingegen betonte, er erhalte die entsprechenden Bezüge.
Am 27. Juni 1931 soll sich Prónay den Sozialdemokraten noch weiter als im Dezember 1929 angenähert haben. In Budapest waren einige faschistische oppositionelle Splitterparteien von der Wahlbehörde nicht zugelassen worden. Unter seinem Vorsitz sprachen sich die Vertreter der faschistischen Frontkämpferpartei und die Ungarische Arbeiterpartei für die geschlossene Abstimmung für die sozialdemokratische Partei aus. Entschieden wurde die Debatte von Prónay selbst, der damals Vorsitzender des oppositionellen Blocks der Faschisten war, mit der Begründung, dass die sozialdemokratische Partei faktisch die faschistischen Ideale teilte. Laut der kommunistischen Zeitschrift „Rote Fahne“ hätte die sozialdemokratische „Nepszava“ dies als geschichtliche Notwendigkeit und richtige Einschätzung der politischen Lage bezeichnet.
Nach 1931 verlor zumindest die österreichische Presse vor allem wegen seiner Niederlage im Prozess gegen Ranzenberger im Mai 1931 das Interesse an seiner Person. Nach den Prozessen 1932 nahm auch das Interesse der ungarischen Presse deutlich ab. Es ist erstaunlich, wie oft es Prónay als wenig bedeutender Politiker, der hauptsächlich durch Verhaltensexzesse in der Öffentlichkeit auffiel, zuwege gebracht hat, dass über ihn auf der Titelseite und den Seiten zwei und drei über ihn berichtet wurde, noch erstaunlicher die breite Berichterstattung in der ungarischen Presse (gerade in Qualitätszeitungen, die ihn an sich kritisch sahen) bei den an sich unbedeutenden Prozessen, wobei sich Reporter auch von den Eheleuten instrumentalisieren ließen. Die Initiative dazu ging möglicherweise von Frau Prónay aus und nicht vom Exdiktator selbst. Dieser war noch zehn Jahre zuvor ein entschiedener Gegner von Reportern gewesen und hat Mordanschläge auf führende Presseleute zumindest veranlasst, auch auf Mitarbeiter von Zeitungen, die ihn später um Interviews ersuchten. Sein Verhalten änderte er erst in den Jahren vor dem Prozess, es wurde seine Frau ebenfalls interviewt oder sie führte das Gespräch mit dem Reporter alleine.
Zwischen 21. und 30. Jänner 1932 fand die Berufungsverhandlung unter Ausschluss der Öffentlichkeit statt. Nach dem Studium geheimer Militärakten wurde das Urteil durch einen Prónay wohlwollend gesinnten Richter geändert auf 1000 Pengö Geldstrafe, wovon 600 vor der Haftstrafe zu bezahlen sind, dann 100 Pengö täglich. Dem beleidigten Ranzenberger sind 2500 Pengö an Anwaltskosten zu ersetzen.
Zwischen 10. und 13. Mai 1932 fand eine weitere Berufungsverhandlung statt. Es waren Pressevertreter, etwa von „A Reggel“ anwesend. Im Wesentlichen wurde das vorige Urteil bestätigt, Prónay wurde zur Zahlung der Prozesskosten und Bezahlung des Anwalts von Ranzenberger und einer Geldstrafe von 150 Pengö verurteilt. Das Urteil erging am 8. Juni und es konnte nicht mehr angefochten werden.
1932 gründete er mit Gyula Ostenburg-Morawek die kurzlebige Ungarische National-Faschistische Partei/Magyar Fasiszta Part oder Magyar Országos Fascist Párt, die auch keine Bedeutung erlangte. Ihre Funktion laut Eigendefinition war die der rechtsextremistischen Opposition zum konservativen autoritären Regime und war als Massenpartei nach dem Vorbild der NSDAP konzipiert. Ihre Existenz war sehr flüchtig und sie war nicht fähig, Unterstützung durch die Massen zu erlangen, ihre Mitglieder traten später anderen faschistischen Gruppen bei.
1932 wurde auch sein früherer Offizier László Vannay, der ebenfalls am Weißen Terror beteiligt war, wegen eines gescheiterten rechtsradikalen Staatsstreiches angeklagt. Auch Prónay wurde vor Gericht zitiert, er wurde aber keiner Rechtsverletzung belangt. Er wurde aber beschuldigt, zum Landfriedensbruch angestiftet zu haben und erhielt dafür eine Haftstrafe von sechs Monaten wegen Volksverhetzung.
1932 fand ein Prozess statt, in den Viktor Ranzenberger und Prónay verwickelt waren. Während der Verhandlung verlor Prónay die Beherrschung, unter anderem beleidigte er den Richter und den Angeklagten. Der Richter wollte ihm eine Lektion erteilen und zu einer Geldstrafe und zu einer sechsmonatigen Haftstrafe, von der die einen sagen, dass er sie tatsächlich absitzen musste, andere, das sei eher unwahrscheinlich.
Deswegen wurde Prónay auch als alezredes (Oberstleutnant) aus der ungarischen Armee zum zweiten Mal ausgestoßen und sein Dienstgrad wurde ihm aberkannt. Bodó vermutet, dass er mit 57 Jahren auch das Interesse an einer militärischen Laufbahn aufgrund der eingetretenen Veränderungen in der Armee bzw. dem Militärwesen verloren hat.

#### Endgültige Marginalisierung nach dem zweiten Ausscheiden aus der Armee
Nach seinem zweiten Ausscheiden aus der Armee, als er endgültig keine Möglichkeit mehr sah, sich in Kampfhandlungen zu bewähren, verbrachte er seine Zeit bei Pferderennen, an Spieltischen in Offizierskasinos, Restaurants und Klubs rechtsradikaler Organisationen. In den 20er und 30er Jahren tauchte sein Name in Boulevardblättern und Inlandsteilen von Zeitungen auf wegen Schreiens von antisemitischer Zoten etc. im öffentlichen Raum, ansonsten erfuhr man bis kurz vor Kriegsende nur mehr wenig über ihn, er galt seit den 30er Jahren nur mehr als querulierender ältlicher Mann. Weiterhin versuchte er alte Rechnungen zu begleichen. Im Streit ging er sogar so weit, dass er Gömbös, dem er vor allem seinen Aufstieg nach dem Ersten Weltkrieg und seine Wiederaufnahme in die Armee verdankte und Héjjas, einen seiner engsten Weggefährten, der seine Truppen ihm unterstellt hat und dem er innerhalb der ÉME zumindest die Mitgliedschaft, wenn nicht gar den Posten als stellvertretender Vorsitzender verdankte, in seinen Tagebuchaufzeichnungen schlecht machte.
Im Februar 1934 macht er ein Angebot, Freikorps aufzustellen, um während des Bürgerkrieges in Wien das Burgenland für Ungarn zurückzuerobern, wobei er an der ablehnenden Haltung der zuständigen Personen scheiterte.
Prónay zog keine Konsequenzen aus seinen Niederlagen vor Gericht, Fogarassy vermutet eine Paranoia querulans, ein hundertprozentiger Nachweis liegt aber nicht vor. 1934 wurde von Amts wegen ein Strafverfahren wegen Verleumdung gegen ihn eingeleitet. Das Verfahren verzögerte sich erheblich, durch den Verteidiger und die mangelhafte Vertrautheit des Richters mit der Materie. Der Verteidigungsminister Gyula Gömbös wiederum wollte die Akten nicht aushändigen, da Staatsgeheimnisse und sensible Interna des Militärs an die Öffentlichkeit gelangen und damit Interessen von Staat und Militär verletzt werden würden. Das Material würde nicht nur den erbosten Prónay, sondern auch seine Kameraden seines ehemaligen Bataillons erheblich belasten. Aufgrund der geänderten politischen Lage (das Burgenland war durch den Anschluss Österreichs 1938 zum Deutschen Reich gekommen) erteilte der Staatsanwalt die Weisung, das Verfahren einzustellen, dies erfolgte am 19. September 1939 durch den Budapester Strafgerichtshof.
Möglicherweise besteht ein Zusammenhang mit dem Prozess, den der Vorgänger von Gyula Gömbös als Verteidigungsminister gegen Prónay angestrengt hat. Dieser hat in einer Eingabe an Gömbös behauptet, der Kläger sei wegen Manipulationsversuchen aus dem Amt gejagt worden. Prónay wurde am 15. Oktober 1934 wegen Verleumdung zu 1000 Pengö Geldstrafe verurteilt, gegen dieses Urteil hat er berufen.
Seine lange, wenn auch letztendlich erfolglose, politische Karriere verdankte er Glück und der Trägheit anderer. Das Ende seiner politischen Karriere konnte Prónay nur hinauszögern, aber nicht verhindern. Einer der Gründe ist, dass er sich zumindest mit den meisten Führern der Organisationen, denen er angehörte, später wieder zerstritten hat aufgrund seines problematischen Wesens und weil er keinen Widerspruch tolerierte. Außerdem erkannte er allem Anschein nach nicht die Komplexität eines modernen Staats (Wechselwirkungen, Bürokratie, Rolle der politischen Parteien und Interessenverbände). Im Zeitalter der demokratischen Politik ignorierte er die Bedeutung der „sozialen Frage“ als Mittel politischer Mobilisierung, was Zweifel an seinem Anspruch, der erste Faschist Europas zu sein, aufkommen lässt, auch wenn er von anderen als Faschist etikettiert wird. Immerhin scheint er begriffen zu haben, dass er wie die Männer seiner Einheit nicht in einem Vakuum agierten, sondern Teil eines internationalen Phänomens war.
Er pflegte von jeher einen äußerst aufwändigen Lebensstil, den er aufgrund seiner Einkünfte (Gehalt bzw. Rente niedrig, Ersparnisse verloren) sich nie hätte leisten können. Es ist allerdings zu hinterfragen, wie er sich ein kleines Vermögen ansparen konnte, wenn er so aufwändig gelebt hat, er verdiente als Offizier nicht viel und nächtigte schon als einfacher Leutnant in besonders teuren Luxushotels wie dem Hotel Bristol und dem Hotel Sacher in Wien. Er prahlte auch in seinen Tagebüchern damit, sich die notwendigen Mittel durch Raub, Erpressung und „Beschlagnahmung“ vor allem bei reichen Juden und Ausländern beschafft zu haben. Bodó vermutet daher, dass er auch sein Haus in der Szentkirályi utca 38 in Budapest, einer Gegend mit einem sehr hohen jüdischen Bevölkerungsanteil, das er mit seiner Frau nach seiner Heirat bezog, einer jüdischen Familie geraubt hat (in den Quellen fand sich bisher kein Hinweis darauf, wie er das Haus erworben hat. In Zeitungsberichten ist allerdings zumindest großteils nur von einer Vierzimmerwohnung im Parterre des Hauses die Rede, auch in über Hungaricana einzusehenden Aktenverzeichnissen lautet die Adresse Parterre oder Parterre/2. Es existiert allerdings nur ein Kaufvertrag ohne Bezeichnung des Vertragsgegenstandes, in dem als Beteiligte nur er und seine Frau aufscheinen sowie der Name eines Notars. Es muss aber etwas Wertvolles gewesen sein, sonst hätten die Eheleute keinen Vertrag zwischen ihnen aufsetzen lassen. Ein Kaufvertrag mit einem Vorbesitzer oder Akten mit einer Restitutionsforderung finden sich auf hungaricana weder unter seinem Namen noch unter der Adresse). 1944 zog er jedenfalls um in das Haus Szentkirály 25/a. Wenn er zur Restitution geraubter Güter aufgefordert wurde, kam er den Aufforderungen, wenn überhaupt, nur widerwillig nach.
In der zweiten Hälfte der 1930er und in den frühen 1940er Jahren stand er unter Beobachtung des Staates, besonders des Zentrums für nationale Sicherheit ÁVK, ebenso wie seine Frau. Ihr wurden Affären mit Galeazzo Ciano, dem italienischen Außenminister und Schwiegersohn von Benito Mussolini, und dann dem italienischen Botschafter nachgesagt. Beide Eheleute wurden aber eher als Verbündete denn als potenzielle Feinde gesehen. Das ÁVK benutzte seine Frau, um die italienische Botschaft mit falschen Informationen zu versorgen. Sie wurde vom ÁVK als hochintelligente Frau eingeschätzt, die das Außenministerium mit verlässlichen Informationen zur italienischen Innen- und Außenpolitik versorgte. Prónay selbst wurde vom ÁVK nicht als sehr gefährlich eingestuft, jedenfalls weniger als die faschistischen Parteien, besonders die immer populärer werdenden Pfeilkreuzler.
Am 20. April 1944 wurde von ihm eine Aussage protokolliert, es geht aber aus dem Aktenstück nicht hervor, ob er lediglich einem Offizier bestätigte, während des Kun-Regimes in Szeged beschäftigt gewesen zu sein oder ob er noch 1944 in juristische Auseinandersetzungen verwickelt war.
Spätestens im Juli 1944 zog er in das Haus Szentkirály 25/a um, wo er seine Memoiren abfasste.

### Freischarführer im Zweiten Weltkrieg
Prónay wurde in den letzten Monaten des Zweiten Weltkrieges wieder politisch aktiv, er unterstützte das Bündnis mit dem nationalsozialistischen Deutschland von Beginn an und war verärgert über die Schaukelpolitik der ungarischen Regierung während des Krieges.
1944 sympathisierte er mit dem Pfeilkreuzer-Führer Ferenc Szálasi, er war mit ihm bekannt und unter den ersten, die Szálasi gratulierten und ihm ihre Dienste anboten, spielte aber unter den faschistischen Organisationen keine bedeutende Rolle mehr, ob er eine Rolle bei Szálasis Machtergreifung spielte, ist unklar. Er war zwar ein Sympathisant, trat aber der Partei nicht bei.
Im Oktober 1944 ergriffen die Pfeilkreuzer die Macht und stellte verschiedene Milizen auf, um die politischen Opponenten zu vernichten und den Völkermord an den Juden abzuschließen. Damals tauchte auch Prónay für kurze Zeit wieder auf.
Mitte November 1944 baute er eine Todesschwadron bzw. Freikorps auf, die zentrale Hungaristen-Kampftruppe oder Schwarze Todesschwadron (Sie gehörte zu den Ad-hoc-Verbänden außerhalb des Kriegsschematismus), es war die erste derartige Initiative, zu deren Aufgabe auch die Beteiligung am Genozid gehörte, die Einheit spielte jedoch keine größere Rolle im Genozid. Sie war jedoch laut Bodó, Paramilitary Violence (2004) an einer Reihe von Massakern hauptsächlich an Juden Ende 1944 beteiligt. Da sich jedoch Prónay mit Vannay zerstritt und daher die Einheit geteilt wurde, muss geklärt werden, für welche Massaker Prónay verantwortlich war. Es bestanden keine Verbindungen zur Deportation ungarischer Juden. Mit der Organisation eines Freikorps hat er sich anscheinend schon beschäftigt, als Budapest Frontstadt wurde und begann im Anschluss an die deutsche Besetzung seine organisatorische Tätigkeit, obwohl er damals bereits 70 Jahre alt war.
Ein Versuch nach dem 15. Oktober 1944 war gescheitert, als er dem zuständigen Minister meldete, die Prónay-Abteilung habe sich neu gebildet, dabei schlugen er und Vannay dem Minister eine Einheit in der Größenordnung von 1.500 Mann vor, es wurde allerdings stets angezweifelt, ob diese Stärke je erreicht wurde. Nach dem Pfeilkreuzler-Putsch sah Prónay eine günstige Gelegenheit, spätestens im November existierte die Prónay-Vannay-Abteilung. Es bestanden jedoch in der Kommandostruktur und dem sozialen Hintergrund starke Unterschiede zu den Freikorps nach dem Ersten Weltkrieg. Ursprünglich schlossen sich ihm auch eine Anzahl junger Freiwilliger an, die keine Vorstellung davon hatten, wer er war. Sein letztes bekanntes Hauptquartier war das Hubay-Haus Zugligeti-Straße 51 im Westen Budapests.
Damit wurde sein langgehegter Wunsch erfüllt, wieder eine eigene Truppe führen zu können. Laut Schlag bestand sie aus freiwilligen Pfeilkreuzlern, was aber anderen Quellen widerspricht, nach denen auch andere Personenkreise vertreten waren. Sie sollte als eine Art Großstadtguerilla in Budapest im Rücken der vorrückenden Roten Armee Sabotageaktionen und Anschläge gegen deren Kollaborateure durchführen.
Das Rekrutieren leitete er persönlich, damals wäre er aber fast erneut gescheitert. Von anwesenden Militärs wurden beanstandet: Mangel an Disziplin, Prónays Umgebung bestand aus älteren Soldaten mit mangelnden Kenntnissen damals moderner Taktik, die sich aber in alle Angelegenheiten einmischten. Daher wollte man ihm keine Ressourcen zur Verfügung stellen.
Der alte Prónay (genannt az öreg/der Alte) war auch in keiner Weise in der Lage, ein ordnungsgemäßes Rekrutierungs- und Ausbildungsprogramm durchzuführen (Rekruten ohne Kampferfahrung, nach Erhalt von Waffen und Uniformen schnell durchgeführte und einfache Ausbildung im Exerzieren, Kampfformation und Gebrauch der Waffe). Sein taktisches Wissen war mangelhaft und seine Sicht der Kämpfe beruhte auf veraltetem Wissen.
Weiter wirkte sich sein Unvermögen, mit anderen zusammenzuarbeiten, negativ aus. Mit seinem Unterführer László Vannay zerstritt er sich binnen weniger Wochen, der daraufhin eine eigene Einheit gründete (die später einen offiziellen Status erhielt), die meisten unter seiner Führung rekrutierten Soldaten verließen die Einheit und wechselten zu Vannay bzw. alle Studenten in der Einheit zum Universitäts-Sturmbataillon, worauf er zunächst den von offiziellen Stellen beauftragten Leiter des Universitätsbataillons beflegelte und dann Vannay beschuldigte, seine Leute abzuwerben, dabei mussten ihn seine eigenen Offiziere seine Reitgerte abnehmen, damit er niemanden damit attackierte. Es werden sich auch viele der jungen Freiwilligen wieder von ihm abgewendet haben, die glaubten, sich an einen legendären Helden angeschlossen zu haben und mit der Zeit erkennen mussten, dass er lediglich ein schwerst gestörter Verbrecher war, bei dem der psychische Verfall schon sehr weit fortgeschritten gewesen sein muss. Wegen seines Auftretens und seiner Streitsucht schließen sich ihm nur wenige an. Sein Einfluss während der Belagerung von Budapest war daher gering.
Er versuchte überall Unterstützung zu bekommen, diese wurden stets abgelehnt wegen dieser Vorfälle und unwahrer Angaben, teilweise wurde dies mit seinem Alter begründet. Seine Truppenstärke betrug anscheinend nur noch unzureichend ausgerüstete 100 – 120 Mann, er selbst behauptete, es seien 1.500, Soros nennt 250.
Zu Weihnachten 1944 blieb er freiwillig in der belagerten Stadt. Ob er aus Idealismus eine Verhaftung durch die Sowjets riskierte, oder auf sein Talent vertraute, auch bei schwersten Verbrechen mit einer sehr milden Bestrafung davonzukommen (was ein Jahr später tatsächlich geschah), geht aus der Quellenlage nicht hervor. Sein enger Verbündeter Iván Héjjas hingegen zog sich mit seiner Einheit über Transdanubien nach Graz zurück, als die Lage aussichtslos wurde, und flüchtete selbst weiter über Deutschland nach Spanien, um sich einer gerichtlichen Verurteilung zu entziehen.
Ab dem 25. Dezember 1944 führte er eine Freiwilligentruppe auf der Budaer Seite an.
Er wurde während der Belagerung Budapests (der Kessel wurde am 27. Dezember 1944 komplett geschlossen) zunehmend lethargisch und wurde nur mehr selten im Korpskommando gesehen.
Seine Einheit wurde offiziell am 7. Jänner 1945 mit dem Nationalen Waffendienst zusammengelegt. Möglicherweise besteht ein Zusammenhang mit folgendem Vorfall: Das Kommando Prónay war dem Hauptmann im Generalstab Zoltán Mikó unterstellt, der heimlich mit Raoul Wallenberg zusammenarbeitete. Da man in einer rechtsextremistischen Einheit keine Juden, Fahnenflüchtigen und Widerstandskämpfer vermuten würde, wurden zum Teil Angehörige dieser Gruppen dem Kommando Prónay zugeteilt. Durch Unachtsamkeit wurde ein jüdischer Arbeitsmann am 21. November 1944 in der Zentrale des Kommandos enttarnt, ein anderer gestand in einem Verhör, dass es noch weitere gäbe. Zehn weitere wurden gefangen genommen und am 10. Dezember 1944 hingerichtet, alle Versuche, sie zu retten, schlugen fehl (Die Prónay-Einheit meldete fünf Hinrichtungen). Aus Angst vor weiteren Enttarnungen wurden die Überlebenden verlegt, da man Untersuchungen und das Einschleusen von Spitzeln fürchtete. Prónay wurde empfohlen, seine Einheit aufzulösen und auf andere Formationen zu verteilen. Andererseits wurde seine Einheit wie andere Hungaristen-Einheiten den sogenannten KISKA-Hilfstruppen zugerechnet, die wegen ihrer Unzuverlässigkeit am Vortag, dem 6. Jänner 1945, aufgelöst wurden.
Reste seiner Einheit wurden am 29. Jänner 1945 in der Nähe des Budapester Südbahnhofs gesehen, als sie andere Einheiten unterstützten.
Zuletzt wurde er beim Ausbruchsversuch am 11. und 12. Februar 1945 mit einer Waffe in der Hand bei der Budaer Burg gesehen bzw. am 12. Februar gestorben sein. Nach einigen Quellen soll er im März 1945 in Budapest erschlagen worden sein in Kútvölgy (im Westen Budapests) bzw. dort gefallen sein. Dass er von Pfeilkreuzern ermordet wurde, wurde von seinen Gesinnungsgenossen bzw. Freunden verbreitet. Schlag vermutete, dass er bei einem seiner Einsätze als Guerillaführer im Laufe des Februar 1945 im Kampf um Budapest umgekommen ist. Am stärksten weicht Haberman mit seinen Vermutungen ab: er sei vermutlich 1944 und wahrscheinlich in der Tschechoslowakei umgekommen, vielleicht, weil man die ungekürzten Memoiren dort gefunden hat. Alle anderen Quellen legen nahe, dass er sich zu diesem Zeitpunkt in Budapest aufhielt. Alle diese Versionen fanden Eingang in die Fachliteratur.

### Lebensende
Er hat jedoch die Belagerung von Budapest überlebt und setzte seinen Kampf gegen die Kommunisten bis zu seiner Gefangennahme durch sowjetische Truppen am 20. März 1945 fort. Erst als nach der Öffnung sowjetischer Archive Unterlagen betreffs seines Schicksals nach dem Fall von Budapest zugänglich wurden, wurde dieser Umstand bekannt und dass er zunächst als Kriegsgefangener eingestuft wurde. Am 10. Juni 1946 wurde er von einem sowjetischen Gericht bzw. einem Sondergerichtsrat der sowjetischen Staatssicherheit zu 20 Jahren harter Zwangsarbeit lediglich wegen Sabotage und Spionage verurteilt, nicht wegen seiner Taten während des Fehérterrors und seiner anderen (zumindest zum Teil in führender Position) begangenen Verbrechen, und in ein Lager in Sibirien gebracht. 1947 oder 1948 (Auf dem Mad Monarchist-Blog wird der Zeitraum auf Ende 1947 oder Anfang 1948 weiter eingegrenzt) soll er im Gulag verstorben sein. Details wie die Umstände seiner Gefangennahme oder seines Todes wie Tag und Ort haben die russischen Behörden jedoch nicht bekannt gegeben. Barotányi führt das ungewöhnlich milde Urteil darauf zurück (an sich wurde in derartigen Fällen die Todesstrafe verhängt), dass er als Angehöriger einer nicht-regulären Truppe betrachtet wurde.
Allerdings haben Zeitungen bereits im April 1945 seine Gefangennahme bekannt gegeben. Es wurde angekündigt, dass er vor das Volksgericht gestellt werden würde (was jedoch nicht geschah, er kam in Moskau vor ein sowjetisches Gericht. Es wird vermutet, dass er vom ungarischen Volksgericht wie Ferenc Szálasi oder Ivan Héjjas zum Tode verurteilt worden wäre). Angeblich hielt er sich zuletzt in Pest (Stadt) auf.
Am 20. September 1945 gab der Verteidigungsminister bekannt, dass er Prónay, er bezeichnete ihn als Oberst, mit 46 anderen Offizieren auf der Basis des Dekrets 667/1945 §1 durch das Dekret 28.611/eln. vkf vom 19. Juni 1945 als Kriegsverbrecher degradiert und aus der Armee ausgeschlossen habe.
Noch drei Tage nach seiner Verurteilung in Moskau druckte Népszava ein Interview mit einem seiner Bewacher ab, in dem dieser angab, Prónay sei der einzige gewesen, der seine Schuld eingestanden habe, alle anderen hätten versucht, sich ihrer Verantwortung zu entziehen.
Warum nicht nur Kommunisten seine Gefangennahme später vertuschten und verbreiteten, er sei kurz vor Kriegsende gefallen oder ermordet worden, geht zurzeit aus den zur Verfügung stehenden Quellen nicht hervor. Es ist auch unklar, warum diese Falschinformationen jahrzehntelang für wahr gehalten wurden. Zumindest die genannten Zeitungen hatten eine sehr große Reichweite und waren für viele Menschen zugänglich.
Im Internet findet sich ein Eintrag, dass er am 24. Juni 1946 möglicherweise im Butyrka-Gefängnis in Moskau zuletzt gesehen wurde und unter starken Herzbeschwerden litt. Es ist allerdings nur von 15 Jahren Haft die Rede. Dass es sich um die Butyrka handeln kann, ist sehr wahrscheinlich, da von dort aus die Aufteilung vieler Häftlinge auf die Gulag-Lager erfolgte.
Ebenfalls im Internet findet sich die Nachricht, er sei in einem Lager oder in mehreren Lagern gewesen und ermordet worden sein. Dort findet sich auch immer wieder die Information, er habe noch mehrere Jahre gelebt. Dagegen sprechen aber die Informationen offizieller russischer Stellen, dass er spätestens am 31. Dezember 1948 verstorben ist.

### Persönlichkeit
Psychische Erkrankungen Prónays sind wahrscheinlich, etwa Sadismus. Er freute sich am Leid anderer und beschrieb mit Genuss und bis ins Detail Grausamkeiten, die seine Männer in seiner Gegenwart begangen hatten. Viele Linke sahen ihn ihm einen ungarischen de Sade. Geza Murány nannte ihn und Héjjas in der Weltbühne, die der radikaldemokratischen bürgerlichen Linken nahestand, blutrünstig, sadistisch, größenwahnsinnig, ihre Gräueltaten würden alle Schauerromane der Weltliteratur, alle Strafchroniken mittelalterlicher Hexenprozesse in den Schatten stellen und er habe alle Scheußlichkeiten der Inquisition zu neuem Leben erweckt. Népszava warf ihm bestialische Instinkte vor. Der Historiker Bodó sieht zudem nach Auswertung der ungekürzten Memoiren Anzeichen für eine politische Paranoia: Extremes Misstrauen und der Glaube, ausgesuchtes Opfer für Personen mit übelwollenden Absichten zu sein, verbunden mit dem Gefühl eigener Grandiosität. Er konzentriert sich auf das Negative und blendet alles aus, was seine Angst reduzieren könnte, weiter tendiert er zur Streitsucht, Reizbarkeit, Humorlosigkeit, reagiert extrem sensibel auf Unerhebliches. Diese defensive Haltung enthält eine ständige Angriffsbereitschaft. Seine Umgebung muss ihn immer wie ein rohes Ei behandeln, damit er sich nicht provoziert fühlt und handgreiflich wird. Wegen seines tiefsitzenden Misstrauens und Argwohns gegenüber anderen kann ein Paranoiker keine engen Beziehungen aufrechterhalten. Er agiert feindlich gegen jene, die er für Feinde hält und in einer sich selbst erfüllenden Prophezeiung provoziert er Feindseligkeiten, die ihn in seinem Denken und Verhalten bestärken. Er ist ein „Sammler von Ungerechtigkeiten“ und besessen von der Angst vor Autoritätsverlust und immer wachsam betreffs Angriffen einer höheren Macht und von Individuen von außen, um ihm seinen Willen aufzuzwingen und zeigt daher eine übertriebene Unabhängigkeit. Nach der Quellenlage erfüllte Prónay die meisten dieser Merkmale. Prónay sah überall Juden und Personen jüdischer Abstammung und dass er sie an ihren Ansichten und Handlungen erkennen könnte. Fogarassy vermutet eine Paranoia querulans. Offensichtlich war ihm nicht bewusst, dass seine ständig wiederholten Anschuldigungen ermüdend auf sein Publikum wirkten und zeigten, wie gering seine Bedeutung nach 1921 tatsächlich war. Bodó stufte ihn schon in seinem Aufsatz „Paramilitary Violence“ aus dem Jahr 2004 als unbedeutende und provinzielle Person ein.
1931 wurden ihm Größenwahn, Eitelkeit und Geltungssucht attestiert. Sein Verhalten wird als emotional labil und unkontrolliert beschrieben; er galt als handgreiflich, ungezügelt, leicht erregbar, rücksichtslos, wütend, aggressiv, hitzig, abweisend, übellaunig und rau, im günstigeren Fall als energisch, tatkräftig und dynamisch. Wegen seiner emotionalen und psychischen Labilität wollten die legitimistischen Aristokraten Lajtabánság und seinen Diktator nicht unterstützen. Er war zunehmend auf Rache für erlittene Niederlagen aus und hielt sich selbst für ein Opfer, dem von Horthy und dessen liberalen Beratern Unrecht getan wurde, als ein verkanntes Genie und ersten Nationalsozialisten Europas. Von sozialdemokratischer Seite wie Héjjas wurde Prónay als Vorläufer von Heinrich Himmler und Reinhard Heydrich gesehen.
Nach Meinung vieler Kritiker war Prónay skrupellos, grausam, ungehobelt, unreif, starrsinnig, unfein und geschmacklos, immer bösartig, bedrohend, unverschämt und eine toxische Persönlichkeit. Prónay war ein Gerüchtemacher, aber auch talentiert in deren Aufschnappen. Er sammelte unablässig potenziell rufschädigende Informationen über Rivalen. Er prahlte mit privaten Details, was unpassend für einen Mann war, der Respekt und soziale Rehabilitierung anstrebte. Dazu passt sein von jeher äußerst aufwändiger Lebensstil, den er zum größten Teil auf Kosten anderer finanziert haben muss. Zum Teil gab er selbst zu, Geld und Sachwerte geraubt oder erpresst zu haben.
Das von Bodó geschilderte Desinteresse an theoretischer Lektüre und komplexen Zusammenhängen lassen darauf schließen, dass er nicht sehr begabt war; Eintragungen im Tagebuch zeigen, dass sich sein Lerneinsatz in Grenzen hielt. So weigerte er sich, sein militärisches Wissen auf dem aktuellen Stand zu halten, ein Grund für sein Scheitern als Guerillaführer 1944/45. Die praktische Intelligenz muss den Beurteilungen seiner Vorgesetzten zufolge deutlich ausgeprägter gewesen sein.
Fehlende politische Begabung und Weitsicht trugen zu seinem politischen Scheitern bei. Ein Beispiel für sein unprofessionelles politisches Verhalten war seine Schaukelpolitik während des zweiten legitimistischen Aufstandes, das ihn als ernstzunehmenden Akteur in Ungarn verabschiedete; durch sein Verhalten in Westungarn/Burgenland zerstörte er die letzten Chancen auf eine ungarische Herrschaft dort. Ebenso unterschätzte er die soziale Frage, weshalb er als Galionsfigur der Faschisten schlecht geeignet war. Prónay überschätzte seine Stellung innerhalb seiner Organisationen. Er schlug völlig unrealistische Schritte wie die unerlaubte Überschreitung der Demarkationslinie in Südungarn und anschließende Zerschlagung der Räterepublik, die einen Pogrom einschließen sollte, vor. Meist wirkte er nur als extrem grausamer Handlanger anderer, begabterer Diktatoren wie Béla Kun im Frühjahr 1919 und Miklós Horthy (1919–1944).
Er hatte einen wenig ausgeprägten Familiensinn. Seine lange Ausbildung und häufige Versetzungen haben ihn anscheinend von seiner Familie entfremdet. Möglicherweise spielte auch sein ungeselliges und antisoziales Naturell eine Rolle. Meist wohnte er wie viele andere Offiziere in Kasernen, Hotels und angemieteten Appartements. Als seine eigentliche Familie dürfte er sein Bataillon betrachtet haben, das er 1919–1921 geführt hat. Mit seiner politischen Marginalisierung wurde er noch antisozialer als früher. Auch als älterer Mann legte er Verhaltensweisen an den Tag, das nur bei jüngeren Offizieren gesellschaftlich akzeptiert wurde, in deren Kreisen er populär war. Gefördert wurde dieses Verhalten auch durch die intensive Berichterstattung der ungarischen Presse selbst bei unbedeutenden Ereignissen. Ein Teil der Reporter ließ sich von ihm in seine Privatwohnung einladen, wo er sich als liebevoller Familienmensch und sozial denkender Politiker präsentieren konnte, der aus Idealismus handelte und nur Gerechtigkeit wollte.
Seine Macht in seinem Bataillon verdankte er eher seinem Charisma als seiner militärischen Qualifikation oder Position. Er war ein guter Netzwerker, was sein Aufstieg ermöglichte und Abstieg bremste. Seine Streitsucht und unzureichende Teamfähigkeit machten allerdings zumindest die meisten Erfolge wieder zunichte.

### Ideologie
Sozial und kulturell war Prónay ein Konservativer. Er stellte sich als weiser und selbstloser Patriot dar, der immer die Nation über seine persönlichen Interessen stellte. Seine stereotypen Vorstellungen entsprachen denen des Offizierskorps, des niederen Adels und der Mittelschicht der Provinz. Wie für eine Reihe anderer Offiziere bedeutete die Niederlage Ungarns im Ersten Weltkrieg einen Schock und eine Erniedrigung. Auf der anderen Seite verachtete er vor allem auf militärischem Gebiet Traditionen. Die Oktoberrevolution und die kommunistische Diktatur war für ihn ein Werk der Juden und Freimaurer und er machte sie verantwortlich für das Scheitern der Konterrevolution. Er sah sich als Judenexperte und behauptete, er würde sie sofort am Äußeren erkennen, was ihn mehr als Staatsmann qualifiziere als diplomatische oder andere greifbare Fähigkeiten. Im Vergleich zu den Nazis war er aber ein eher traditioneller Antisemit.
Trotz seiner zur Schau getragenen rechtskonservativen Haltung wurde er auch als „Rechtsbolschwik“ und Revolutionär (als Exponent faschistischer Organisationen) oder „Weißer Bolschewik“ bezeichnet, bereits als Diktator des Leithabanats hatte er auch linksextreme Vorbilder. Schon unter der sozialistischen Regierung nach dem Ersten Weltkrieg trug er offen ein rotes Abzeichen, auch wenn er behauptete, dass er dies nur zur Täuschung der Gegenseite getan habe. Als Bediensteter des Kun-Regimes hat er keinen Widerstand geleistet, erst nach dessen Ende ging er gegen Kun und dessen Spitzenfunktionäre vor, und die Kommunisten, die er während des Weißen Terrors ermorden ließ, hatten unter Béla Kun anscheinend keine bedeutenden Funktionen oder wurden überhaupt nur auf bloßen Verdacht, Kommunist zu sein, ermordet. An den zunehmenden Requirierungen bzw. Plünderungen für die Armee war er beteiligt. Er diente dem kommunistischen Regime, so lange er genügend Vorteile für sich herausschlagen konnte. Die Gründe, gegen die Föderative Ungarische Sozialistische Räterepublik vorzugehen, dürften eher persönlicher als ideologischer Natur gewesen sein. Die Art und Weise, wie er den kommunistischen Machtbereich verließ, legt den Verdacht nahe, dass er nicht alle Brücken abbrechen, sondern sich die Möglichkeit offen lassen wollte, wieder in den kommunistischen Machtbereich zurückzukehren, falls er bei den Antikommunisten scheitern sollte.
Seine Gedankenwelt ähnelte der der deutschen Freikorpsführer, indem er die liberale Vorkriegsgesellschaft verdammte, die Jugend verherrlichte und Gewalt als schöpferische Macht ansah – und gegen Demokratie und Sozialismus wütete, obwohl Prónay nach dem Ersten Weltkrieg ursprünglich für diese gearbeitet hatte und sein Wechsel zu den Rechten allem Anschein nach persönliche und nicht ideologische Gründe hatte. Er zögerte nicht, sich mit der Linken zu arrangieren (Sozialdemokraten, Kommunisten) oder sogar linksextremistische Organisationen zu gründen und Spitzenfunktionär solcher Organisationen zu sein (Ungarische Nationalsozialisten, zumindest ein Teil des Faschistischen Blocks), wenn er selbst davon profitierte. Er bot seine Dienste der Seite an, die ihm die meisten Vorteile gewährte. Sein Hauptmotiv dürfte stets der eigene Vorteil auch auf Kosten anderer gewesen sein, wobei er in der Politik extreme Positionen (extremer Nationalkonservativismus, Faschismus, Bolschewismus) bevorzugte. Als Kommandant wechselte er während des Fehérterrors wiederholt die Seite. Ab Dezember 1929 näherte er sich als Faschistenführer nach rund zehn Jahren wieder den Linken, zumindest für die folgenden Jahre. Man warf ihm vor, anlässlich seiner Heirat mit einer ehemaligen Hofdame von Exkaiserin Zita (wieder) zu den Legitimisten übergewechselt zu sein, was in den 1920er und 1930er Jahren in zahlreichen Gerichtsprozessen gegen ihn verwendet wurde. Trotz seiner meist judenfeindlichen Haltung in der Öffentlichkeit warb er im Dezember 1929 auch um deren Mitgliedschaft im Frontkämpferverband und pflegte persönliche Beziehungen zu einzelnen Juden. Die ungewöhnlich milde Bestrafung seitens der Sowjetunion sowie der Umstand, dass er im Gulag trotz hohen Alters und der Haftbedingungen noch längere Zeit gelebt hat, könnten darauf hindeuten, dass er nach dem Ende des Faschismus in Ungarn dem stalinistischen Regime keinen wirklichen Widerstand entgegengesetzt hat.

## Persönlichkeit
Aus seiner Kindheit sind keine Auffälligkeiten, Gewalterfahrungen oder Misshandlungen bekannt oder dass seine Eltern ihn schlechter behandelten als seine sieben bis neun Geschwister. Das spätere grausame, antisoziale Verhalten Prónays lässt sich also wohl nicht aus vermittelten Werten der Familie herleiten oder, wie es Soziologen und Psychologen (Alice Miller) vorgeschlagen haben, aus frühen Erfahrungen. Keines der Geschwister fiel durch überdurchschnittliche Gewalttätigkeit auf.

## Heirat
Prónay heiratete im April 1921 in Budapest Eleonore Aimée Gräfin Pálffy-Daun, eine ehemalige Hofdame von Exkaiserin Zita.

## Rehabilitierungsverfahren
Der Oberste Gerichtshof der Russischen Föderation rehabilitierte Prónay am 27. Juni 2001 aufgrund Art. 3b des Gesetzes über die politische Verfolgung vom 18. Oktober 1991 – mit der Begründung, die gegen ihn erhobenen Vorwürfe träfen nicht zu. Obwohl die 20-jährige Haftstrafe schon ungewöhnlich milde war und womöglich kurze Zeit später auf 15 Jahre reduziert wurde, hat Prónay zudem nachweislich alle Verbrechen begangen, die zumindest nach damals geltendem russischen Recht Ausschließungsgründe für eine Rehabilitierung darstellten.

## Rezeption

### Forschung
Obwohl er nicht als Faschist einzustufen ist (auch wenn er als ihr Sprecher auftrat bzw. von faschistischen Parteien als Galionsfigur benutzt wurde und auch führende Positionen innehatte), hat er laut Bodó für die Faschismusforschung Bedeutung.
Durch seinen Wandel vom durchschnittlichen Jugendlichen zu einem grausamen Diktator wäre er auch für die Diktatoren- und Radikalisierungsforschung von Interesse, entsprechende Untersuchungen gibt es aber nur ansatzweise v. a. von Bodó in seinen beiden Untersuchungen aus dem Jahr 2004 und 2011. Wie und wo er sich so radikalisiert hat, wurde bislang nicht erforscht. Nur über den Grund gibt es Vermutungen.
Ebenso ist seine Laufbahn ein Beispiel dafür, warum solche Menschen es so weit bringen und derartige Verbrechen begehen bzw. sich so lange halten können. Wahrscheinlich gab es bereits seit seiner Jugend Warnzeichen für einen problematischen Charakter. Auch als seine grausame Menschenführung in der Armee bekannt und sein psychischer Zustand nicht mehr zu übersehen war, wurde er nicht entlassen, nicht einmal ehrenhaft aus gesundheitlichen Gründen. Seine „Entlassung“ im August 1921 war anscheinend nur eine Dienstfreistellung bzw. Versetzung in den Ruhestand, damit er als Freischärler nach Westungarn gesendet werden konnte und nicht als öffentlich Bediensteter und er wurde später wieder in den Aktivstand versetzt. Er wurde trotz seiner gravierenden und fortschreitenden psychischen Erkrankung(en) anscheinend nie von einem Psychiater und/oder Neurologen untersucht oder gar in eine Klinik eingewiesen. Es wurde ihm auch nie seine Geschäftsfähigkeit aberkannt oder eingeschränkt, obwohl er ständig (weit) über seine Verhältnisse lebte und für seine Umwelt gefährlich war. Als er an Bedeutung verloren hat, wurde er von der Presse nicht totgeschwiegen, sondern es wurde in Ungarn seitenweise über seine an sich unbedeutenden Prozesse berichtet und es ließen sich Reporter von ihm einladen. Damit ermunterten sie ihn nicht nur, sich weiterhin zumindest wie bisher zu verhalten, sondern verschafften ihm ein breites Forum mit Nachwirkungen bis heute.

### Politik
Immer noch wird er in Ungarn eher positiv gesehen und in nationalistischen ungarischen Kreisen sogar als Held gefeiert und um ihn ein Personenkult betrieben, wobei sich diese auch noch auf die Rehabilitierung durch die Russische Föderation berufen können oder auf Interviews in damals erschienenen Zeitungen (auch in Qualitätszeitungen, die ihn kritisch sahen), in denen er sich äußerst gemäßigt gab, sich sehr gewählt ausdrückte, sich als sozial engagierter Politiker und liebevoller Familienmensch präsentieren konnte oder von seiner Frau als solcher präsentiert wurde und daher bestimmte ungarische Kreise behaupten können, er sei ganz anders gewesen als ihn die Mehrheit darstellt. Weiter wird er jungen Menschen wie seinen jungen Freiwilligen im Zweiten Weltkrieg zumindest im Internet als legendärer Held präsentiert, was er nie gewesen ist.
2009 wurde eine in Budapest ansässige nationalistische Gesellschaft gegründet, die seinen Namen trägt und der Jobbik nahe steht und gegen den sogenannten Liberal-Bolschewismus eingestellt ist (er gilt übrigens teilweise als eine Art National-Bolschewist und arbeitete 1919 und ab 1946 anscheinend anstandslos für die Bolschewisten). Aufgerufen wird dazu, immer seiner zu gedenken. Die offiziellen russischen Informationen betreffs seiner letzten Lebensjahre werden teilweise nicht berücksichtigt. Seine Beteiligung daran, durch bewaffneten Widerstand die Volksabstimmung in Ödenburg zu erzwingen, wird positiv hervorgehoben. Die Frau des Parteivorsitzenden Gábor Vona ist die Flaggenmutter der Gesellschaft. Entgegen dem Namen der Gesellschaft war er aber kein vitéz, sondern baró. Eine Mitgliedschaft im Vitézi Rend ist nicht bekannt und war auch nicht notwendig, da die Familie seit Jahrhunderten dem Adel angehört.
Auffällig ist der Widerspruch zwischen dem Umstand, dass sich gerade Kreise mit höherer Bildung, wie sie unter den Jobbik-Anhängern stark vertreten sind, gerade einen mäßig begabten und bildungsfeindlichen Mann wie Prónay zum Vorbild nehmen. Nachvollziehbar ist, dass er unter den vielen jungen Menschen aufgrund der Bedeutung, die Jugend in seinem Weltbild einnimmt, unter den Jobbik-Anhängern verehrt wird.
Am 3. Oktober 2010 hielten Anhänger der Jobbik eine von der zuständigen österreichischen Behörde genehmigten Gedenkfeier für Lajtabánság in Oberwart ab, was zu einer Anfrage des grünen Abgeordneten Karl Öllinger im österreichischen Nationalrat führte.

## Gedenken und Nachlass
In Heimito von Doderers 1956 erschienenen Roman Die Dämonen wird Prónay kurz erwähnt (II. Teil, Kapitel 3).
Im Trianon-Museum in Várpalota ist ihm und Lajtabánság ein eigener Raum gewidmet. Dort befindet sich auch sein Nachlass (Protokolle seiner Duelle, Fotos, Gegenstände, greifbare Erinnerungen, Briefe). Es arbeitet auch an der Herausgabe seiner ungekürzten Memoiren, s. Literatur von Pál Prónay.
Prónays Tagebücher dienten als Grundlage für den Film Imposztorok (Ungarn 1969). Die Filmfigur, die auf seiner Person beruht, heißt allerdings Pál Doborján.
Zu Prónays Lebzeiten sind seine Tagebücher nicht im Druck erschienen (Titel: Tótprónai és Blatniczai Prónay Pál alezredes naplójegyzetei az 1921. év szeptember 1-től 1922. év végéig lefolyt fontosabb eseményekre vonatkozólag”. The diary entries of Lieutenant-Colonel Pál Prónay de Tótprónai and Blatnicza as related to the most important events from September 1, 1921 and till the end of 1922). Das Trianon-Museum in Várpalota hat jedoch die Veröffentlichung „in naher Zukunft“ angekündigt.
Laut Bodó und Fogarassy liegen seine ausführlichen, von ihm – Memoiren vergleichbar – für die Öffentlichkeit bestimmten Tagebücher im Archiv des Nationalen Sicherheitsdienstes in Budapest und waren bisher nur wenigen Gelehrten zugänglich. Aus seinen eigentlichen Tagebuchaufzeichnungen hat er bereits eine Auswahl getroffen und in den späten dreißiger und frühen vierziger Jahren literarisch aufgearbeitet. Bodó betrachtet die Mehrheit der Einträge als original, in andere dürften spätere politische Entwicklungen eingeflossen sein. Er stuft sie als mit Vorsicht zu nutzende wichtige politische Quelle ein, da er die führenden Personen der damaligen Zeit kannte. Anscheinend wechselte bei der Überarbeitung die Zielgruppe: von Personen, die ihn hätten rehabilitieren können, zu jungen Pfeilkreuzlern.
Die Originalunterlagen, aus denen Prónay die Auswahl traf, sind verschollen. Auch der erste Band über die Jugendzeit ist verschollen. Die Bände 2 und 3 bestehen aus maschinengeschriebenem Text mit handschriftlichen Ergänzungen und Fotoillustrationen, der 2. Band reicht von Ende Oktober 1918 bis zum 31. August 1921, der 3. Band schließt bis Ende 1922 an. Fogarassy nimmt an, dass die Endredaktion dieses Bandes im Frühjahr 1944 stattfand, da der Tod Julius von Ostenburg-Moraweks am 12. Jänner 1944 darin erwähnt wird. Fogarassy vermutet außerdem die Existenz eines 4. Bandes, der den Zeitraum 1923 bis 1944 umfassen soll, und geht davon aus, dass er in einem Archiv verschollen ist.
Allgemein zugänglich sind Auszüge:
- Pál Prónay: A határban a Halál kaszál. (Übersetzung: „Der Tod mäht an der Grenze“.) Vorwort und Anmerkungen von Agnes Szabó und Ervin Pamlényi, Budapest 1963 (vor allem zum Weißen Terror). Laut Bodó wurden jedoch Passagen, die die Demokraten und Kommunisten belasten konnten, weggelassen;[75] der Großteil der Memoiren verfolge die Absicht, das Regime der Zwischenkriegszeit zu diskreditieren.[76] Zumindest bei der Schilderung des Kornhauser-Skandals und der Beziehung zu seiner Frau vom ersten Kennenlernen bis zur Heirat ist von massiven Texteingriffen auf Veranlassung des Regimes von János Kádár auszugehen.
- Béla Bodó: Pál Prónay: Paramilitary Violence and Anti-Semitism in Hungary, 1919–1921 (= The Carl Beck Papers. Nr. 2101). Center for Russian & East European Studies, University of Pittsburgh, März 2011, doi:10.5195/cbp.2011.167, S. 1 ff. (englische Auszüge über den Text verteilt).
- Lászlo Fogarassy: Paul Prónays Erinnerungen an das „Lajta-Banat“. In: Burgenländische Heimatblätter. 52. Jahrgang, Heft 1, Eisenstadt 1990, S. 1–10 (deutsche Zusammenfassung der Texte zum Leithabanat, zobodat.at [PDF]).